# 海上コンテナ

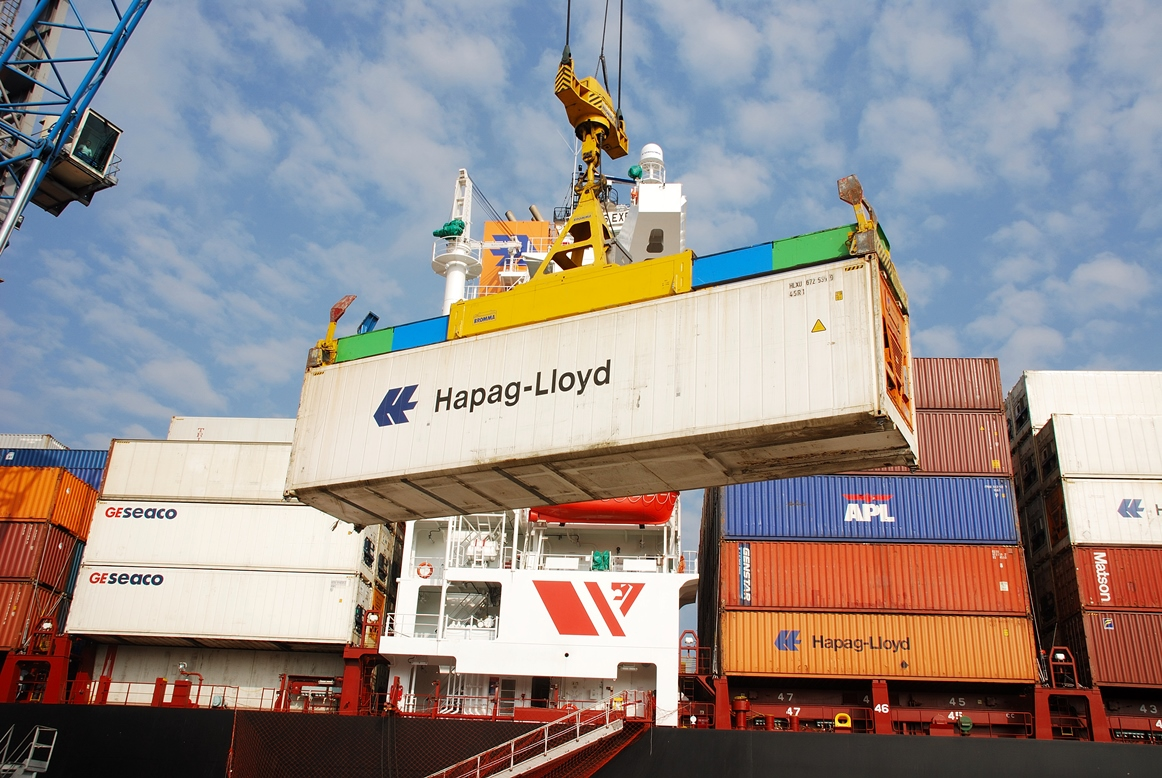
船内荷役中の海上コンテナ

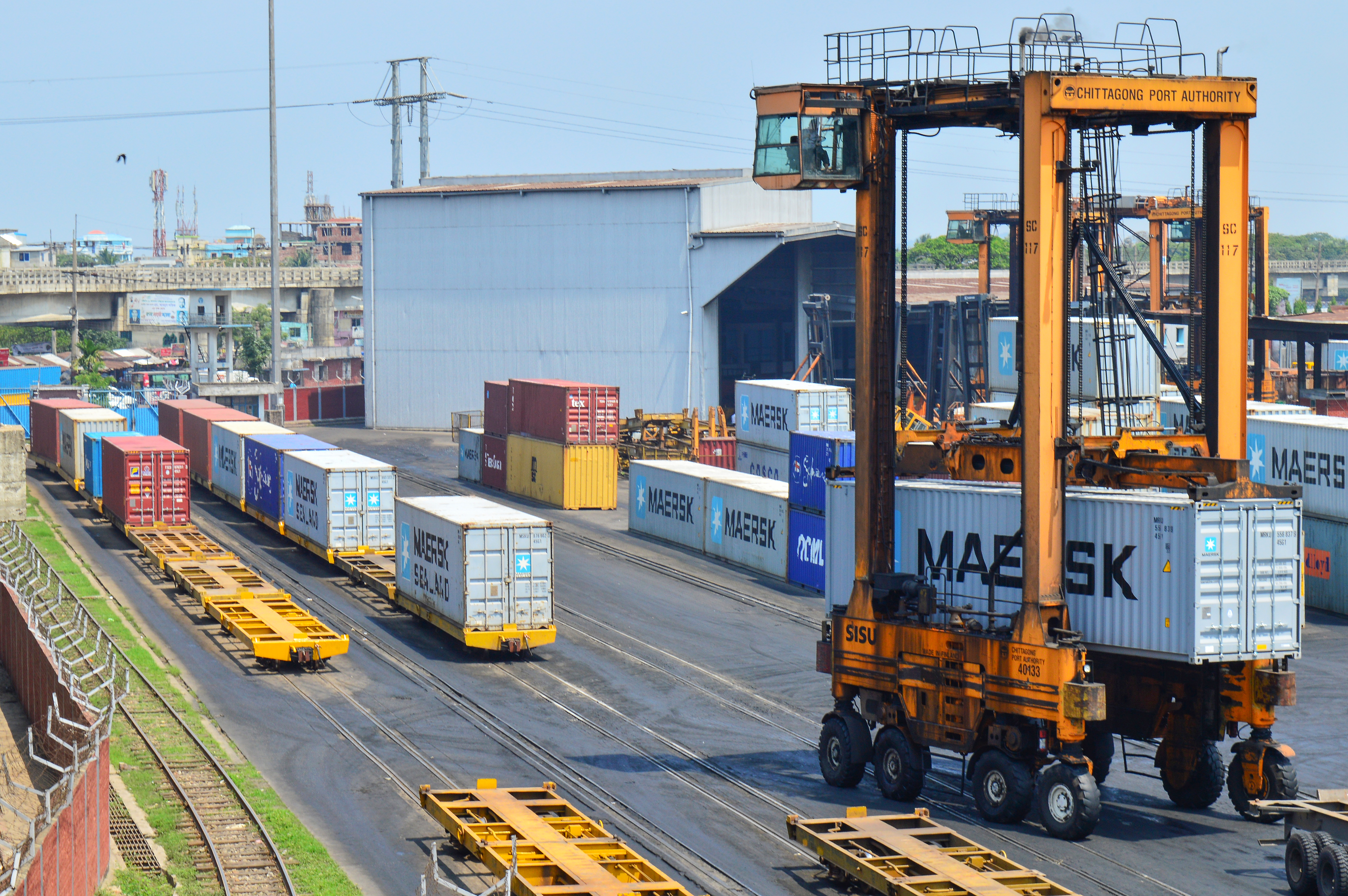
ストラドキャリアによる鉄道貨車への積み替え

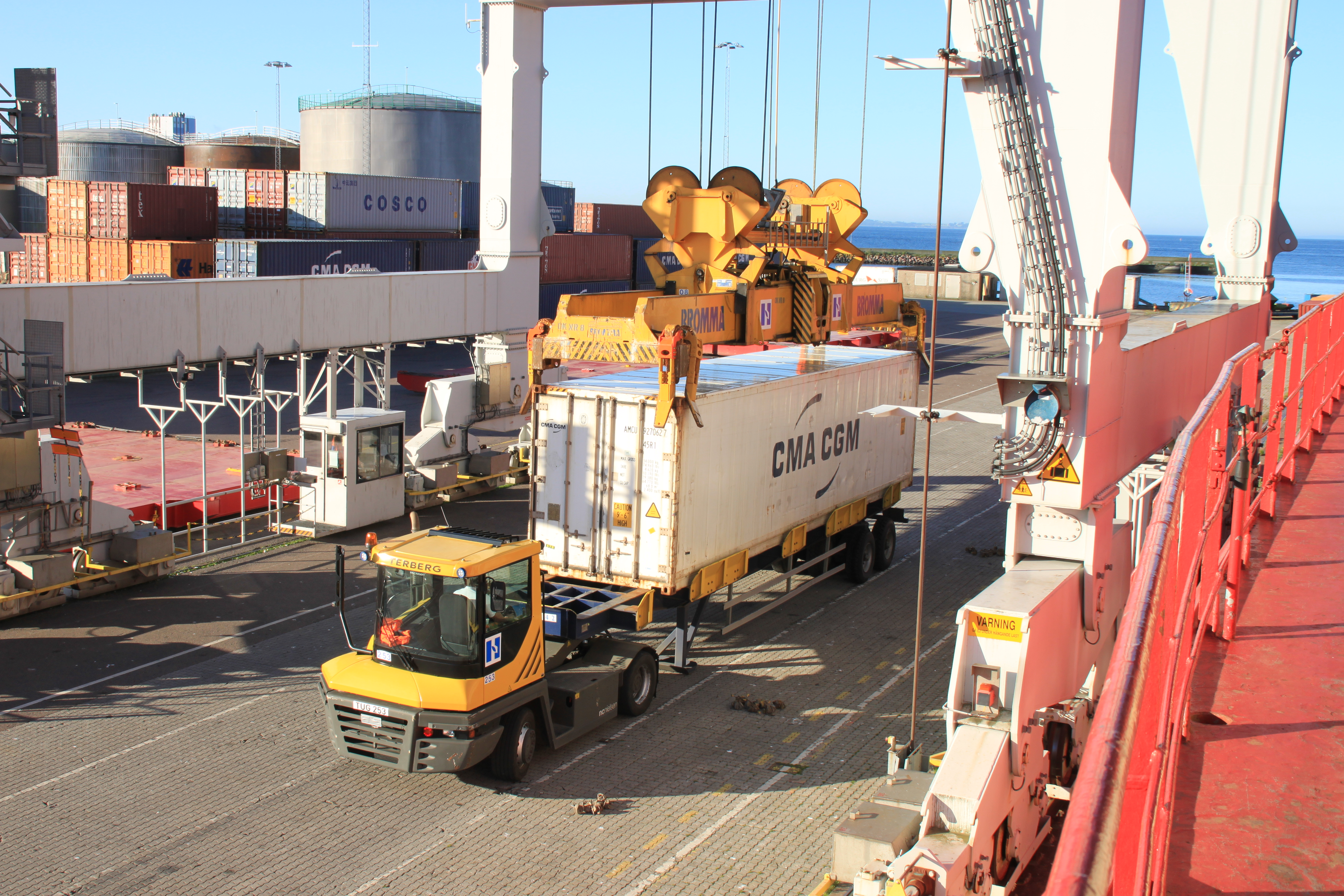
クレーンによるトレーラー車両への積み替え

インターモーダルコンテナ（英語: intermodal container）とは海上コンテナ（かいじょうコンテナ）とも呼ばれる輸送コンテナであり、複数の輸送モード（船舶・鉄道・自動車）間を積荷の積み替えなしで輸送するインターモーダル輸送に適した設計がなされており、国際的に標準化されている。海上コンテナは、おもに材料や製品を効率的かつ安全に保管・輸送するために、国を超えたコンテナリゼーション貨物輸送システムとして、世界規模で使用されている。また、海洋国内の限られた海域を利用して、本土と離島間で内航コンテナ輸送も行なわれており、これに対しての対義語は外航コンテナである。
国際的に流通している海上コンテナにはさまざまな規格サイズが存在するが、世界の9割以上はドライコンテナ（いわゆる汎用コンテナ）であり、耐久性のある密閉型スチールボックスで、横幅（間口）はほとんどが8 ft（フィート）である。一般的な高さは、8 ft6 in（インチ）（2.6 m（メートル））と、9 ft6 in（2.9 m）であり、後者は「ハイキューブ」または「ハイキューブコンテナ」として知られる。
コンテナは用途に応じて規格化されているため、規格に対応した船やコンテナ車、トレーラーなどの異なる輸送手段間で積み替えが簡単に行なえる。このために、工場や物流施設などで荷物を詰めたコンテナをそのままトレーラーで運び、コンテナ船や貨物列車に載せて各地の港や、貨物駅まで一括して輸送する。到着後に再度トレーラに載せて倉庫や、店舗へ配達することができるので、この流れは複合一貫輸送と呼ばれている。これらのコンテナ荷役は機械化されているため、荷役の手間、コスト、時間を大幅に削減でき、また盗難や汚損の危険も小さくなる。

## 歴史
不揃いな貨物を箱（コンテナ）に詰めて荷役しやすくするアイデアは19世紀から存在し、20世紀には個別の鉄道会社やアメリカ軍などがコンテナの規格作りに取り組んだが、鉄や木のコンテナ自体が重かったこと、重いコンテナの荷役をすることが難しかったことから十分に普及しなかった。現在に繋がる海上コンテナ輸送は、船にもトレーラーにも載せられるアルミコンテナというアイデアや、コンテナを無駄なスペースなく積載できるコンテナ船というアイデアを発明したアメリカの陸運業社のマルコム・マクレーンが、1956年、中古軍用タンカー改造によりコンテナ船を用意し、ニュージャージー州ニューアークからテキサス州ヒューストンまで58個の金属製コンテナを積んで運航した際にさかのぼる。
コンテナが普及したのは1960年代からのことであり、コンテナの登場は、荷役時間を大幅に短縮する、船のスケジュールが定時化できる、船による輸出入が大幅に低価格化するなどの効果をもたらし輸出入の増加や工場の海外移転などを可能にした、物流の一大革命であった（コンテナリゼーション）。コンテナ船は年をおうごとに大きくなり続け、2014年には19,000 TEU、2017年には20,000 TEUを超え、超大型コンテナ船が続々と記録を伸ばし就航している。さらにコンテナ船が巨大化すると同時に、メガガントリークレーンと呼ばれるコンテナ専用の大型クレーンの設置が進行するなど、コンテナは世界の貿易や物流に大きな影響を与えている。

## 長所
- 輸送中の水濡れなどの事故が少ない。

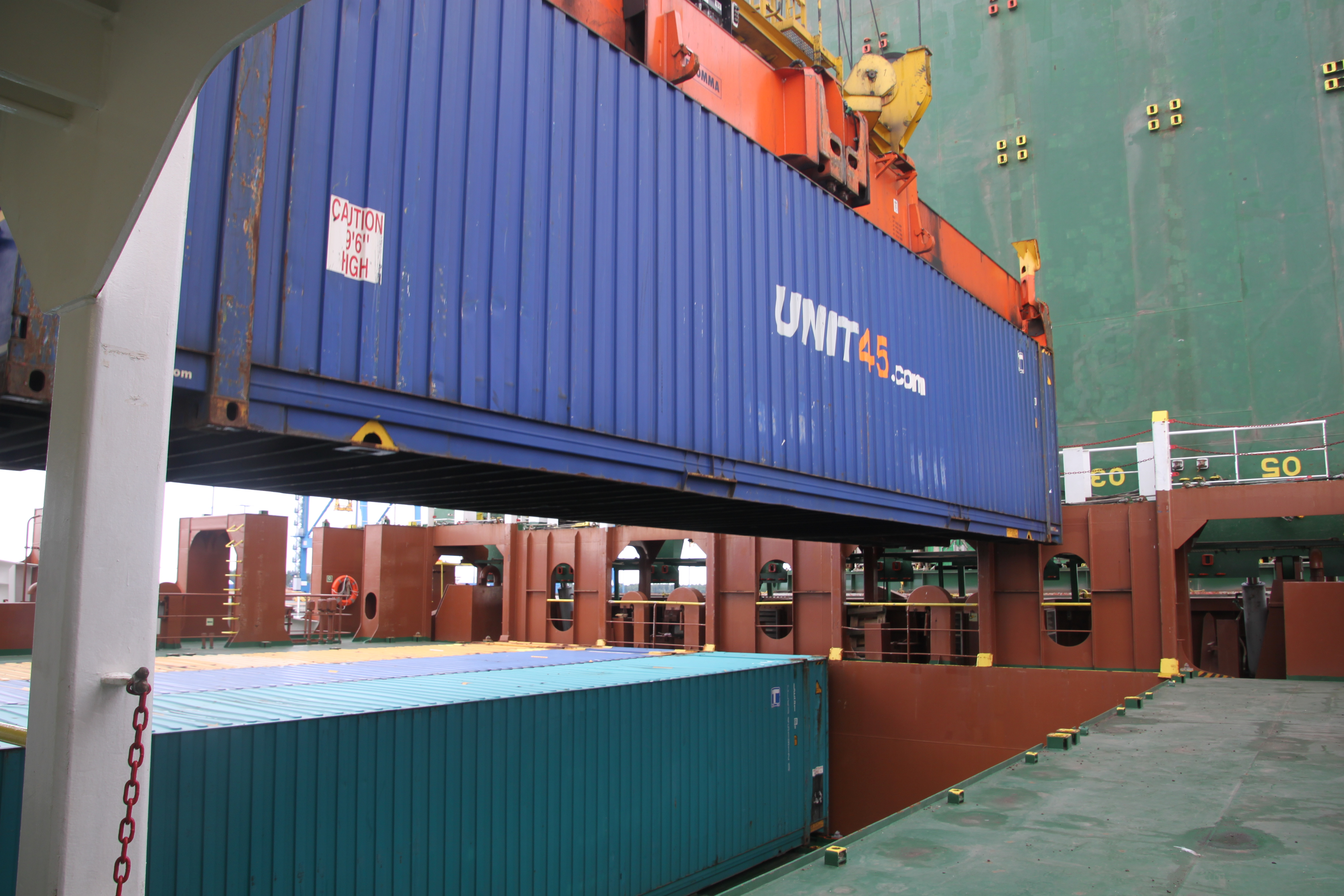
コンテナ船への積み付け

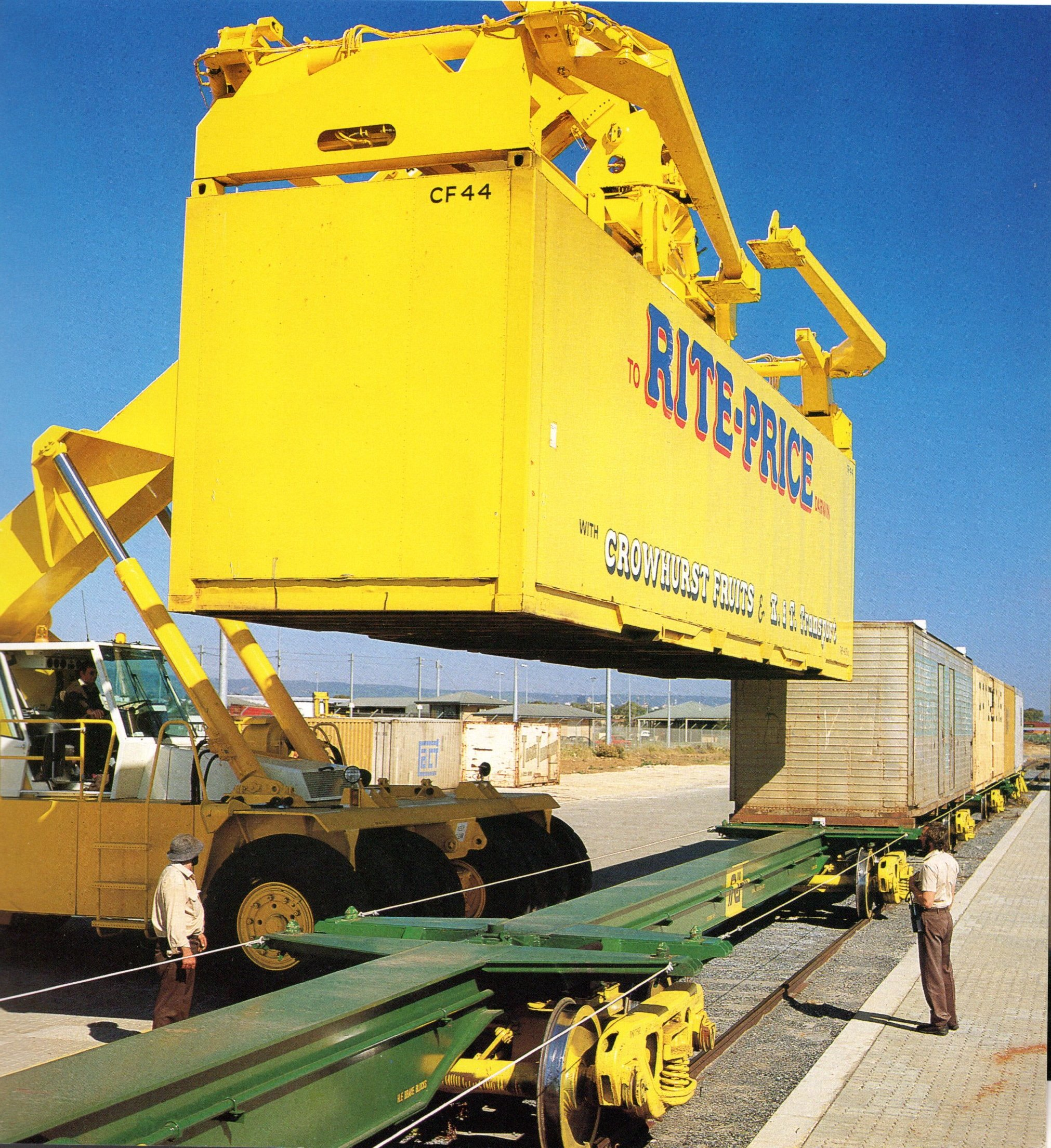
鉄道貨車への積み付け

- 特殊な積荷以外では梱包材をほとんど必要としないので、低コストであり環境にやさしい。
- コンテナ自体の寸法が規格化されており、内容物によらず同じ手順で荷役作業が行える。
- 輸送機関同士での積み替えが簡単かつ迅速に行えるため、時間と費用の両面で従来手法に対して、圧倒的に有利となる。
- 丈夫な金属製の箱は長年にわたり繰り返し使用できるため、梱包コストが削減できる。
- コンテナ自体の強度が高いために、コンテナ船では10段以上の積み重ねができ、搭載や保管のための場所が節約できる。
- 貨物の性質にもよるが、コンテナに入れたままで短・長期間の野外保管が可能で、屋根付き倉庫などを必要としない。
- 海上輸送で従来、甲板積みができなかった貨物も輸送可能となる。
- コンテナ登録番号や封印施錠などで、輸送中の国際的な一貫管理により、盗難や不正輸出入のリスクが少ない。
- ドア・ツー・ドアの一貫輸送が可能となる。
- コンテナ自身の素材である鉄・アルミニウムも再利用が可能で、環境にやさしい。

## 短所
- 荷降ろしの終わった空コンテナを回送する時には、コンテナ自身の重量を運ぶエネルギー消費が無駄になり、コストに加算される。
- 小口の輸送ではコンテナ1つを埋められず、費用空隙の効率を求めれば多種類または複数の荷主もしくは、その両方の荷物を混載する手間がかかる。
- 気温の違う地域間を長距離輸送するときには、汗濡れ損害や蒸れによる損害が発生しやすい（通風の不足または、積載貨物にとってコンテナが不適当から生ずる損害）[6]。
- 港湾に専用のガントリークレーンや、規格に適合したトレーラーなどの大型の荷役機械の整備が必要となり、莫大な投資が必要となる。
- コンテナの出発地や到着地に近い港でも荷役設備がなかったり、たとえその設備があっても使用するコンテナ船の寄港ができる港湾内の航路の水深が十分でなければ、遠くても設備や条件の整った港まで運ばなければならない。
- 貨物を抜き取る小規模な窃盗が減った反面、コンテナごとトレーラーなどで運び去る大規模な窃盗被害はありうる[7][8]。
- 銃器等や麻薬など、特に輸出入を禁止している物の臨検が、コンテナの床や柱、あるいは妻壁を巧に利用し隠されてすり抜けられ、不正輸出入を摘発できないことがある[9][10]。
- 長持ちする日本車や建設機械が盗まれ、ヤードと呼ばれる闇の解体工場で小口に分解し、車体製造ナンバーの付かないパーツとしてコンテナに詰め込んで不正に輸出する[11][12][13]。
- さらに、税関手続きの盲点を付いて人気の盗難車を他のダミー車両とすりかえて、正規の手続きを取る新手の巧妙な手口なども発生している[14][15]。
- 密航者が中に詰め込まれて不法入国する[注 1][16]。

密入国や密輸品の摘発事例
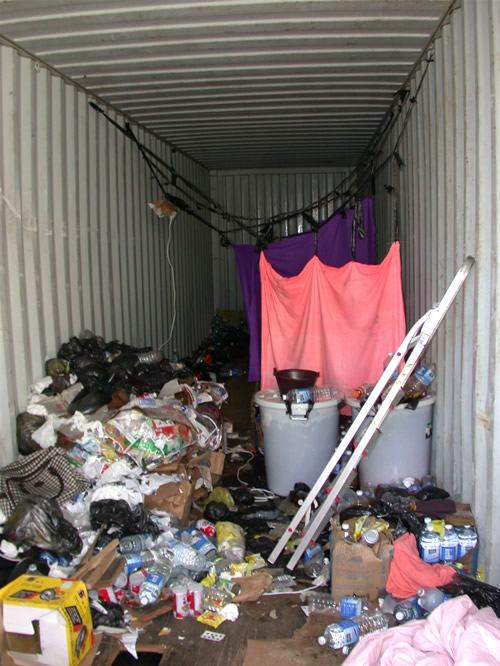
米国シアトル港にて、不法入国で逮捕された22人の中国人が潜んでいた空コンテナ内部。劣悪な環境がうかがえる。
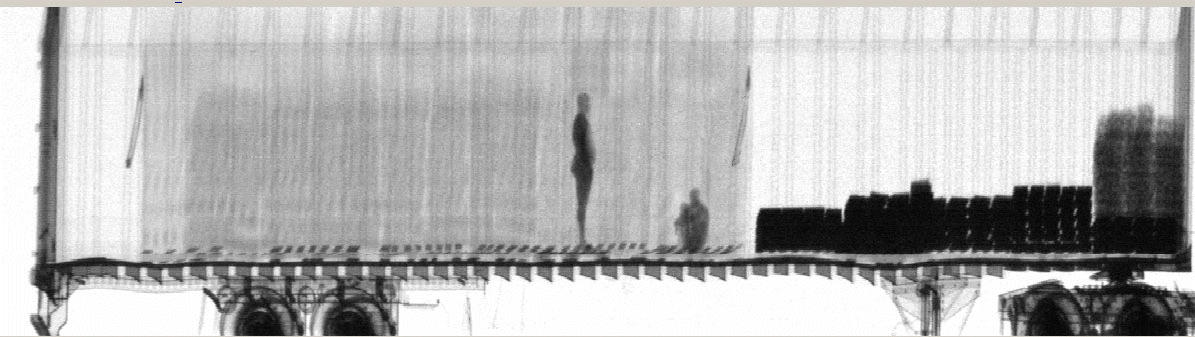
検問所のカーゴスキャニング（英語版）システムの画像。画像中央の積荷に潜む2人の密航者（直立姿と座り込み姿）が映し出されている。
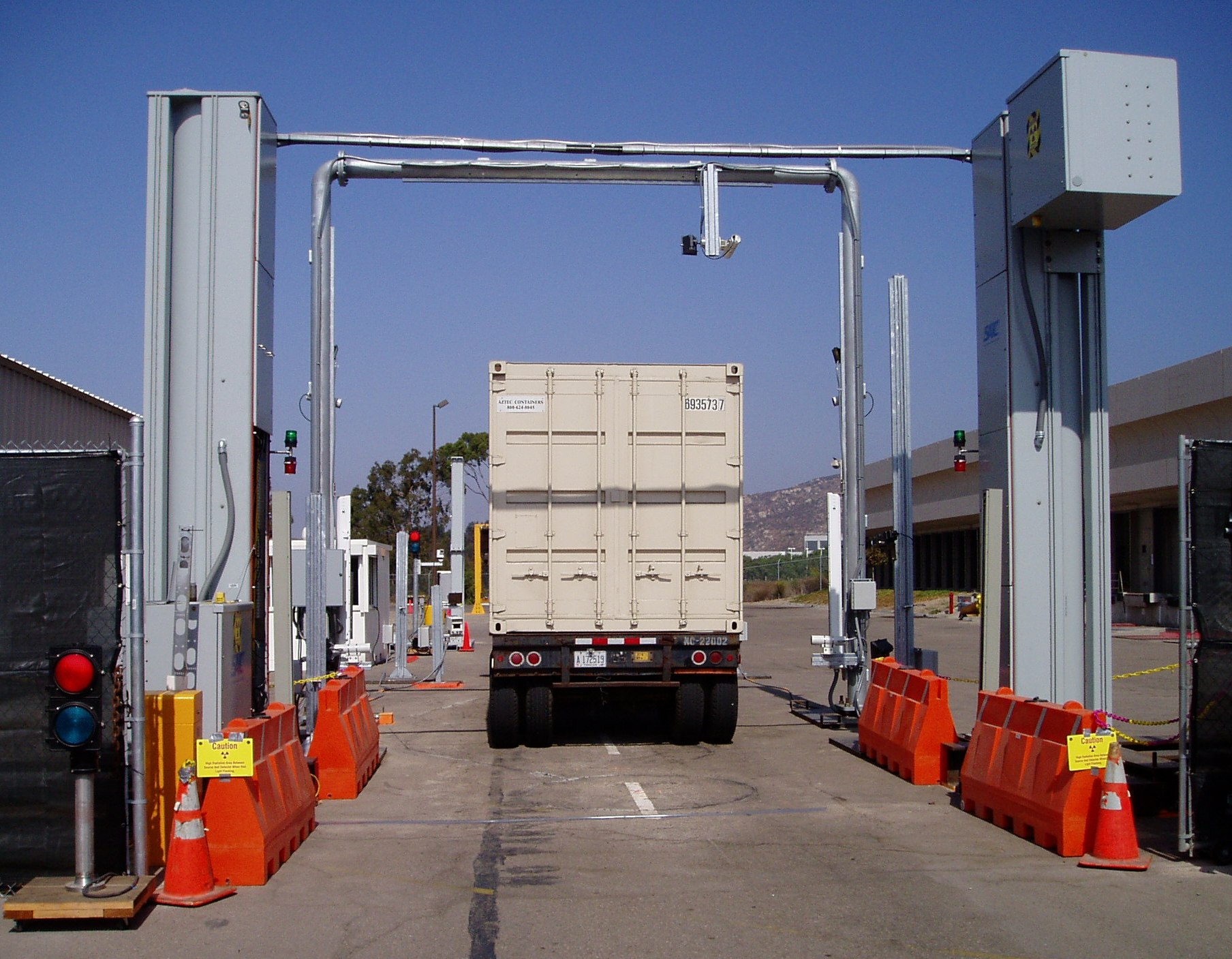
ポータル VACIS (Vehicle and Cargo Inspection System) ガンマ線撮影装置によりコンテナ内部を検査する。

### トレーラで運ぶ場合

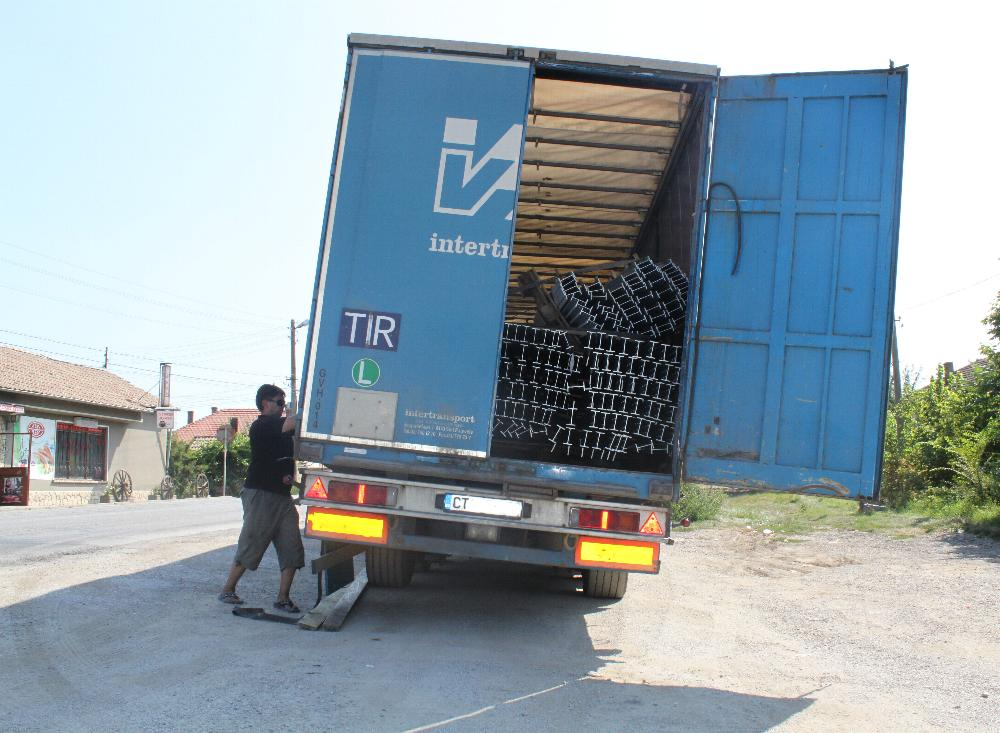
コンテナではないが、箱型トラックの荷台で重量物の荷崩れにより、車体が右側に大きく傾いた事例。

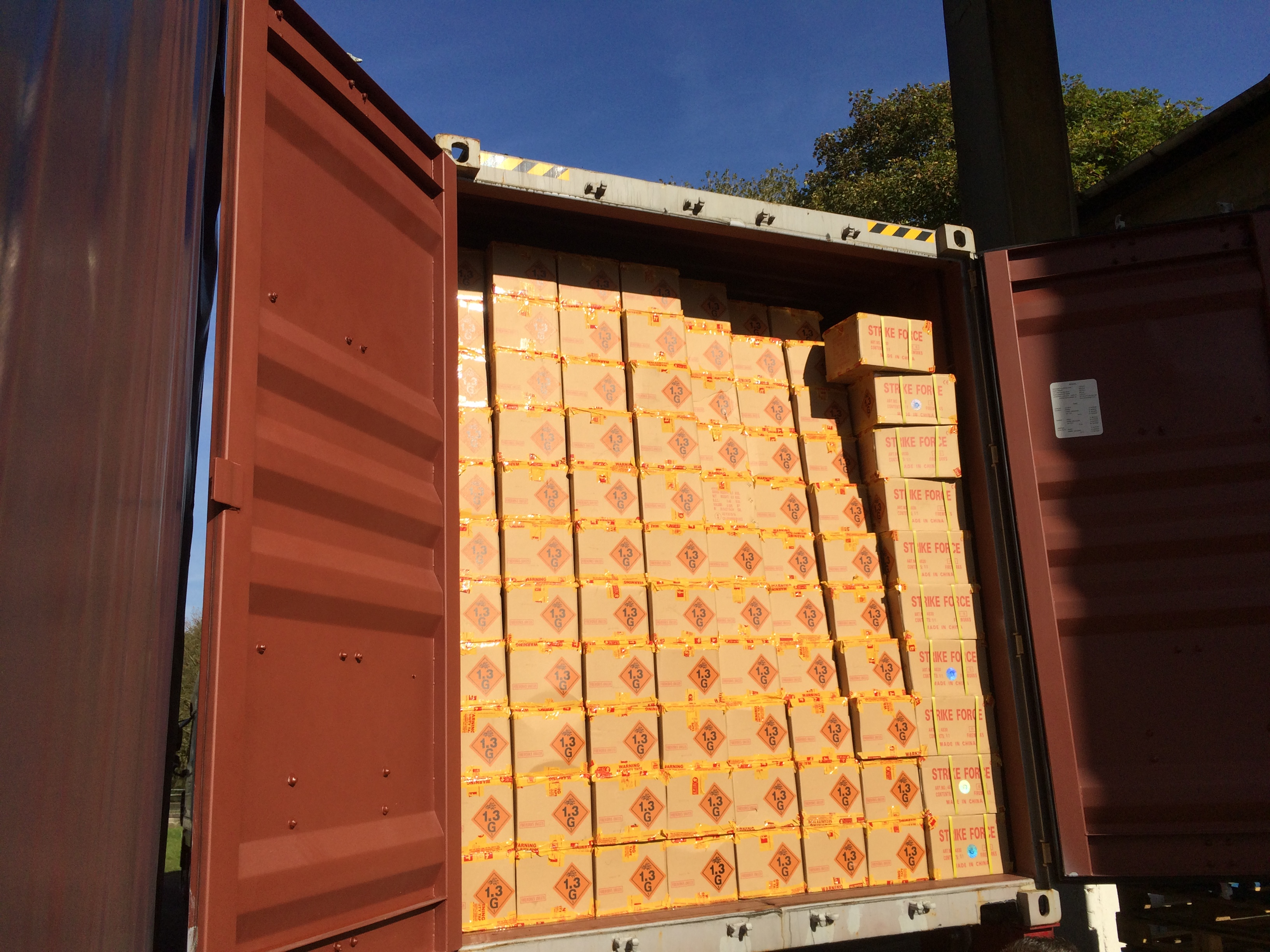
輸送中での急ブレーキの衝撃で、多くの荷物が前のめりに荷崩れを起こした事例。

貨物の偏り
一般のトラックと異なり、海上コンテナ輸送にかかわる各国において、現行の国際条約下では輸送途中にコンテナの封印を開封して中身を確認することは、特別検査などのごくまれなケース以外は一切できない。このために配達するトレーラー運転手は、受け渡し書類などで積荷の品目や注意事項を多少は把握できるが、それはあくまでも書類上での参考程度にしか過ぎず、運転手には実際の中身の状態や、積まれ方が全くわからない。
その結果、庫内の重い荷物が均等に積み込まれていない危険なコンテナが見過ごされて、車体が傾いた状態や、重心が高くなるという不安定な積載状態になり、横転事故を起こしやすくなる。。
こうした貨物の偏りは輸送の安全を脅かすものであるため、国土交通省も注意喚起を実施しており、偏荷重コンテナを受け取った場合は発荷主への適切な積付の依頼を求めている。
高速で輸送される鉄道貨物でコンテナ内の重心が偏っていることは、脱線事故を容易に誘発し非常に危険である。このために、例えば日本国内の鉄道輸送を一手に管理しているJR貨物では、コンテナの引受時に重心検査を行うとともに、荷主に対しても均等に荷物を積むよう働きかけを強めている。
急ブレーキの反動
ドライコンテナなどを輸送中のトレーラーが、何らかの理由で急ブレーキを掛けた場合に複合的に起こりうる重大事故としては、急ブレーキの反動で積荷によっては（例：石材・鉄骨・各種ロール状の物、機械類など）、荷崩れを起しコンテナ内を荷物が滑って前方向の妻壁へ激突、突き破り、運転席を潰してしまうケースもある。
時に見受けられる事例として、トンネルのように両妻側に積み込み口がある特殊なコンテナや、何らかの理由で原則としてトレーラー後尾側に向くはずの積み込み口が逆向きで、運転席側に向いていて、妻壁より構造的に弱い観音式ドア部分を突き破る等の人災的事故がある。
さらに意外な事例として、ドライ・コンテナの活用事例のように、1 t（とん）または、1,000 L（リットル）級の小型タンクに小分けした液体積荷という特殊な環境下では、例え小型タンクをしっかりと個縛しているにもかかわらず、急ブレーキの反動で小型タンク内で踊った液体の反動でタンク上部が破損し、走行中の道路にたれ流しで撒き散らし、多くの後続車がスリップして多重事故を引き起こした〔重要調査対象事故〕も発生している。
危険物
夏場などでは、特に完全密閉状態となるドライ・コンテナなどに積載された、スプレー缶製品類や密閉された容器に入っている薬品・化成品、あるいは中古車や解体した機械部品に残っている石油類などが、コンテナ内部の高温で花火のように連鎖的に突然爆発を起こす危険もある。
さらに特異な事例では、台風や嵐による強風で発生した高潮で、コンテナヤードが浸水して係留中のドライコンテナに積まれていた化学原料が、浸み込んだ海水との化学反応により一か月以上も炎上し続けるという、予測不可能な事故も多々起こっている。
コンテナロック作業の手間
コンテナターミナル構内等で特に注意する事案として、「コンテナ底面4箇所」と「トレーラー荷台」を繋ぐツイストロック装置を、確実に切る、あるいは繋ぐ操作をすることである。
これを怠ると、ガントリークレーンやトランスファーテナーによってトレーラーごと吊り上げられたり、逆に繋がったまま発進した挙句に吊りワイヤーが張ってしまい急ブレーキ以上の衝撃を受け大事故になる怖れがある。特に風雨のときや、荷役作業が大幅に遅れて作業者が混乱しているときなどに起こりやすい。また走行時にコンテナロックが外れているとコンテナが落下し大事故になりかねない。

### 陸上で保管するとき

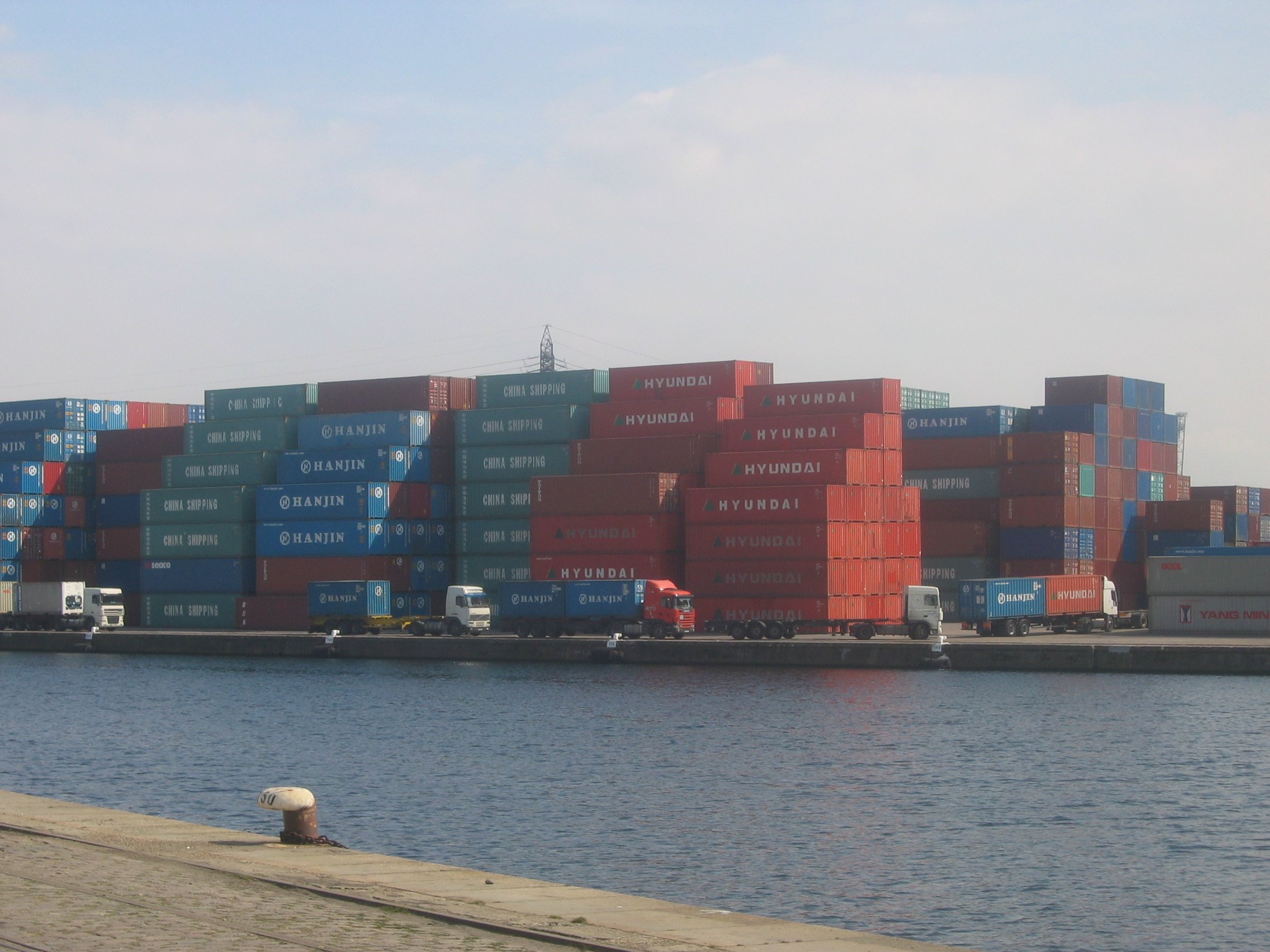
ルアーブルの港に積み上げられた大量のコンテナ群。一部には、8段積みも見受けられる。

空コンテナ専用のコンテナデポや、コンテナ製造メーカーの製品保管ヤードでは、現在の空コンテナ荷役専用のトップリフターの荷役能力の関係で、積み上げ限界目安の8段に野積みされた光景は世界中で見られる。限られた敷地を有効に使える半面、強風や地震には非常に弱く倒壊しやすい。そこで積み上げたコンテナ群の外側から内側に向かって3 - 5列を使い、倒壊防止に階段積みにして外壁代わりにしたり、ワイヤー等で縛ったりして厳重な補強が必要である。
なお、日本国内では、近年の台風や地震などによる自然災害の多発を受けて、業界内での申し合わせた安全基準として、いずれのコンテナの場合でも最大積み上げ数は、5段積みまでとされている。さらに5段に積み上げられたものの中長期にわたってコンテナの出し入れがない場合には、ワイヤー等でコンテナの最上部と、別コンテナの最下位部とをたすき掛けする様に推奨されている。また使用している空コン用のトップリフターも、5段対応までと制限されている。

積み上げたコンテナの崩落事例
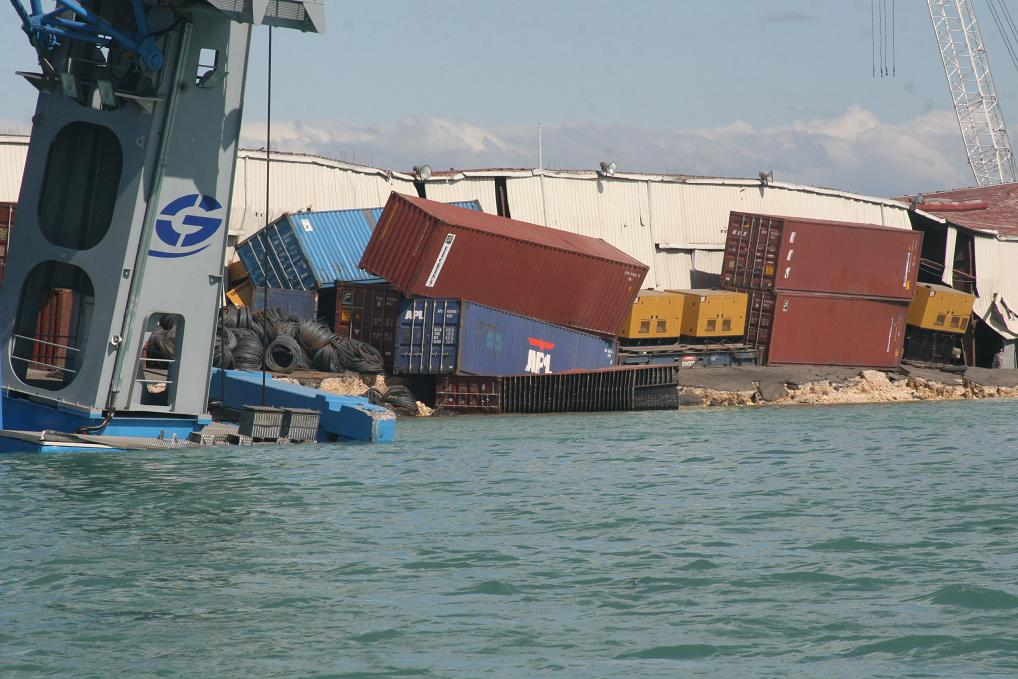
ハイチ国内で撮影された、地震により崩壊した港の岸壁から海に崩れ落ちた二段積みコンテナ。
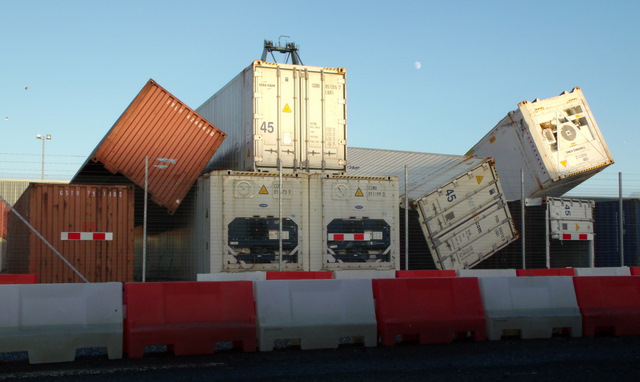
ほかのコンテナよりも、自重がかなり重い冷凍コンテナですら強風下では崩れる。
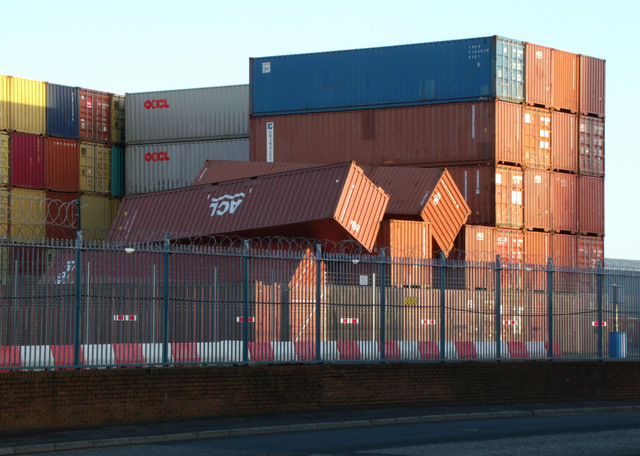
日本の最大規制値の5段積み状態で、嵐の強風で崩れ落ちた40 ftコンテナ。
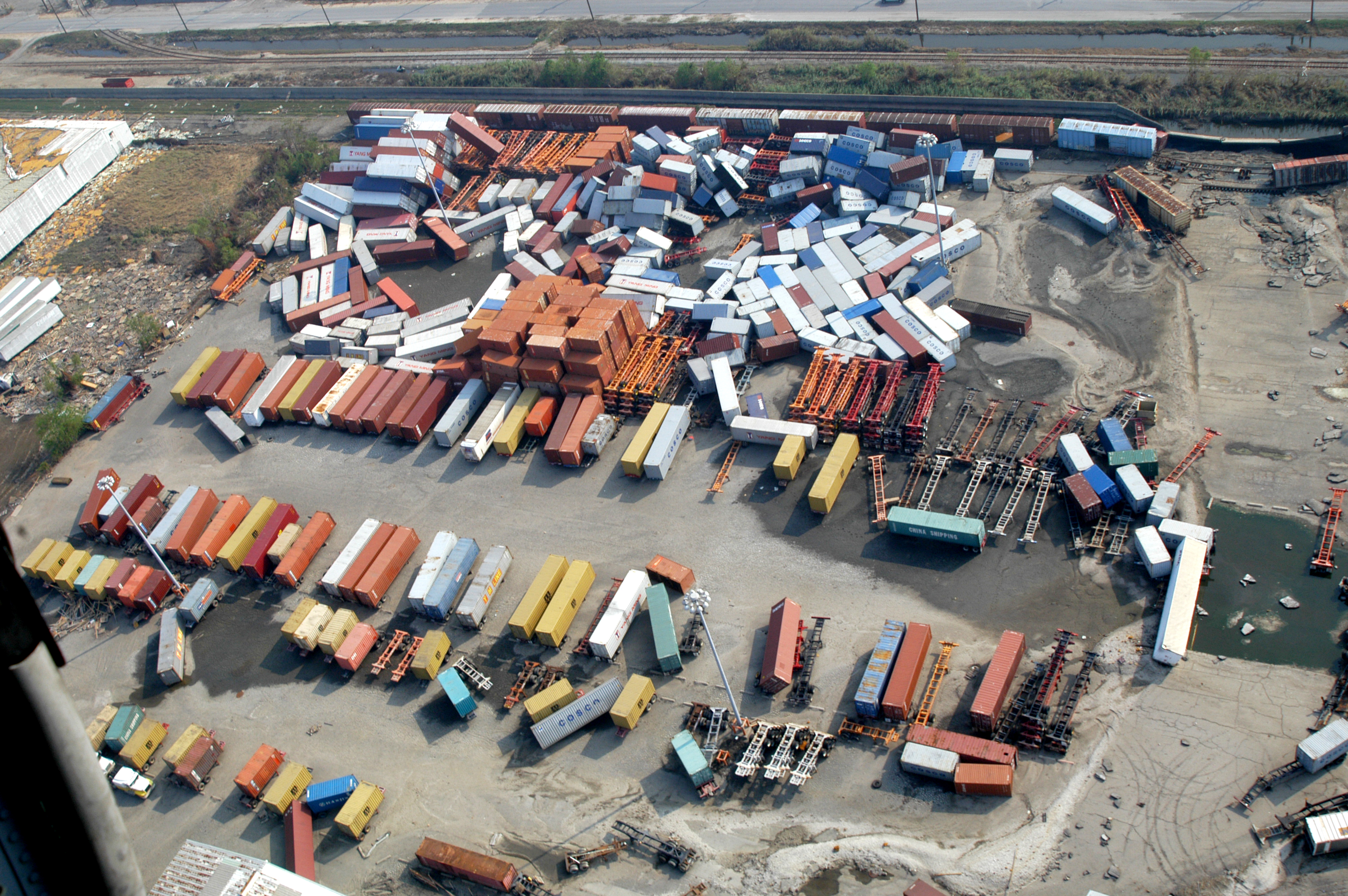
ハリケーンカトリーナに襲われたニューオーリンズ港のコンテナヤードの光景。

### 流出時

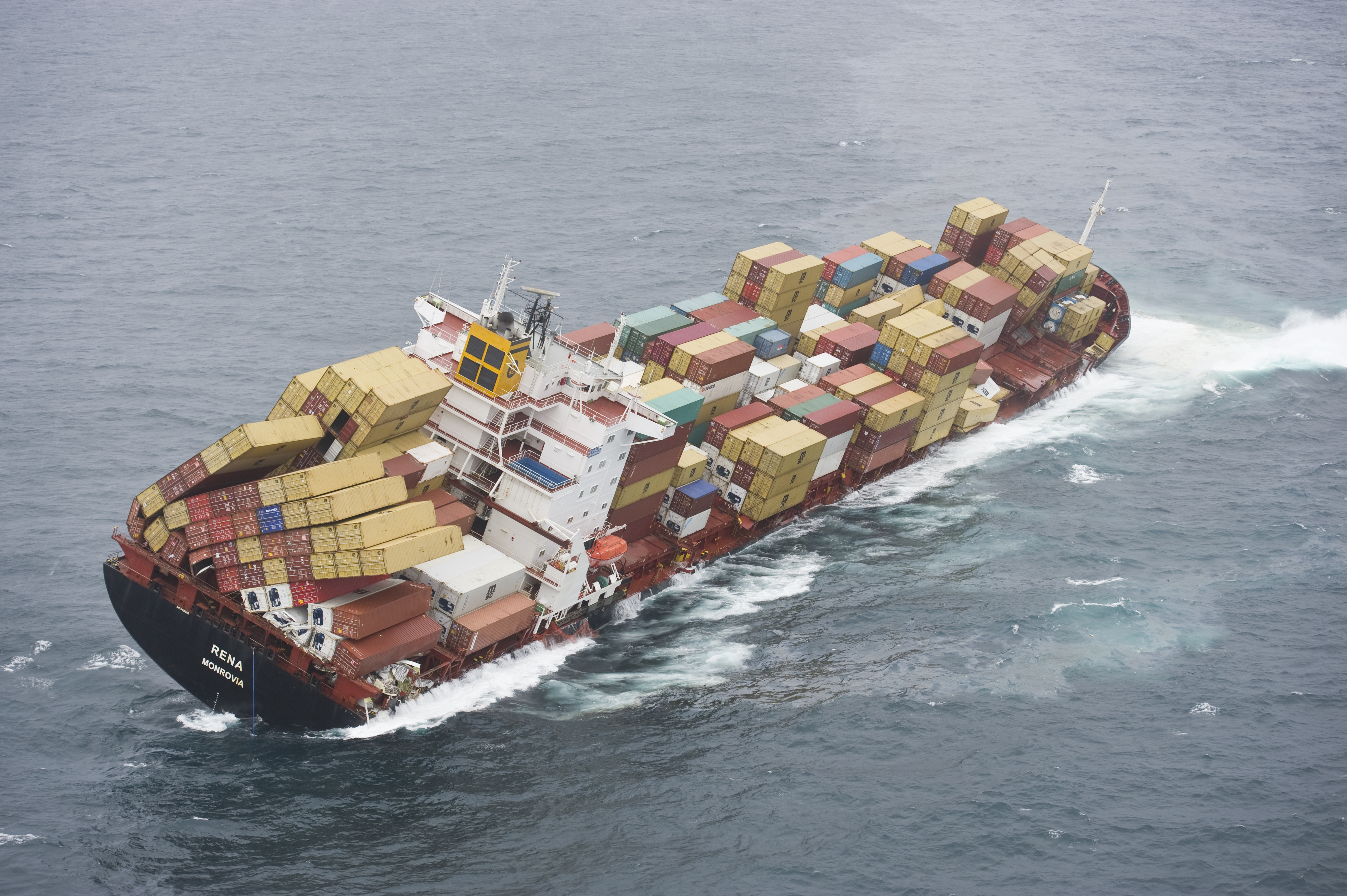
海難事故により大量の崩落したコンテナが、海上を漂う大きな原因の一つとなっている。

海面すれすれまでに水没して海上を漂うコンテナは、豆腐を浮かべたような水平に安定した状態になることはあまり考えにくく、本体の材質や、内部の積荷の有無、積載状態、あるいは室内の空気の抜け方により、むしろ尖った氷山が水没したようであったりする。そして海上を漂うコンテナはその状況にもよるが、総じてレーダー等には映りにくい。また事前に漂流情報を受けて肉眼での意識した警戒見張りでも、夜間は無論、日中でもコンテナのカラーリングによっては、非常に発見しにくい場合も多々ある。たとえば肉眼時での一例として、コンテナ全体が白系統や光が反射しやすいアルミ表面露出の多い固体は昼夜を問わず比較的見つけやすいが、日中では海面と同化しやすい青系統や、真っ暗闇の夜間では黒系統はもちろん、闇と同化しやすい赤系統や茶色系統などが特に脅威になりやすい。
またコンテナは、その製造時の合格検査では上部四隅への垂直加重試験で、個体総重量の倍弱程度の加重に耐えられる強度が要求されている。さらに、近年の20,000個積載級のコンテナ船では、10段以上で積み上げることも珍しくはなく、当然のことながら最下位段のコンテナにはこれらを加味すると、最大数百トンもの荷重に耐えうるように強固な造りで四隅が尖っている。このために、もし衝突すれば例え大型船でも最悪時には沈没を招くおそれがあり、コンテナの海上漂流は航海上での大きな脅威となっている。
このようなコンテナの漂流事故を扱った作品の一つに、 オール・イズ・ロスト 〜最後の手紙〜がある。

コンテナの海上流出時の危険性
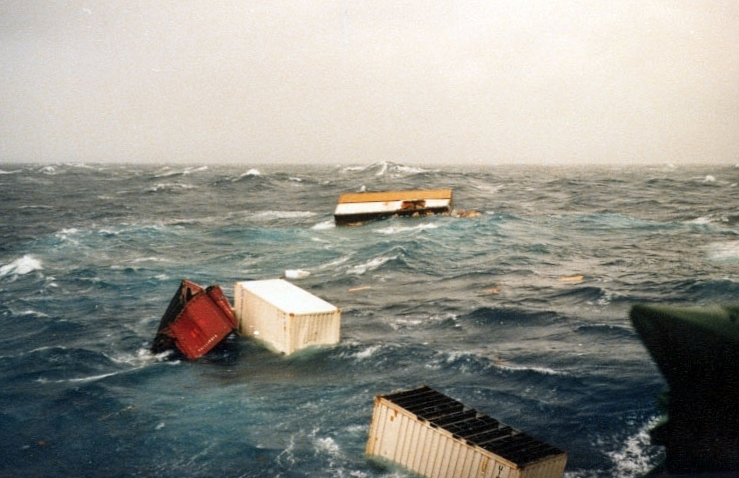
コンテナの漂流事例。
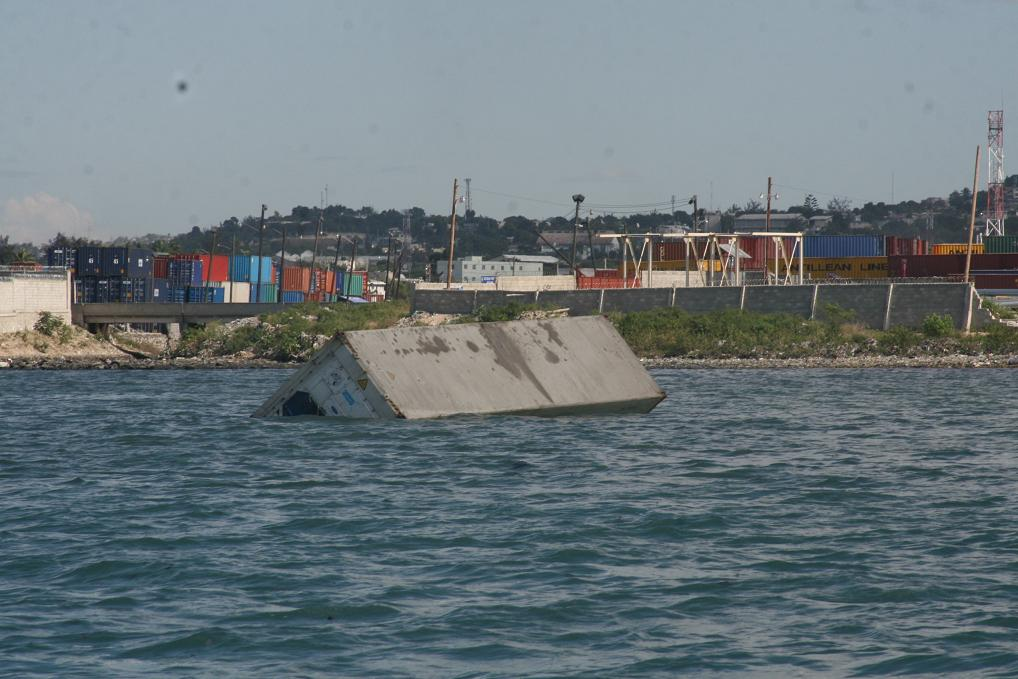
密閉度の高い冷凍コンテナは比較的水没しにくく長期間にわたって氷山のように漂流する。
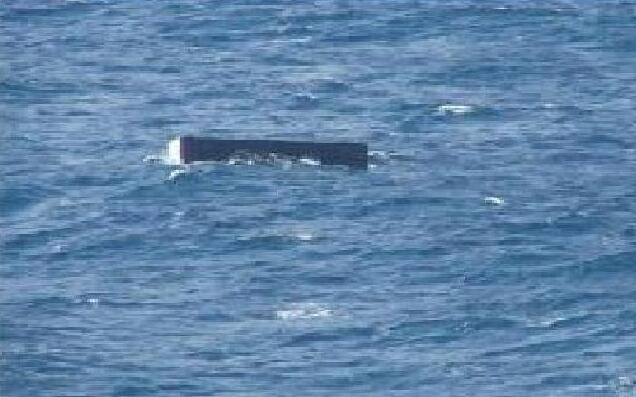
海面に溶け込んで見えにくくなった事例。たとえ大型船でも衝突すれば沈没を招く恐れがある。

## 規格一覧
世界で最も一般的な貨物コンテナは、大きさなどの規格がISOによって国際的に統一されている「国際海上貨物用コンテナ」（Shipping containers または、Isotainers）、ISO 668と呼ばれるものである。
航空機での運搬用には、海上輸送用のコンテナとは別規格で国際的に統一されている『航空貨物用コンテナ（「航空コンテナ」も参照。）』がある。国際的に使用されるコンテナは、その発祥時点で海上用、航空用ともヤード・ポンド法を尺度とするアメリカ合衆国で実用化された経緯から、ヤード・ポンド法に基づくフィート単位で規格化されたものが主流を占める。
なお、従来から日本国内で使われているのは、旧、日本国有鉄道時代から鉄道貨物の輸送用に10 - 12 ft形の『鉄道用コンテナ』として採用され、「戸口から戸口へ」のキャッチフレーズで宣伝していた鉄道貨物用コンテナであるが、これはトラックやコンテナ貨車等のいわゆる鉄道コンテナ積載車両とコンテナを接続固定する緊締装置を含めて、日本の独自規格である。日本独自規格としてJIS Z1610が存在するが、ISO 668との互換性は一部であり、国内ではJIS非対応コンテナも多く流通している。

### 大きさ
以下に海上貨物コンテナに関するISO 668規格と、ISO規格には含まれないものの、世界的な流通過程に影響を与えている特定船社による独自規格を示す。なお、行頭に ○ を記した規格が主に流通しているコンテナである。
|   | 区分   | 長さ                       | 幅              | 高さ                    | 最大総重量            |
| - | ------ | -------------------------- | --------------- | ----------------------- | --------------------- |
|   | 1EEE   | 13,716 mm (45 ft)          | 2,438 mm (8 ft) | 2,896 mm (9 ft 6 in)    | 30,480 kg (67,200 lb) |
| ○ | [1AAA] | 12,192 mm (40 ft)          | 2,438 mm (8 ft) | 2,896 mm (9 ft 6 in)    | 30,480 kg (67,200 lb) |
| ○ | [1AA]  | 12,192 mm (40 ft)          | 2,438 mm (8 ft) | 2,591 mm (8 ft 6 in)    | 30,480 kg (67,200 lb) |
|   | 1A     | 12,192 mm (40 ft)          | 2,438 mm (8 ft) | 2,438 mm (8 ft)         | 30,480 kg (67,200 lb) |
|   | [1AX]  | 12,192 mm (40 ft)          | 2,438 mm (8 ft) | 2,438 mm以下 (8 ft以下) | 30,480 kg (67,200 lb) |
|   | 1BBB   | 9,125 mm (29 ft 11-1/4 in) | 2,438 mm (8 ft) | 2,896 mm (9 ft 6 in)    | 25,400 kg (56,000 lb) |
|   | 1BB    | 9,125 mm (29 ft 11-1/4 in) | 2,438 mm (8 ft) | 2,591 mm (8 ft 6 in)    | 25,400 kg (56,000 lb) |
|   | 1B     | 9,125 mm (29 ft 11-1/4 in) | 2,438 mm (8 ft) | 2,438 mm (8 ft)         | 25,400 kg (56,000 lb) |
|   | 1BX    | 9,125 mm (29 ft 11-1/4 in) | 2,438 mm (8 ft) | 2,438 mm以下 (8 ft以下) | 25,400 kg (56,000 lb) |
| ○ | 1CC    | 6,058 mm (19 ft 10-1/2 in) | 2,438 mm (8 ft) | 2,591 mm (8 ft 6in)     | 20,320 kg (44,800 lb) |
|   | [1C]   | 6,058 mm (19 ft 10-1/2 in) | 2,438 mm (8 ft) | 2,438 mm (8 ft)         | 20,320 kg (44,800 lb) |
|   | [1CX]  | 6,058 mm (19 ft 10-1/2 in) | 2,438 mm (8 ft) | 2,438 mm以下 (8 ft以下) | 20,320 kg (44,800 lb) |
|   | [1D]   | 2,991 mm (9 ft 9-3/4 in)   | 2,438 mm (8 ft) | 2,438 mm (8 ft)         | 10,160 kg (22,400 lb) |
|   | 1DX    | 2,991 mm (9 ft 9-3/4 in)   | 2,438 mm (8 ft) | 2,438 mm以下 (8 ft以下) | 10,160 kg (22,400 lb) |

| 区分             | 長さ              | 幅                   | 高さ                     | 最大総重量            |
| ---------------- | ----------------- | -------------------- | ------------------------ | --------------------- |
| アメリカ国内規格 | 14,630 mm (48 ft) | 2,591 mm (8 ft 6 in) | 2,908 mm (9 ft 6 in)     | なし                  |
| APL              | 13,716 mm (45 ft) | 2,438mm (8 ft)       | 2,908mm (9 ft 6 in)      | なし                  |
| マトソン         | 7,315 mm (24 ft)  | 2,438 mm (8f t)      | 2,603 mm (8 ft 6-1/2 in) | 22,680 kg (50,000 lb) |
| シーランド       | 10,688 mm (35 ft) | 2,438 mm (8 ft)      | 2,603 mm (8 ft 6-1/2 in) | 22,680 kg (50,000 lb) |

### ISOコンテナの仕様

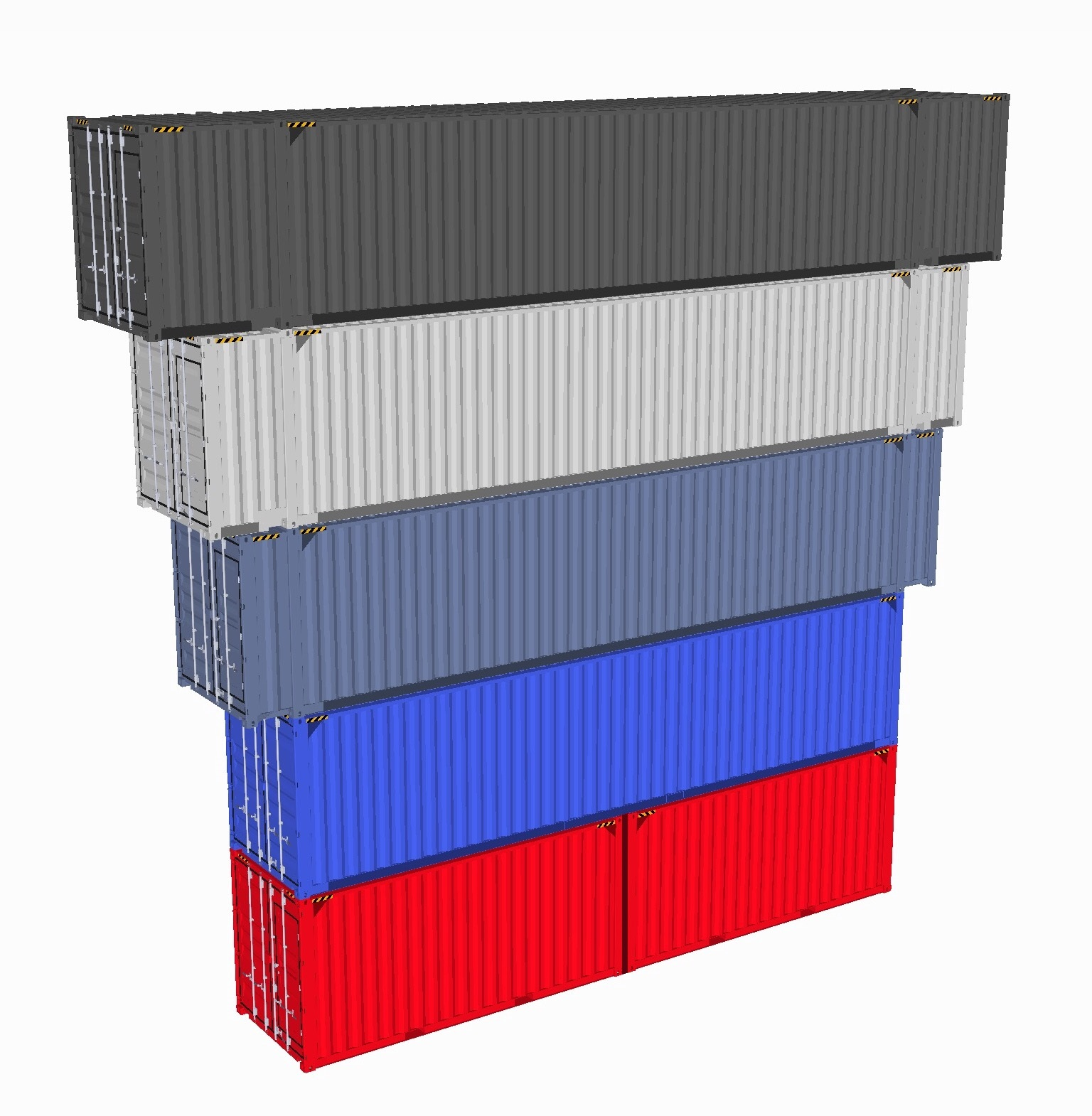
主な海上コンテナの全長比較図。
・最下位1段目（ 赤色 ）より＝20 ftコンテナ×2個1列。
・2段目＝40 ftコンテナ。
・3段目＝45 ftコンテナ。
・4段目＝48 ftコンテナ。
・最上位5段目＝53 ftコンテナ。
※45 ft以上のコンテナ上下部分には、両端部のツイストロック用ホール以外に、世界的に広く普及している40 ftサイズ対応での荷役機器を有効に活用できるよう、側面部の各長手方向一辺梁の途中部位に、40 ftサイズに合わせたツイストロック用ホールが必ず設置してある。

ISO 668規格での海上コンテナの長さは、主に20 ft (6,058 mm)、40 ft (12,192 mm) の2種類がある。幅は8 ft (2,438 mm)、高さは8 ft6インチ (2,591 mm) だが、9 ft6インチ (2,896 mm) のハイ・キューブ・コンテナ（背高コンテナ、クンロクとも呼ばれる）も普及している。
長さが45 ftタイプのコンテナも新たに2005年にISO規格化され、主に米国～中国間及び、アジア主要国間などで普及しつつあるが、それを積載したシャーシはごく一部の例外（別記、ボーイング社部品輸送、経済特区指定地域における45ft トラック輸送の試み）ほか、従来からの手続きに手間の掛かる規格外特別輸送時に必要となる特殊車両通行許可の発行時を除き、現在の道路交通法下では日本国内の公道を走れない。このために日本で見かけるのは、港に海外から寄港したコンテナ船上での積載状態の風景か、これ等のコンテナ船が接岸中にコンテナ荷役作業の都合で、一時的に船上から降ろし隣接するヤード内で仮置しているなど、ごく限られた条件下の場合に限られる。
海上コンテナの最大総重量（自重も含めたコンテナ全体の制限重量）は、20 ftタイプでは17,950 - 24,000 kg、40 ftタイプでは26,770 - 30,480 kgであるが、世界的な物流環境の変化に伴い下記の積載規格表示画像例の表記にもあるように、近年製作されている20 ftタイプでは、30,480 kgでも対応可能になってきている。ただし、実際に最大総重量30,480 kgで輸送する場合は、20 ft又は、40 ftのいずれの場合でもコンテナの四面に目立つように、黄色地に黒色太字の三角線で囲んだ「Super heavy」（黒色文字）または、白色地に赤色太字の三角線で囲んだ「Super heavy」（赤色文字）のいずれかの警告シール貼り付けが必要となる。
海上コンテナの自重 (Tare Weight) は、ドライ・コンテナで20 ftタイプが約2,300 kg、40 ftタイプが約3,800 kg。定温輸送用のリーファー・コンテナで、20 ftタイプが約2,800 kg、40 ftタイプが約4,200 kgである。なお、これらを含むコンテナ個々のコンテナの詳細な情報は、外壁のある場合は妻側の開閉できるドア表面、ドアのない又はタンク等の外壁のない場合は、片妻側のメインとなる妻側面の見やすい適切な場所への記載がISO 6346により義務付けられている。
なお海上コンテナの自重やその他の詳細は、製作するメーカー及び、付属する備品や装置・機器類の他、材質や製作年代等により若干異なる。

#### コンテナのマーキング
- 構造区分コードとは、ISO 6346国際規格に定めるコンテナ個々の国籍や種類および、形式を識別するためにアルファベットと数字から構成され、4桁 - 6桁でコンテナに記載されている共通識別記号である。大きく分けて、1987年改定のコードと1995年改定のコードが存在する。また1995年改定コード以降、主にタンクコンテナを含む一部のコードでは、さらに幾つかに細かく派生した改定コードも存在している。なお、特にタンクコンテナにおいて派生した改定事例では、近年一段とその内容が複雑化して来ている。
- 国籍コードは、ISO 3166に従いアルファベット2文字が付与される。ただし、国際ISO規格のISO 6346:1995（発行年月日1995年11月23日）で制定された1995年改定コード以降の表示は任意となり、殆ど見かけなくなっている。

コンテナのマーキング
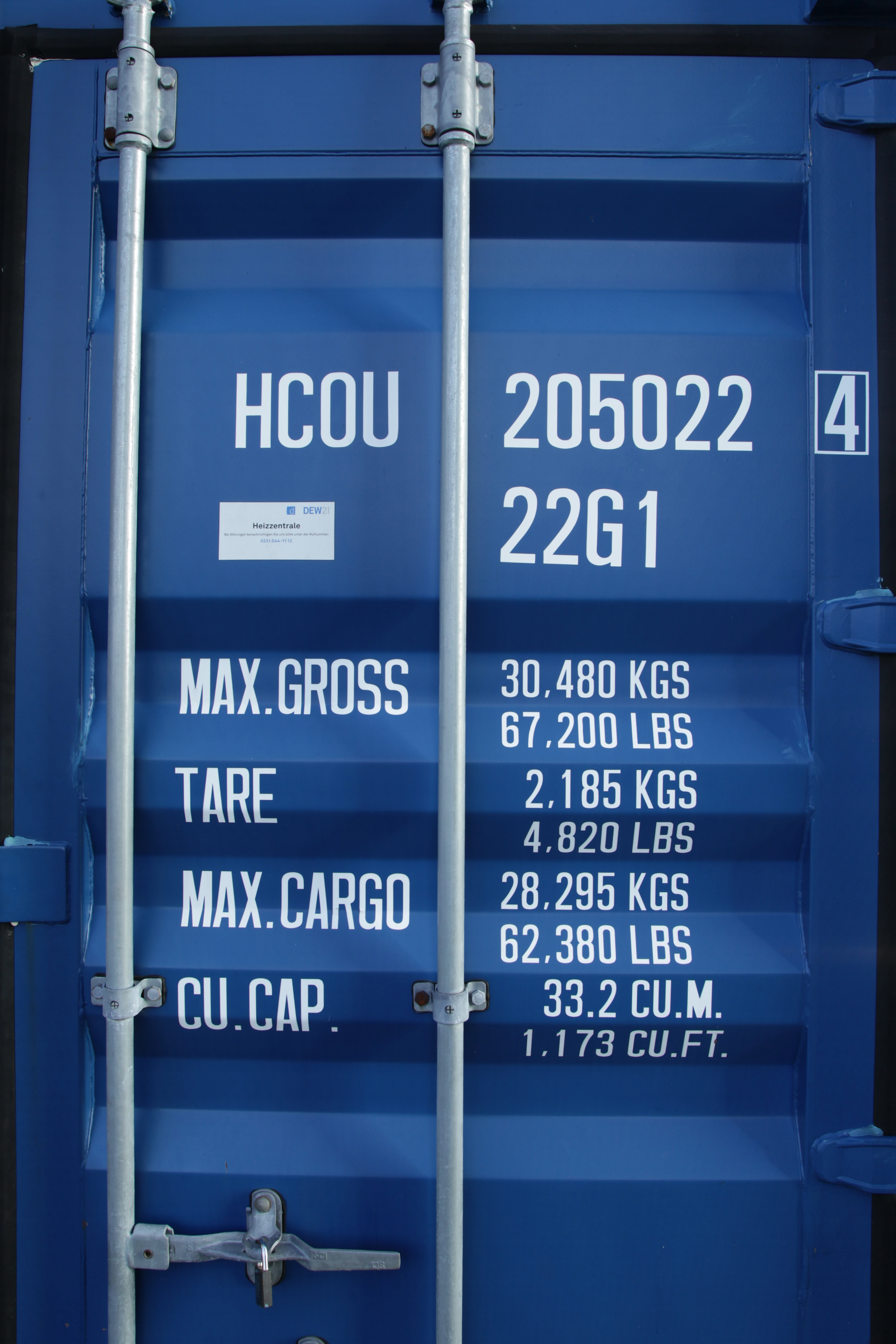
ISO規格で必ず表示されるコンテナ個々の積載内容。総重量=30,480 kg 自重=2,185 kg 積載量=28,295 kg 総容積=33.2 m3（この画像例での数値）[注 6][注 7]
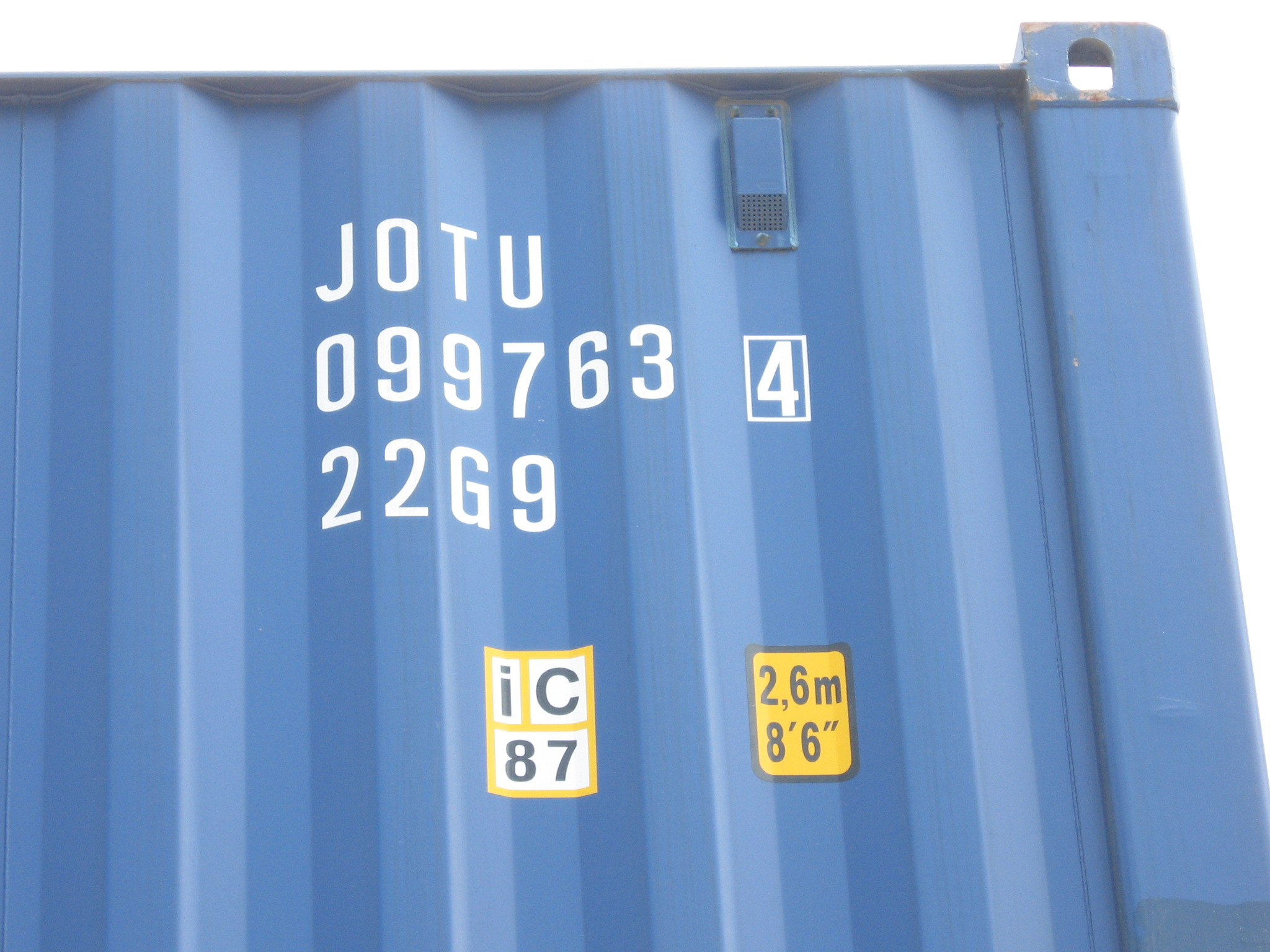
白色文字の4桁で所有者名（上段）。7桁でコンテナの管理番号（中段）。4桁でコンテナの種類を表す（下段）。詳細はISO 6346を参照。

### ISO規格外コンテナ
ISO 668規格からは外れるが、以下のコンテナが現在も流通しつづけている。
大型コンテナ

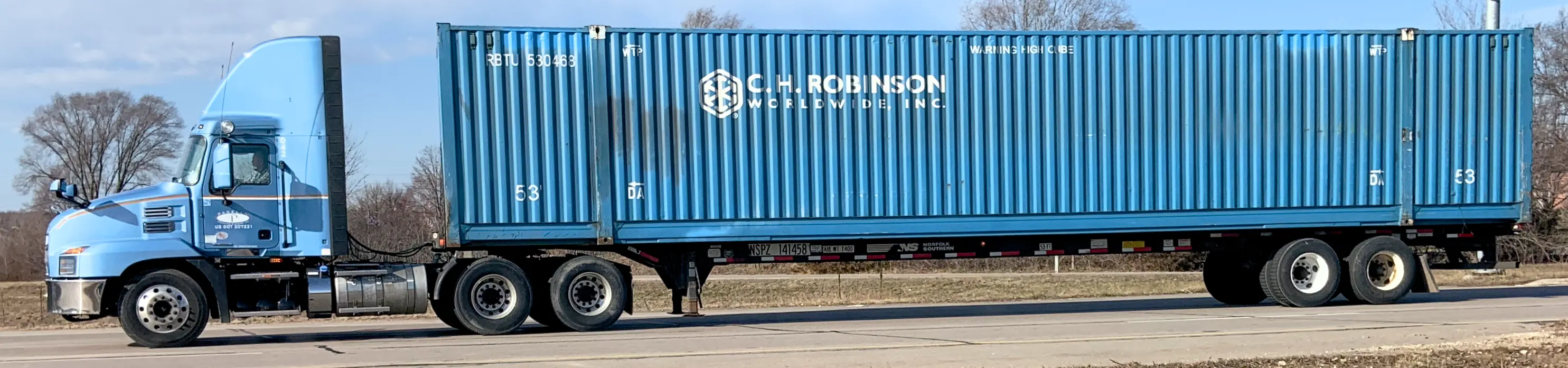
米国国内規格53ftコンテナ

小型コンテナ

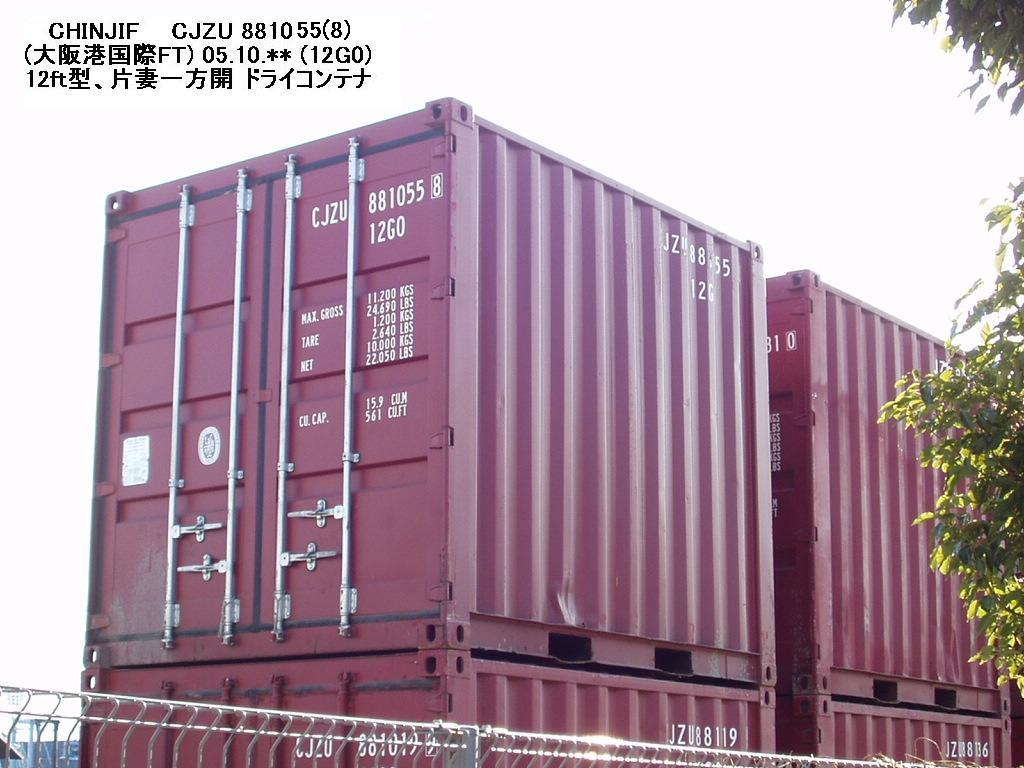
10ftハイキューブ・ドライコンテナ。関西発の日韓を結ぶフェリー輸送で使われている。
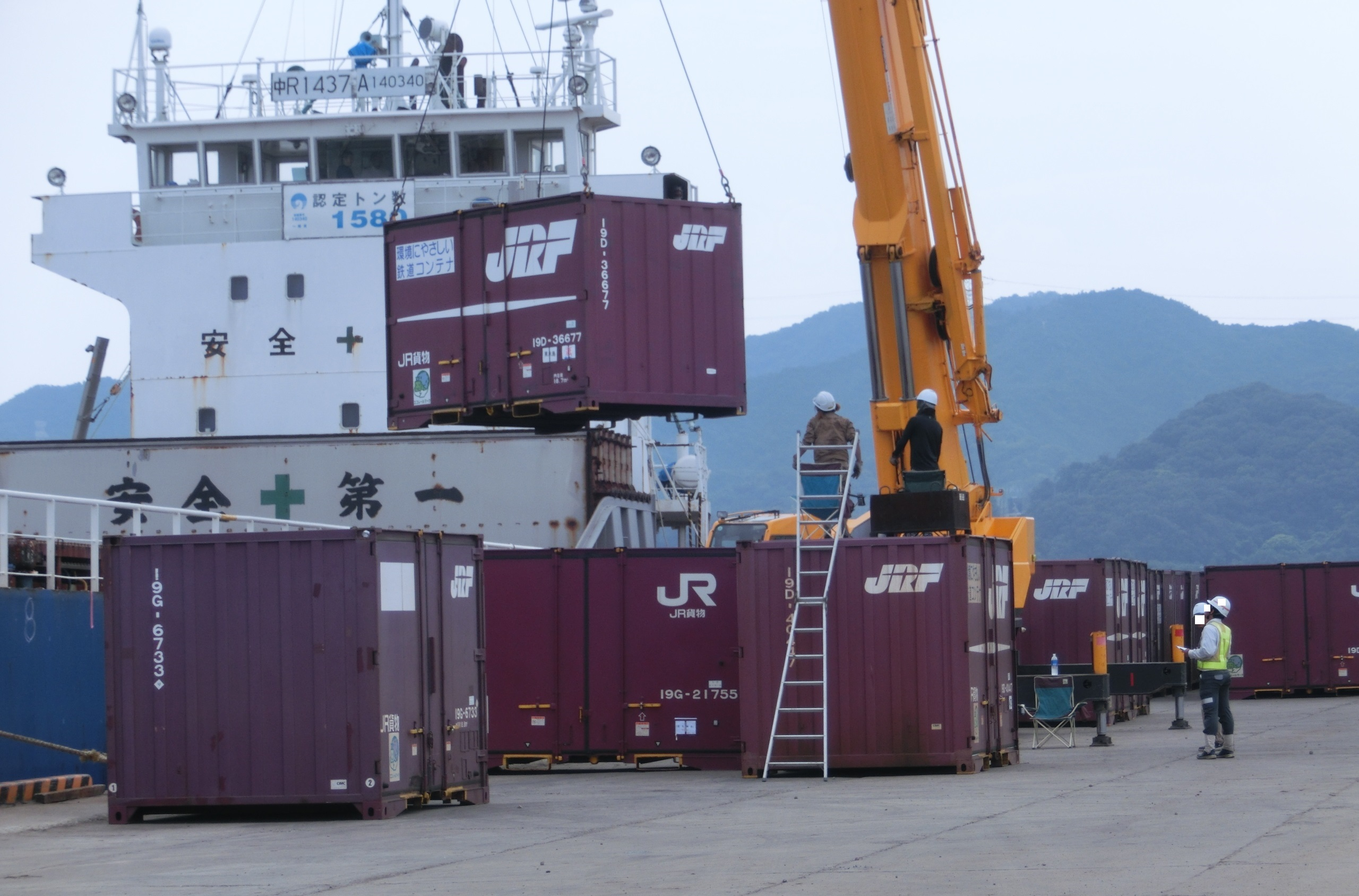
JR貨物の12ft鉄道コンテナ
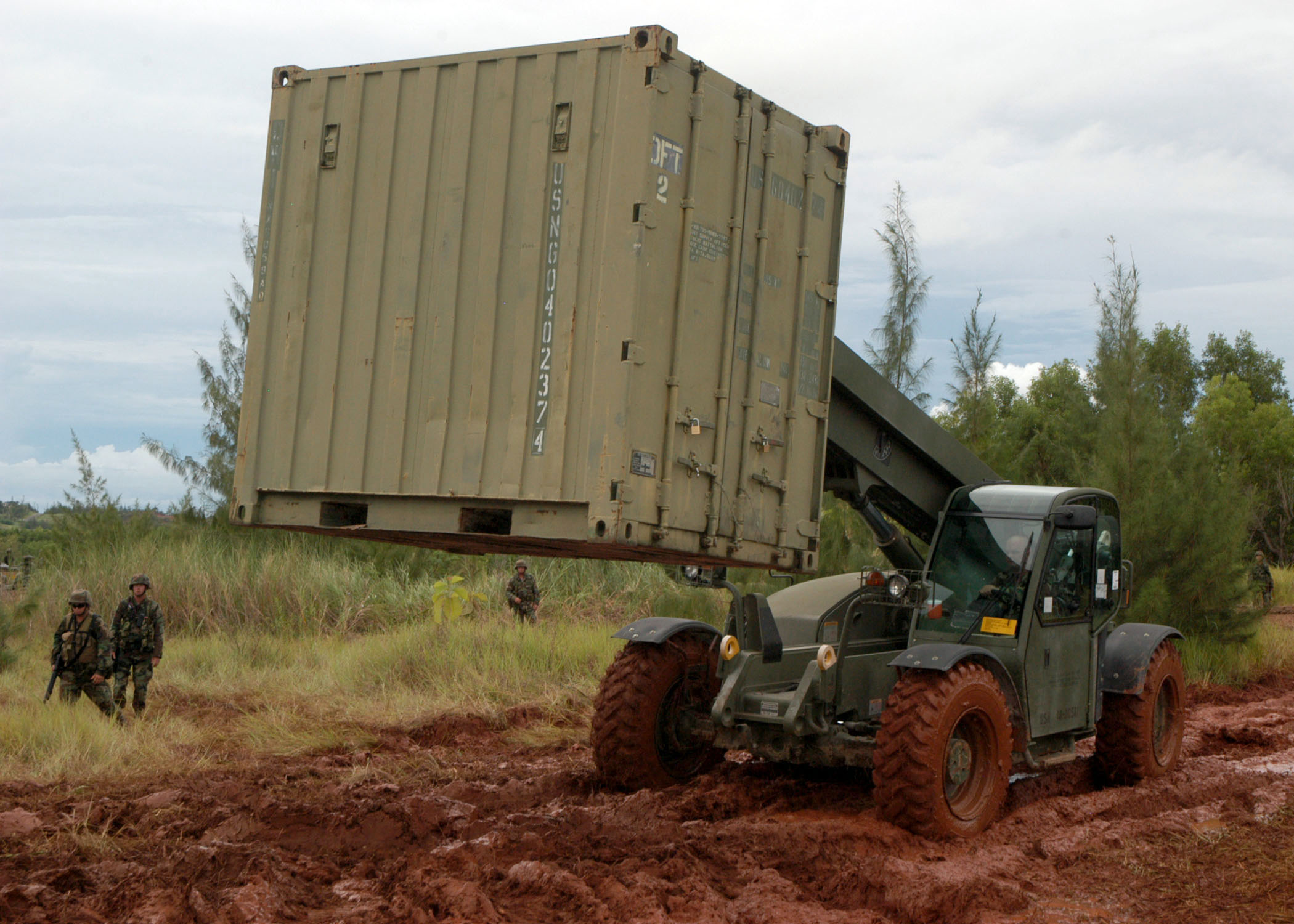
米軍のBicon。1TEUサイズの1/2であることに由来する。
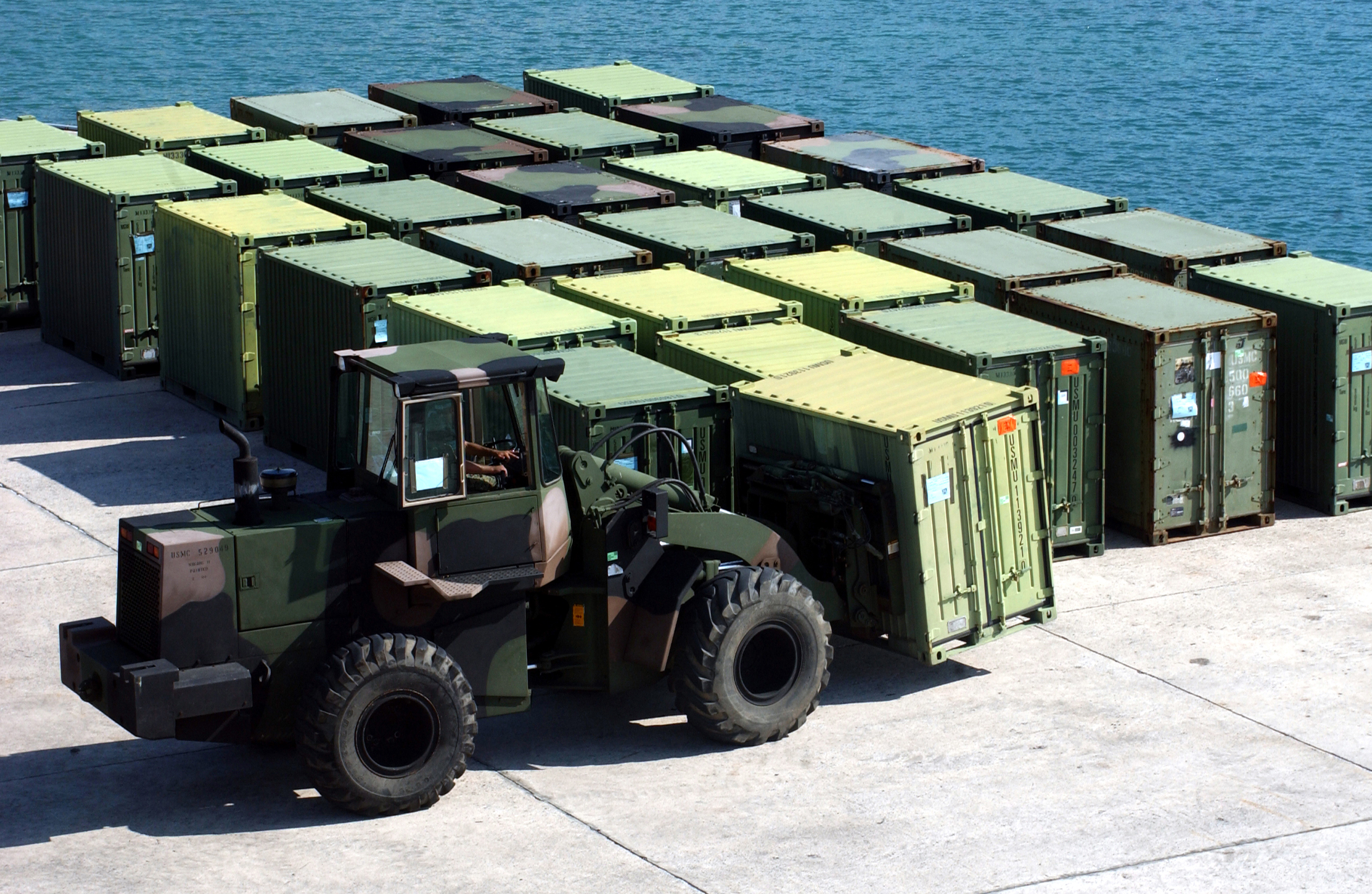
米軍のQuadcon。1TEUサイズの1/4であることに由来する。（沖縄県）

## 海上コンテナの旅
コンテナ詰めされた一般貨物は基本的に以下のように流れる。ただし特殊貨物や、工場へ空コンテナを運んで直接コンテナに詰める、工場バン詰め貨物などについてはこの限りではない。
1. 荷主から持ち込みまたは集荷した輸出貨物を、通関業者などの保税蔵置場に搬入し、各種手続きにより通関する。
2. 使用するコンテナ所有会社のバンプールから、コンテナシャーシで空コンテナを引き取る。このときコンテナシャーシ牽引のドライバーは、荷主（トラック業者）とターミナルオペレータとの間でコンテナの状態を確認するために使うEIR（Equipment Interchange Receipt＝機器受渡証の略）と呼ばれる書類などを受け取る。
3. 通関手続きが完了次第、保税蔵置場にてコンテナに貨物を詰める（バンニング）。詰め終わったコンテナのドア口には、防犯用に船会社から配布される、管理番号が書かれた「シール」という封印をかける。
4. 輸出貨物の入ったコンテナ（実入り）を、ふたたびシャーシで船会社のコンテナヤードに搬入し、荷役日まで一旦蔵置される。
5. 前項の輸出貨物の荷造り計画に沿って、提出されている輸出関連書類に基づき、荷役プランナー（コンテナプランナー）が個々のコンテナの向け地や重量などを勘案して、本船上における積載位置などを計画する。同時にコンテナ・ヤード内においても、積載プランに応じて関連する各種コンテナの配置替えを行う。
6. 荷役当日、ストラドルキャリアまたはトランスファーテナーなどによって、ヤード内から順番にコンテナが搬出され、そのまま直接ストラドルキャリアで船側（せんそく）に運ばれるか、または大規模なコンテナターミナルでは、本船荷役専用の特殊シャーシーに載せ換えられ、船側へと運ばれる。
7. ガントリークレーンにより、コンテナ荷役専用のスプレッダ装置を付けて日本国内では、20 ftコンテナの荷役の場合には、単独1個または、2個を横並び一組で40 ft扱いとして、また40 ftでは単独で1個ずつ吊り上げて本船に積み込まれる。
  - ただし、愛知県／飛島コンテナターミナル等の極一部のスーパー港湾施設や諸外国の大規模施設では、日本の国内方式を更に真横に平行2列にして、最大で20 ftコンテナを4本同時に扱うことができる。さらに2015年10月現在の国土交通省港湾局技術企画課発行の情報では、中国・ZPMC（上海振貨港口機械）社が開発した、40 ftコンテナを3個同時に荷役可能なトリプル40 ftスプレッダを備えた大規模施設も存在している。なお対応するガントリークレーンは、吊り荷役時に掛かる上下時の加重等の安全性を含めて、軽く百数十トンの取り扱い能力を必要とする[33]。
8. 船倉内はたいていセルガイドという横ずれ防止用のレールがあるので特に固定する必要はないが、甲板上に積む際には上下のコンテナ同士を「ツイストロック」「オートロック」などの器具で固定するほか、波での横揺れや強風でも荷崩れしないよう更には、1段目 - 3段目までのコンテナを「ラッシングバー」又は、「ターンバックル」などで固定する。なおこの作業は基本的に人力である。このとき、チェッカーが積載プラン通りに積み込まれたか、積載プランと違う場合は、どこのポジションに積まれたかを確認する。
9. 到着地では船積みとは逆の順序でヤードに蔵置され、貨物はコンテナに入った状態で輸入者に委託された各々の通関業者によって通関される。コンテナそのものも輸入品であるが、国際コンテナ条約により船会社がまとめて簡易通関する（コンテナ通関）。なお、コンテナを船から揚げる際、チェッカーはコンテナにダメージがないか、ドア口にかけられた封印シールの管理番号が正しいかを確認し、ダメージ（ヘコミ・亀裂・破損）や管理番号が違う場合は荷役担当会社に報告をする。
10. 専用シャーシにて封印されたコンテナを引き取り、配達先の倉庫や工場へ運ばれ、中身を出す（デバンニング）。そして空になったコンテナは、そのまま専用のトラクターに牽引されて、コンテナ所有会社指定の空バンプールへ回送返却されて一連の流れが終わる。

## コンテナリース

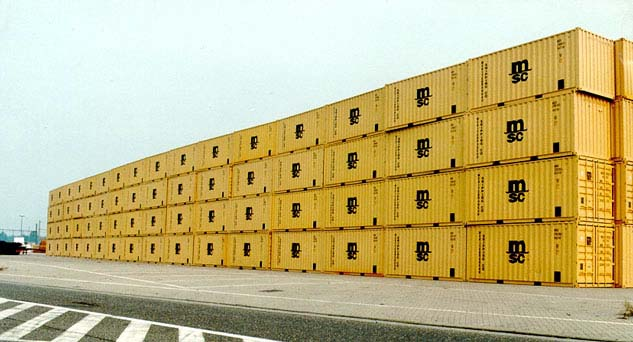
コンテナヤードにうず高く積み上げられた、MSC (海運業)社所有の20 ft新品コンテナ群。

海運事業者が海上コンテナによる円滑な物流サイクルを行うために必要とされているコンテナ個数は、取り扱う貨物量や区域のほか、コンテナを実際に所有し提供する事業者の規模やコンテナ管理能力にもよるが、おおむね輸送貨物を搭載するために必要個数の約3倍程度の総個数のコンテナが必要とされている。
例えば、ウィキペディア汽船（説明のための架空海運業者。以下同じ）というコンテナ専門海運会社が、国際航路のA地区にある自社専用コンテナターミナルと、B地区の自社専用コンテナターミナル間を往復輸送する定期航路で、20 ft換算で2万個積載のコンテナ船一隻で『ウィキペディア汽船』マーク入りコンテナだけを専用輸送する場合には、ある意味で約6万個規模の『ウィキペディア汽船』コンテナを用意する必要がある。むろん、この『ウィキペディア汽船』が複数の航路を持っていれば用意するコンテナの必要数は、軽く見積もっても何十万個に膨れ上がることも珍しくない。当然ながら、コンテナを調達する資金だけでも軽く何百億円を超える等の天文学的数字となる。前記の『ウィキペディア汽船』の事例を粗い計算の一例として、コンテナ船1定期航路あたり6万個を、中国産20 ftドライコンテナ1個の新品価格、約20万円（1$＝100円で計算）で用意するとして金額を計算すると、1定期航路につき、20万円 × 6万個 で約120億円となる。
さらに、自社の所有物として入手したこれらのコンテナは、その「宿命」として日々、流通の過程で錆びたり破損したりするので、当然のことながら所有するコンテナを維持管理する管理費も発生し、この金額も利益を左右する大きな要因となってくる。また物流の致命的な欠点として、限定された固定容量貨物の定期サイクル輸送等のごく一部の例外を除けばほぼ物流量が一定する事はなく、コンテナの需要は季節・地域・時として想定外の有事によっても変化する。したがって必要とするコンテナ所有数を事前に確定させるのは至難の技となるので、この問題を解決したり、緩和するために必然的に生まれ発展してきたのが、コンテナリースである。
コンテナリースのメリットとして、以下の点が上げられる。
- コンテナを購入するための莫大な一時的資金を必要とせず、場合によってはその資金を別の投資へ回せるなど、有効な資金管理ができる。また、金融機関からの借り入れ資金で購入する場合は、そのコンテナを担保物件として、運用上に制約が掛かる場合もある。
- ある意味、最低必要個数程度を自社で保有して、物量事情によるコンテナ稼動需要の増減に対しては、リースの活用で機敏に対応できる。また、物流全体の同時繁忙期では、不足しがちのリースコンテナ自体を、途切れないように優先的に供給を受けられる契約（#拘束条件付契約参照）も可能である。
- 不要時には無駄な遊休コンテナが発生するが、リース会社は大量の遊休コンテナが発生するような状況下でも、多彩なネットワークを駆使したり、リース料を減額するなどの策（#ワンウェイ・リース参照）で借り手を手当てしやすい。しかし、自社保有ではある意味無駄な『休車状態』の在庫となってしまう。
- コンテナの所有者はリース会社なので、事務上でのコンテナ減価償却年数処理も不要で、リース料は経費で計上できる。また破損時の修理や、定期検査等のメンテナンス管理は特約条項がない限り、リース会社の管理事項となる。
- 頑丈なコンテナであっても年数が経てば、多かれ少なかれコンテナの劣化は避けられないが、リースでは例えば、スマホを2 - 3年毎に機種変更するように、コンテナも数年ごとに新しいコンテナと入れ替える契約ができる。（#長期リース参照）
- 荷主によっては、製品や企業イメージ等を保つために輸送コンテナを新品にするよう要求されることもあり、または積載制限重量限度いっぱいの積荷の大量のコンテナを扱うヤードによっては、コンテナ自体の安全性担保等の事情により、製造後間もないコンテナを搬入するように求めることがある。こうした場合に対応するために、該当するコンテナをリースにより調達できる。
- 自社所有を少なくしても、最低限度のコンテナデポ等の保管地は必要であるが、リースを受ける契約事項によっては、リース会社が国内あるいは世界各地の広範囲に配置しているデポ自体を、あたかも自社のコンテナデポ代理店のように（#リース料率協定契約参照）流通管理計画に組み込めるため、空コンテナの回送輸送費等の節約にも直結する。

以下に、主なリース契約スタイルを記す。

### 長期リース
その名の通り、長期間にわたって借り受けるリース方式で、借受期間は、短い例では1年から始まり、最長ではコンテナが朽ちて「使えなくなる」までのリースも可能ではあるが、実務的には借主とリース会社のそれぞれの思惑が色濃く反映される契約となり、通常は3〜5年程度の契約が多い。なお、数年程度の契約終了後に、同じコンテナを引き続き使うために、再契約もできる。これらの事からある意味、リース期間中は占有的に使用ができるために、「分割払い」（ファイナンス・リース）要素の強いリースとなる。
また長期間の場合は、借受年数やリース会社の営業方針にもよるが、借受者のロゴマークや社名等も表示できる場合もある。これにより、あたかも借主の自己所有感覚でも使えるので、資金力が弱い小規模な会社はもちろん、世界的に事業を行う巨大会社でも自己保有による購入資金への投資の抑止策として、ある意味での企業規模を問わず盛んに利用されている。ただし契約期間中での途中解約は原則的に認められず、場合によっては違約金等のペナルティーが課せられる。

### 購入前提リース
前記の#長期リースを進化させて、契約期間終了後にリースを受けていたコンテナの所有権を借主に変更し、自社所有のコンテナとなる契約で、実質的には「必要とするコンテナ」を分割払いで購入する金融的なリースとなる。契約期間にもよるが、当然のことながらリース期間が短い場合には、中古品としての残存価格に応じた追加金が発生したり、逆に長期間使用した契約では無償譲渡もされたりする。

### ワンウェイ・リース

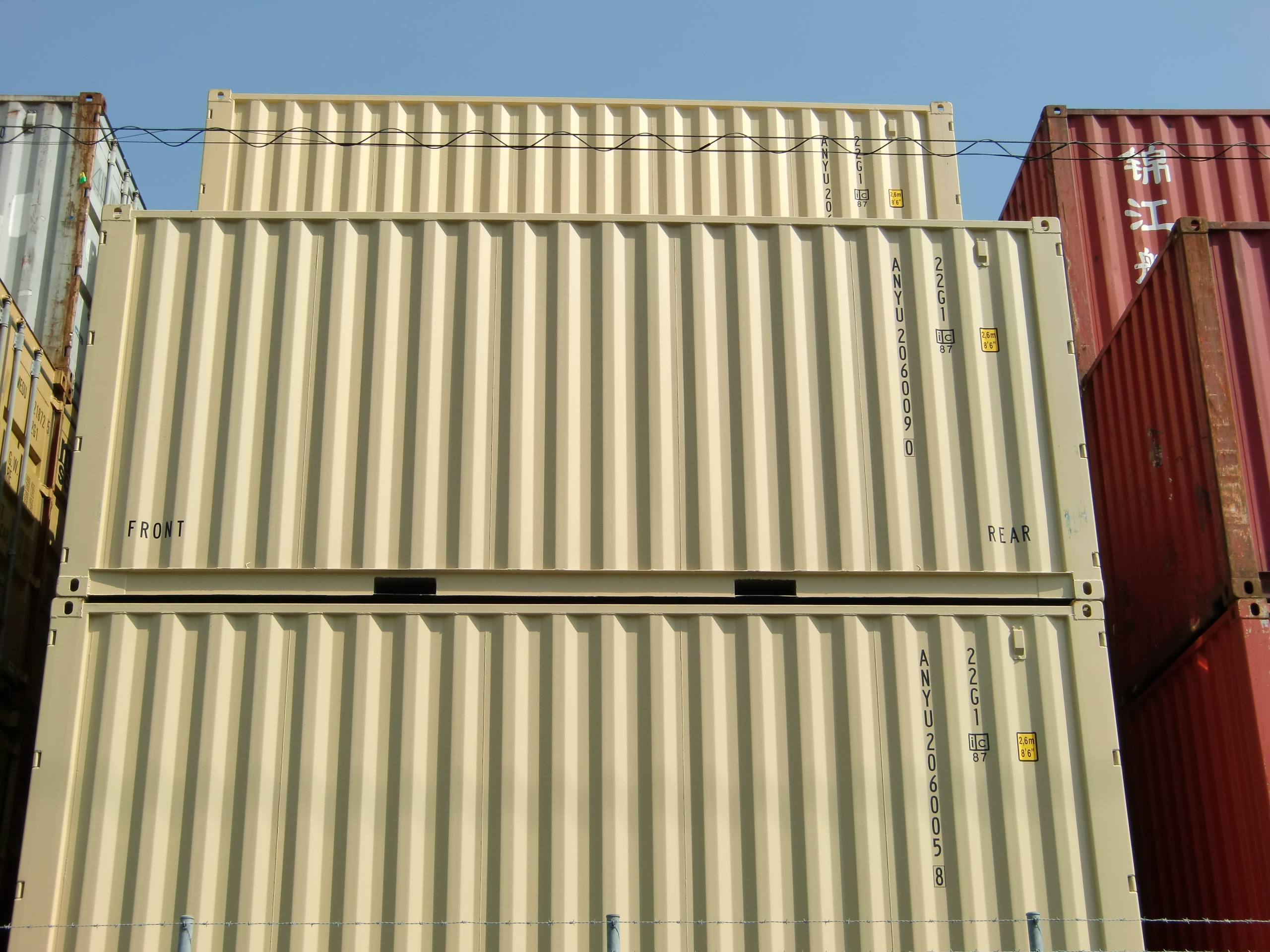
One Way Lease 社が所有する、両妻開きドライコンテナ。コンテナ側面両端にそれぞれ「FRONT」・「REAR」の表記がしてある。

リースで調達したコンテナでの貨物輸送上において大きな障害となる事例として、貨物輸送が一方向のみで片道しかコンテナを利用しない例がある。そこで片道のみコンテナを借り受けるリース形態を、ワンウェイ・リースと呼ぶ。
例えば輸出国であるA国から、輸入国となるB国あてに利用する事例で、着地のB国では特にこれと言った輸出ができる貨物がない場合、当然ながら輸入で使われたコンテナが、空コンテナ状態でどんどんB国内のデポに溜まり続けるという、いわゆる不均等な現象が起こる。また特殊コンテナの代表格であるタンクコンテナなどは、ある意味での使い捨て的に利用される率が高い。このため当然のことながらリース会社としては、デポ管理上も、また流通管理上いずれにしてもできるだけ避けたい事案となる。このような場合には、リース料以外に追加で割増金を徴収し、使用者になるべく往復で借りてもらうように促したり、リース会社が身銭を切って需要地区へ回送したりもする。そうしたリース会社にとっては頭の痛い事案の中で、逆に溜まり続けるデポから借り出してくれる「ありがたい使用者」には、リース契約期間中での数日分の料金を無料（実質的な値引き）にしたり、数がまとまる大口契約では「おまけのコンテナ」を付けたりと、できるだけ過剰在庫とならないように努めている。このような事例として、分野は違うが小型トラックなども扱うレンタカー店で、飛び込み客が箱形の2 t車を希望するも、在籍する箱形車が全て出払っていたが、たまたま残っていたあまり借り手のない高額設定の2 t冷凍車を、『冷凍機を切ればただの箱車なので、料金値引きますよ。』と勧めて、特殊車両の稼働率を上げる事情と同じ理屈である。
しかし、それでも空コンテナ在庫が溢れる場合には、最終の手段として貿易摩擦等での想定外事例でも見受けられるように、不良在庫となってしまった空コンテナを売却処分することもある。その一例として、日本国内のある中古コンテナ業者の営業用うたい文句には、『新品コンテナは、生産国（中国）から一度だけ貨物を入れて輸送されたワンウェイ輸送コンテナ』などの記述があり、別のコンテナ業者も『中国から貨物で1度だけ使用した新品に近いコンテナ』と宣伝している。すなわち、これらの中古業者はリース業者が売却する、状態の良い「不要在庫」となったコンテナを仕入れて販売しているが、「不要在庫」がいつ発生するかは中古業者側で把握できず、入荷するかはどうかは全く目処が立たないという、ジレンマも抱えている。
コンテナ貨物輸送に大きな不均衡がある状態においてはある意味、リースコンテナとしての在庫管理が難しいものの、貨物がある限り片道使用の需要は途切れることはないので、絶対的に必要とされているリース形態のために、中古業者までもが複雑にかかわって、ワンウェイ・リースという特殊な形態で発展してきている。

### ラウンド・リース
前記の#ワンウェイ・リースとは反対に、貸し手側・借り受側共にメリットの大きい、往復の輸送需要がある場合に使われる契約スタイルである。ただし、最大の制約事項は、最初にリースコンテナを借り出したデポから始まり、使用後の返却も「元あった場所へ返しましょう」的な意味合いで、最初に借り出したデポへ返却して一連の契約は終了する契約である。しかし、最初の借り出し地域や実際の複雑な貨物輸送の流れで、どうしても最初の借り出しデポへの返却が難しくなったり、返却すること自体が足かせになって思うような貨物輸送が結果的に達成できない等の、多彩な問題ケースも発生してきた。
そこで最近の流れとして、例えばAリース社の品川埠頭デポ発であっても、返却は近隣の大黒埠頭デポへの返却は無論、反対側の千葉県・船橋港デポでも可能とするなど、返却可能地域も拡大されてより一層のリースコンテナの便利性を高める契約内容へと、変化してきている。この理由は、Aリース社が管理する東京湾の品川埠頭地区のデポからリースが始まったが、荷主や借主の事情でどうしても同じAリース社が管理する近隣の横浜港の大黒埠頭地区のデポへ返却しないと円滑な貨物輸送ができなくなる、という事態があったとする。その時に従来の『必ず貸し出しデポへの返却』契約では、こうした事態が生じると借主は次回の利用では、融通のきく別のリース会社を検討せざる得なくなる。これでは自社管理のデポにコンテナを返却してもらったにもかかわらず、大事な固定客をみすみす逃がしてしまうことになりかねなくなるからである。またラウンドリースの最大の特徴は、一往復だけでなく、続けて何度でも往復利用が連続して可能である。往復利用が連続してあることから、コンテナのリース期間が半年くらいにも及ぶこともありうる。
これらの取り扱い現状から、ラウンドリースは返却地域こそある程度の範囲を決められてはいるが、それ以外は特段の「縛り」的なこともないので、ある意味、一種の#長期リース的な意味合いも含まれているリース契約とも言える。

### スポット・リース
別名、トリップ・リースとも呼ばれている。ある意味、単発的に借り受ける契約となるのでほぼレンタル的な内容であり、借主はレンタカーを借りるように、必要な時に・必要個数を・必要期間だけ借り受けたいという条件で利用する。またリース会社も、借主の要求に適合する条件のコンテナ在庫があれば貸し出すが、なければ断るという非常に単純な内容となっている。スポット・リースの場合、借主は持ち出したコンテナを原則として、「元の場所へ返却」することが条件となる。

### マスター・リース
このリース契約の最大の特徴は、#長期リースと、前記の#スポット・リースを組み合わせて、例えば大量のコンテナを必要とし世界中で頻繁に運用する借主には、大変便利な契約方式である。
マスター・リース料金設定の仕組みには以下の方法がある。

#### リース料率協定契約
例えば、前もって包括的に 20 ft ドライコンテナの貸し出し料金が、1個に付き1日$○○でリースすると契約した場合、契約リース会社の関係する世界中のどこのデポで借り出しても同一の料金で提供される。つまり、例えアフリカ内陸奥深くの僻地的なデポであろうとも、シベリア地区の雪深い極寒のデポでも一切関係なく、最初に契約した「1個につき1日$○○」の定額で借り受けられるので、いわゆる大口契約者としては非常に経費予算の立てやすい便利な契約であり、リース会社としても大口かつ継続性のある「お得意様」を獲得しやすくなるので、このリース料率協定契約の運用は、リース会社の経営手腕が問われる分野でもある。
また、借主・リース会社双方はこの定額以外の条件（例えば、返却地・リース期間・個数等）は、その都度の契約となる。なお、それ以外に、活発にコンテナが貸し出されているデポから借り受ける場合は、別途プレミアム的な料金が追加される。また逆に#ワンウェイ・リースと同様に、空コンテナ在庫がどんどん積みあがる不良デポへの返却には、抑制料金が追加されるので借主はそれらの経費と、輸送収支のバランスを検討する必要も出てくる。

#### 拘束条件付契約
前記の#リース料率協定契約には特段の拘束条件はないが、この拘束条件付契約では、前記の契約条件に加えて、借主とリース会社双方へ何らかの拘束条件（遂行する義務を負う条項）を付け加えた、ある意味、縛りのあるリース契約となる。例えば、借主は契約期間中には常に決められた、一定の最低借受個数を使用し続ける義務を負うこととなる。
- 借受人である『ウィキペディア汽船』は、半年のマスター・リース期間中、たとえその内の2か月間だけが閑散期となりあまり輸送需要がなく暇であっても種類を問わず、常に最低 50本のコンテナを借り受け続けなければならない、という契約である。もちろん50本を越えて借り受けることは何ら問題はない。

逆にリース会社側は、需要増加時にはあらかじめ決められた月間供給最低個数を、例え同業他社から身銭を切って調達してでも、途切れることなく供給保障する義務を負うこととなる。
- リース会社は、契約期間中のある日、「繁忙期なので、月間供給最低個数として決めた枠の残り分、コンテナ100個を来月から追加を」と『ウィキペディア汽船』から要求されるも、在庫が50個不足していた。で、しかたなくリース同業者から50個を身銭を切って調達して、約束どおり残り枠分のコンテナ100個を確保した。

### 主なリース会社の一覧表
| 会社名 （リンク先は画像カテゴリ、記事の順）   | 画像事例 | 備考 ※（文中の『コンテナ』文字は省略）                                                                                          |
| --------------------------------------------- | --- | --- |
| Cronos                                        | ・20 ftドライコンテナ ・40 ft冷凍コンテナ ・20 ftタンクコンテナ                                                                                                   | 主にドライ・冷凍・タンク等が主流の、リース大手である。 所有者コードは大手の目印となる、CRXU・CXRU・CXDU・CRSU等の複数を持つ。   |
| Beacon Intermodal Leasing                     | ・40 ftドライコンテナ ・40 ft冷凍コンテナ | リース業界では比較的新しい参入ながらも、近年急速に拡大している。 主にドライ・冷凍等が主流である。三菱HCキャピタルの連結子会社。 |
| Container Applications International ※( CAI ) | ・40 ftドライコンテナ | 主にドライ・冷凍等が主流である。                                                                                                |
| Capital Intermodal                            | ・40 ftドライコンテナ | リース大手で、主にドライ・冷凍等が主流である。                                                                                  |
| Florens Container Holdings Limited            | ・20 ftドライコンテナ (1) ・20 ftドライコンテナ (2) ・20 ftドライコンテナ (3) ・40 ftフラット・ラックコンテナ ・40 ft冷凍コンテナ ・40 ftオープン・トップコンテナ | リース会社としては珍しく、ほとんどの種類を扱っている。                                                                          |
| tex (en:Textainer)                            | ・20 ftドライコンテナ ・20 ftオープン・トップコンテナ ・40 ft冷凍コンテナ                                                                                         | リース会社としては珍しく、ほとんどの種類を扱っている。                                                                          |
| 日本石油輸送 （JOT）                          | ・20 ftバルク・ドライ兼用コンテナ | 日本国内リース最大手。 |
| 日陸 （日陸）                                 | ・20 ftバルクコンテナ | 主にタンクを主力とする日本国内リース大手。                                                                                      |

### 時代と共に進化するタンクコンテナの現状
タンクコンテナはその性質から同一荷主が使い回すことがほとんどのため、荷主の所有物 (S.O.C.=shipper's own container) であることが多い。しかし、積荷の性質に派生する修理・点検やタンク内外の洗浄メンテナンスの他、各国の法制度等の事情による検査手続きの複雑化など、膨大な維持・管理コストがかかるため、その節約・効率化が課題となる場合もある。こういったニーズに対応し、タンクコンテナを専門にリースする会社も多数存在する。
一例として、タンクコンテナリースを取り扱っている日本の代表的なリース専門会社には、日本コンセプト（ニチコン）、日陸 、日本石油輸送 などがある。

### 空コンテナ
基本的に海上コンテナは船会社や物流輸送専門会社、リース専門会社の所有物であることがほとんどのため、輸出のコンテナ詰めをする際には使用する空コンテナの所有会社などから引き取り、また輸入貨物を出して空になったコンテナは所有会社などに返却する。
海運会社では空のコンテナを積戻して他の港を周回し、空のコンテナに貨物を積みこんでから最初の港に戻ることで効率化を図っている。
なお運賃の変動により空のコンテナを輸送した方が儲かることもある。

## 種類
全世界のコンテナの90%が、ドライコンテナ、汎用コンテナである。

### ドライ・コンテナ

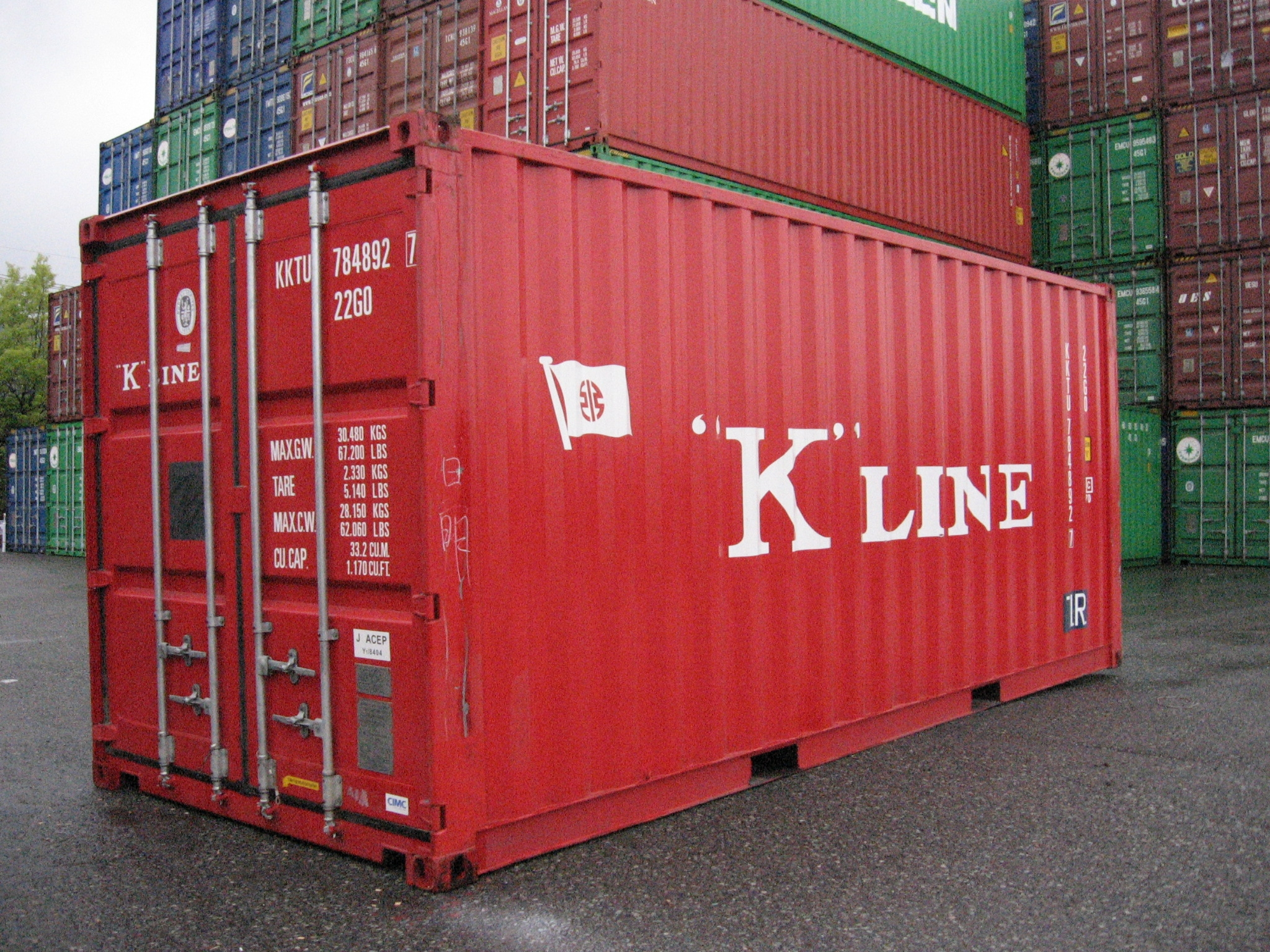
20 ftタイプドライコンテナ。

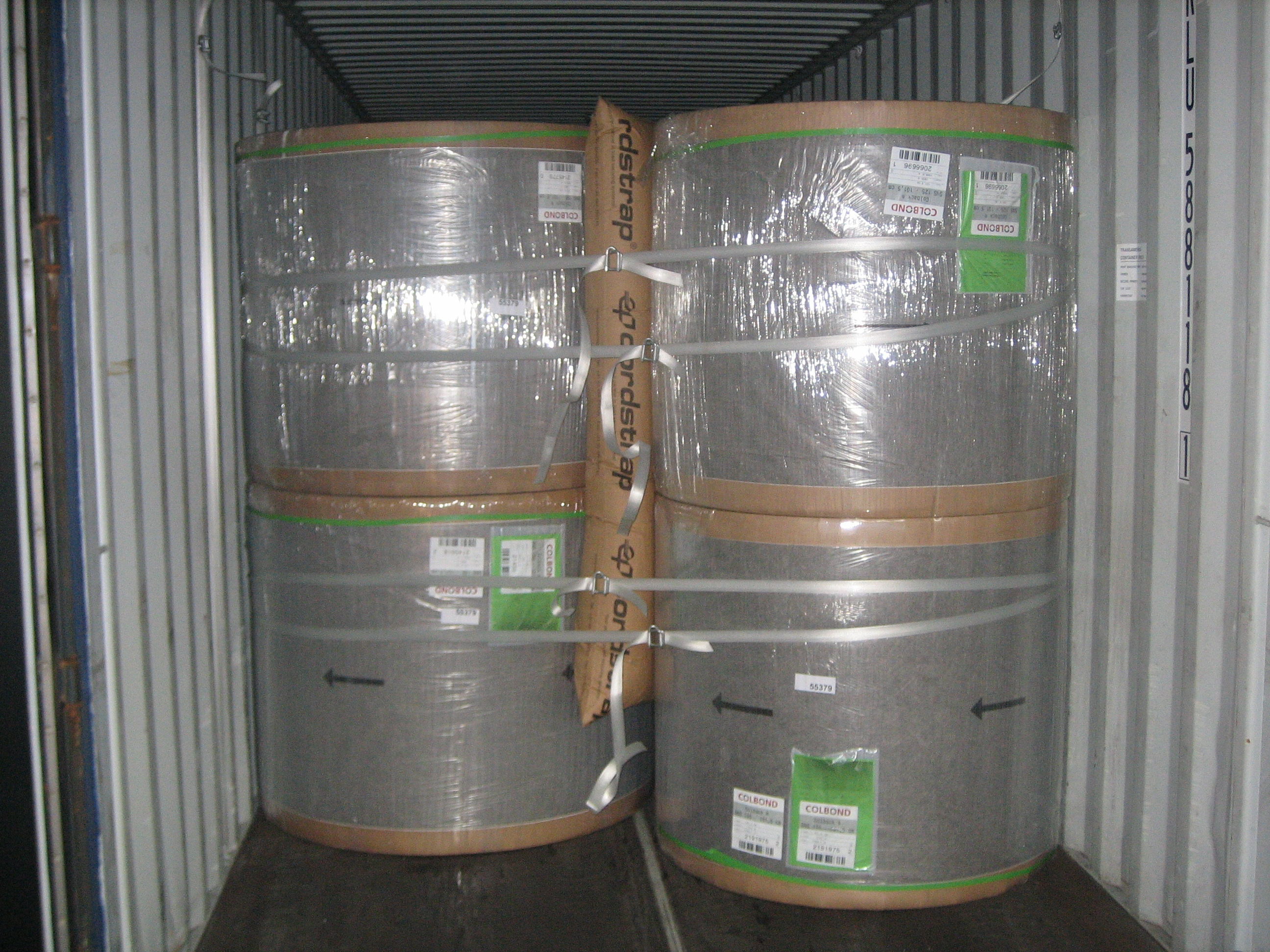
ドライコンテナの内部。大きなロールが積み込まれている。

ドライ・コンテナ (dry container) は、身近な生活物資から工業製品・産業物資まで、大多数の一般貨物に幅広く利用されるもので、日本語では有蓋コンテナとも呼ばれる。ドライ・コンテナ輸送ができない例外品としては、液体・粉体・気体類などの状態のもので、事前に小型容器（数十キロ単位の袋 ・ フレキシブルコンテナバッグ（フレコンバッグ） ・ ガスボンベ ・ ドラム缶 ・ 小型タンク類）などに小口分割して準備することのできない貨物の他、専用の管理設備・機器が必要な要温度管理品、大物品、生物などが挙げられる。
ドライ・コンテナの形状は箱型トラックの荷台部分のような細長い箱型をしており、コンテナの基本タイプとして世界で流通しているコンテナの中では圧倒的多数を占める。サイズとしては多岐にわたるが、当然ながら流通するその国々の事情に見合ったサイズが主流となる。例えば日韓を結ぶフェリー輸送においては10 ft型ドライコンテナであったり、日本の内航船の場合は専用のサイズのコンテナが使用される。
日本では主要先進国に比べて、道路事情や各種規制により、運用制限が多々あるために、長さ20 ft、40 ftタイプがほとんどであるが、稀に10 ftおよび、日韓・日中間の輸送用として、近年では12 ftタイプも流通している。また、原則的に公道は走行できないが、神戸・名古屋などの特定地区の港では、超背高コンテナも存在している。（詳しくは#ハイ・キューブ・コンテナを参照）
ドライコンテナの積み込み口は、後部片妻一方開きタイプが基本であるが、片側面が開くもの（画像サンプル）や、両側面が全面折戸式に開くもの、一方の妻側と片側の全面が開くいわゆる「L字二方開きタイプ」のもの、変り種として両妻側が開いてトンネル状になるタイプもある。中には側面の片側または両側の一部分だけに開口部があるコンテナ（画像サンプル）もあり、積み荷や作業環境に応じたものが選ばれる。さらに2015年に入ってからは、これまでのドライコンテナの常識を破るものとして、折り畳み式4FOLDコンテナ - YouTubeが、2015年3月24日から26日まで中国上海で開催された、インターモーダルアジア展示会で登場した。その名のとおり、ドライコンテナの4側面をコンテナの内側に倒して、最終的には薄い1枚の床板状に折りたたみ、後記の折りたたみ型のフラットラック・コンテナや、フラットベッド・コンテナのように重ねて積み上げることができ、積んだものを一個の40 ftドライコンテナ状に仕立てて空コンテナの返送料金を節約するという触れ込みのユニークなコンテナまでもが登場している。

#### ドライ・コンテナの活用事例

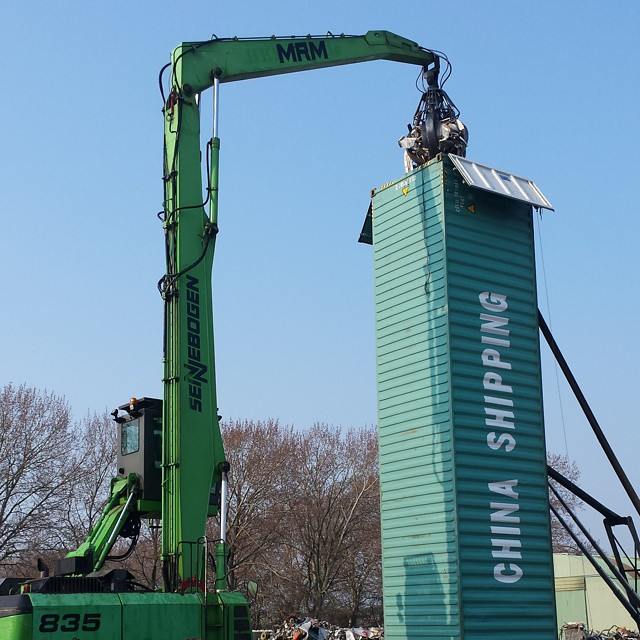
油圧式グラップルの作業風景。輸送車両の規格が大きい海外では、輸出用40 ftコンテナを垂直に立てた状態で、スクラップをグラップル付きの重機で投入して積み込む。

ドライコンテナは、極論を言えば『所詮はただの鉄の箱』に過ぎないので、条件さえ許せばコンテナを垂直に立てて金属スクラップを重機やコンベアで投入して積み込むこともできる。またある時は、カー・ラック・コンテナの代わりに車を安価に輸送したり、条件さえ整えば専用のホッパコンテナやタンクコンテナ顔負けの簡易バラ積みホッパコンテナや簡易タンクコンテナへと改造転用も可能である。積荷の種類や個々の条件にもよるが、こうしたコンテナ利用ができるならば、わざわざ高価な専用コンテナを用意することなく粉体や液体を輸送できる。ちなみに通常のホッパコンテナへの積み込みは、天井部（屋根部分）にある専用のハッチから積み荷を落とし込むが、前記の改造した簡易ホッパコンテナでは、当然、そのような専用の開口部はないので、正面ドアを開けた状態でホッパ上部の袋（フレキシブルコンテナバッグ（フレコンバッグ）の袋）と、天井との横長の隙間より、水道ホースでバケツに水を流し込む要領で、大口径の専用ホースや、キリンが首を伸ばした様なベルトコンベアを使用して、粒状や粉末状の積み荷をフレキシブルコンテナバッグ内部へ流し込むようにして積み込み、荷降ろし時はフレコンバッグの下から取り出すこととなる。さらにプラスチック製の小型液体タンクを複数積んでドライコンテナを簡易タンクコンテナに化けさせることも行われている。なお、プラスチック製のタンクを用いた簡易タンクコンテナの場合、複数のタンクを相互にホースで連結するのは液漏れの危険があるため、荷積み・荷降ろしは1個ごとに行うことになる。
コンテナの片道運用が多い場合、復路をこうしたコンテナの利用をさせることで無駄な空コンテナ回送費用を圧縮可能である。

ドライ・コンテナの内装改造による本来とは別の積み荷の積み付け
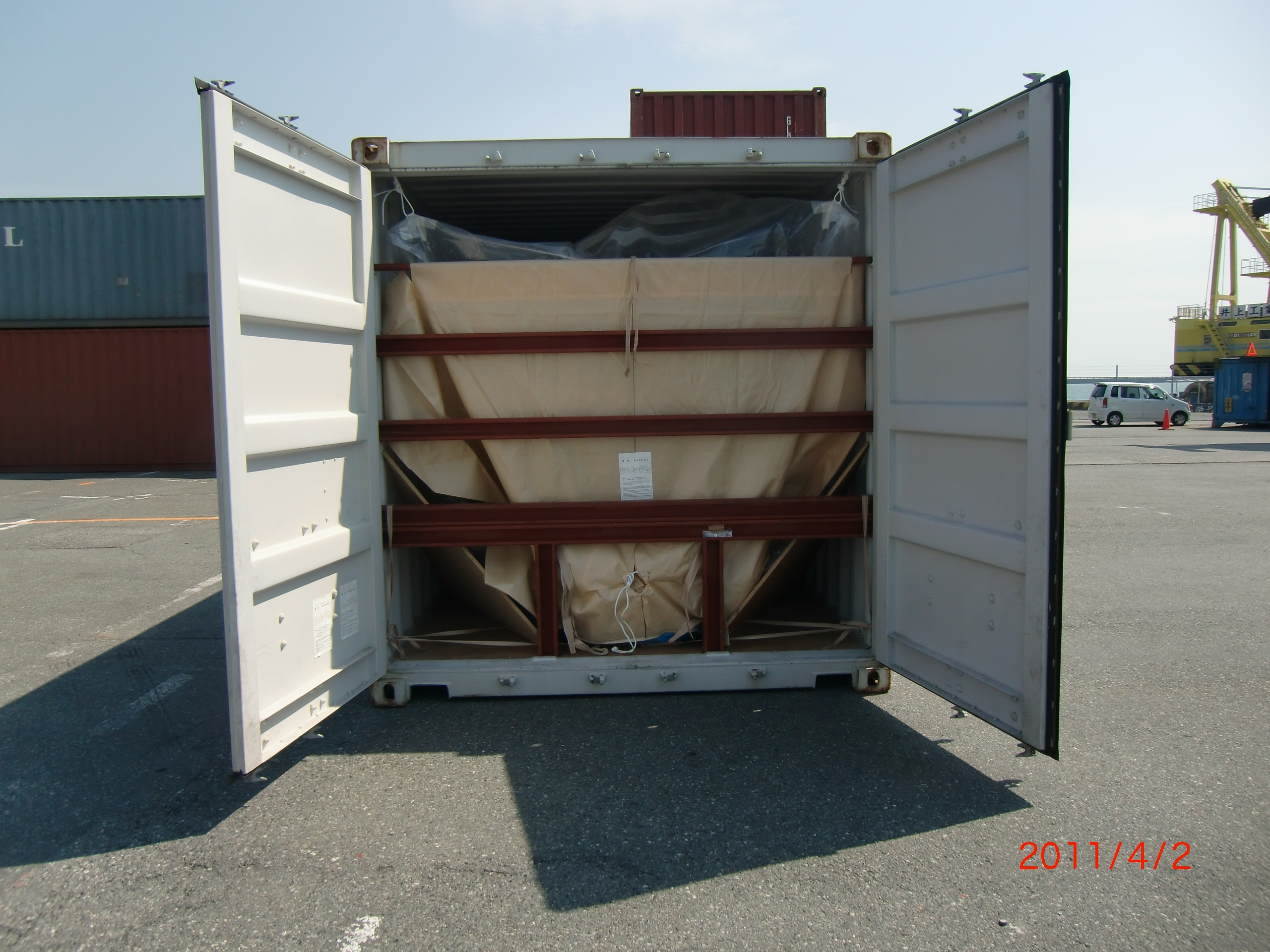
一般汎用ドライコンテナ（タイプ 22G1）を利用した、簡易ホッパコンテナ。
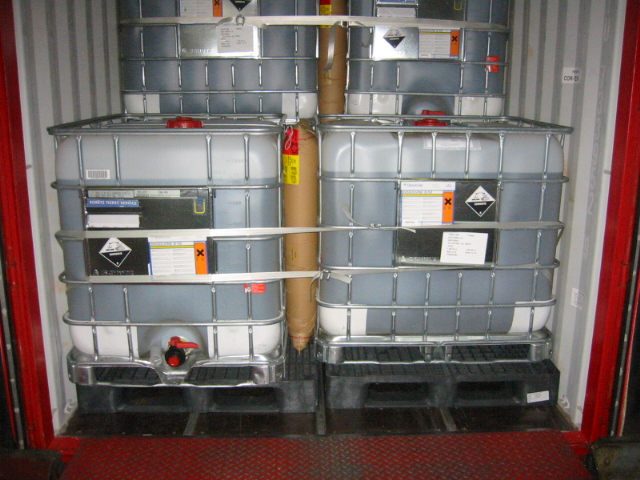
ドライコンテナに、小型の液体タンクを積み込んだ一例。
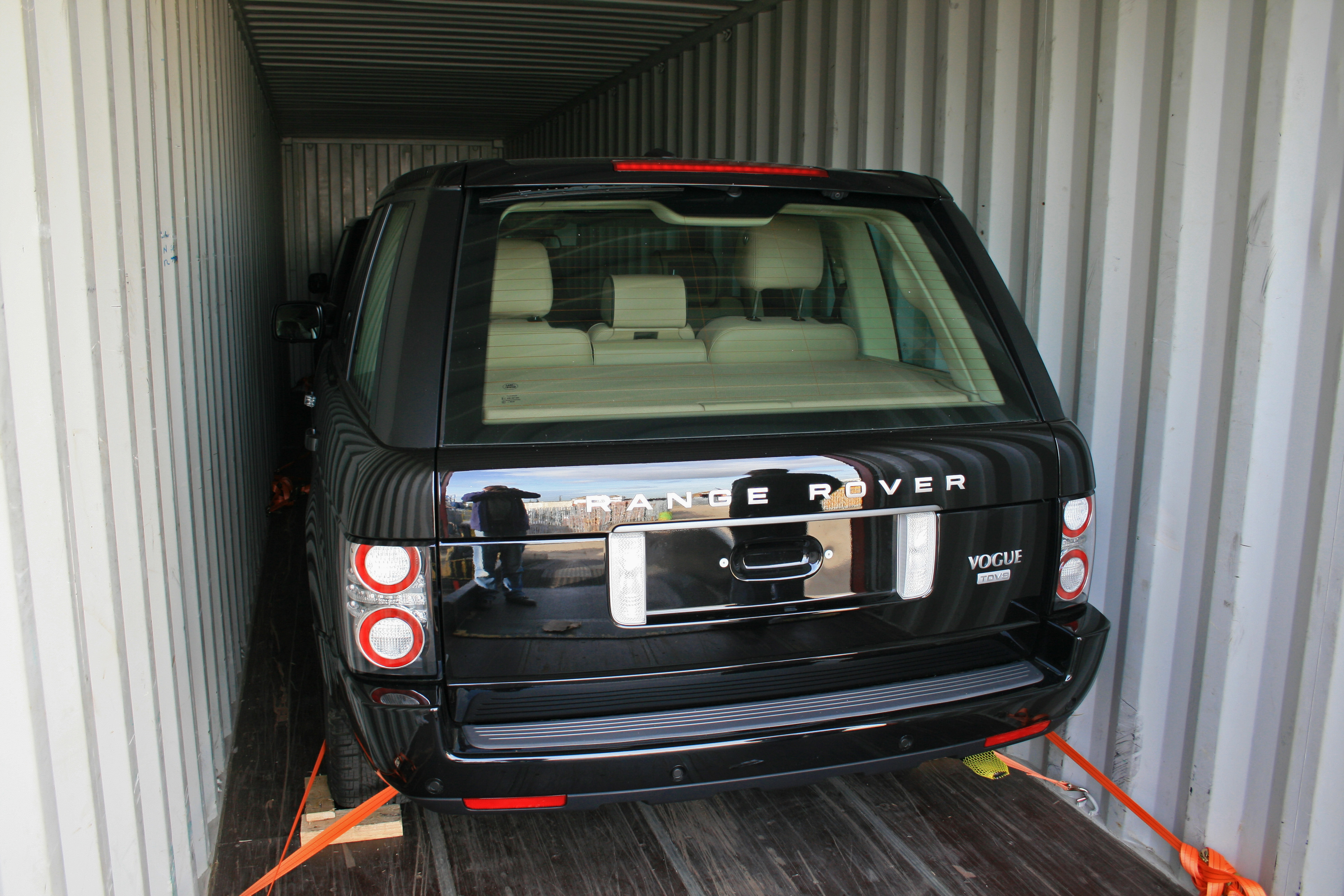
ドライ・コンテナ内部のフックや、木製床を最大限に活用した、簡易カーラック・コンテナに仕立てた事例。

#### 密閉型
基本的には、床以外には内張りも簡易な通風孔も全くないために、外気温の影響を受けやすく、外気との温度差により積荷に水滴などが付き変質したり、特に夏場などは内部の温度がかなり高温になるなど、輸送中の気温変化に対する充分な対策と、配慮が必要となる。また、簡易的な通風孔がないことが、構造区分コードにより明確に区分されている。別項ハイ・キューブ・ドライコンテナでも同様である。
密閉型コンテナが台風や津波などの自然災害のほか、コンテナ船の海難事故で海上や運河へ流出した場合、密閉度が高いために長時間にわたり海面に浮かびやすく、あたかもブイのような状態で海上を漂流する率が非常に高くなるので危険である。

#### 簡易ベンチレーターが付いたコンテナ

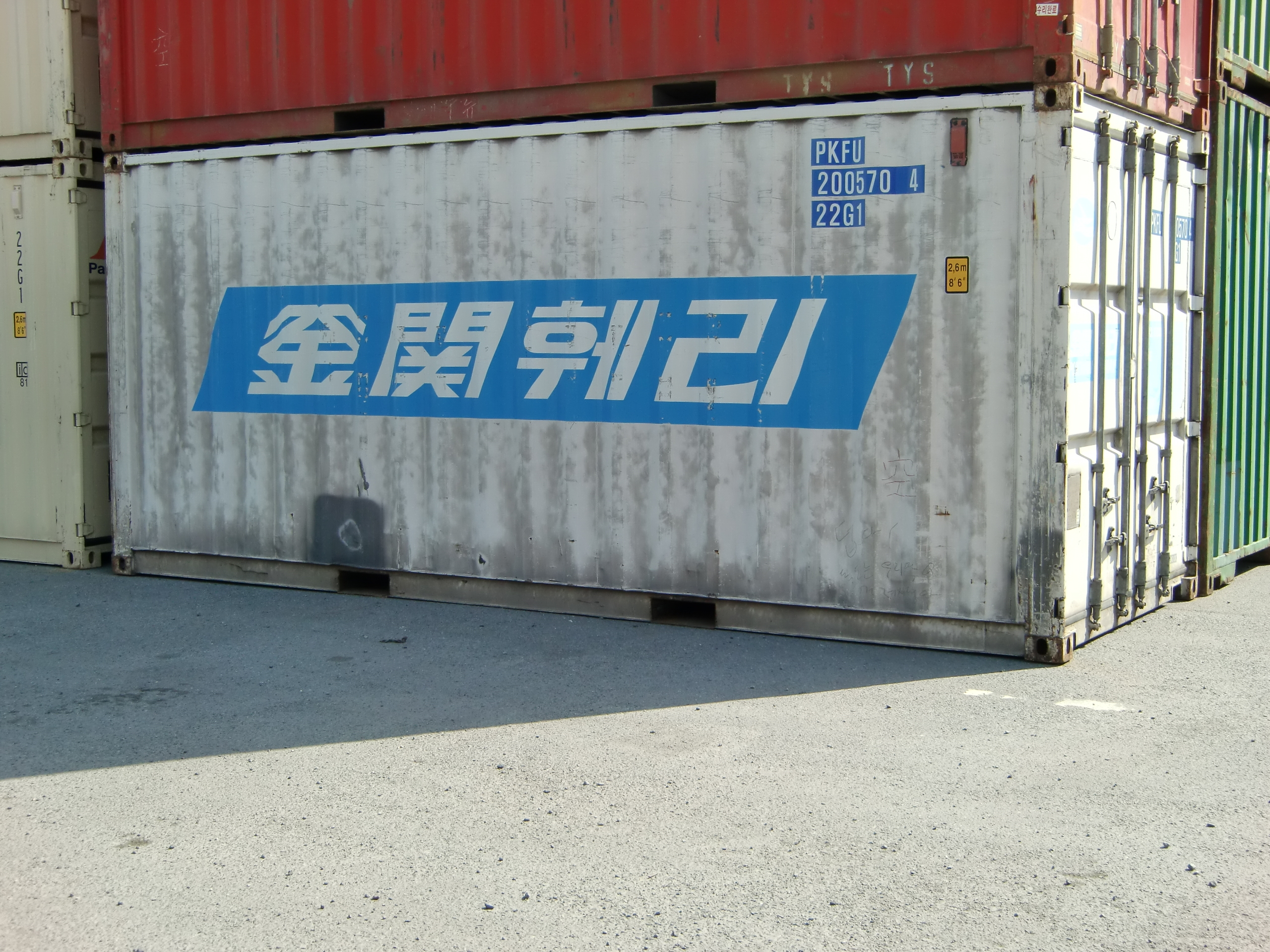
コンテナ本体右端上部に細長い赤色の通風孔が、1箇所付いている釜関フェリーコンテナの事例。（ タイプコード 22G1 ）

用途としては、ドライ・コンテナとほとんど変わりはないが、コンテナの側面上部の端に小さな縦長型の簡易通風孔が、複数個取り付けられたタイプのコンテナである。しかし、その能力はベンチレーター・コンテナと比べて非常に低いため、前項のドライ・コンテナ同様、輸送中の温度変化に対する充分な対策と、配慮が必要となる。また、通常型のドライ・コンテナとは構造区分コードにより、明確に区分されており、後記のベンチレーター・コンテナでも同様である。

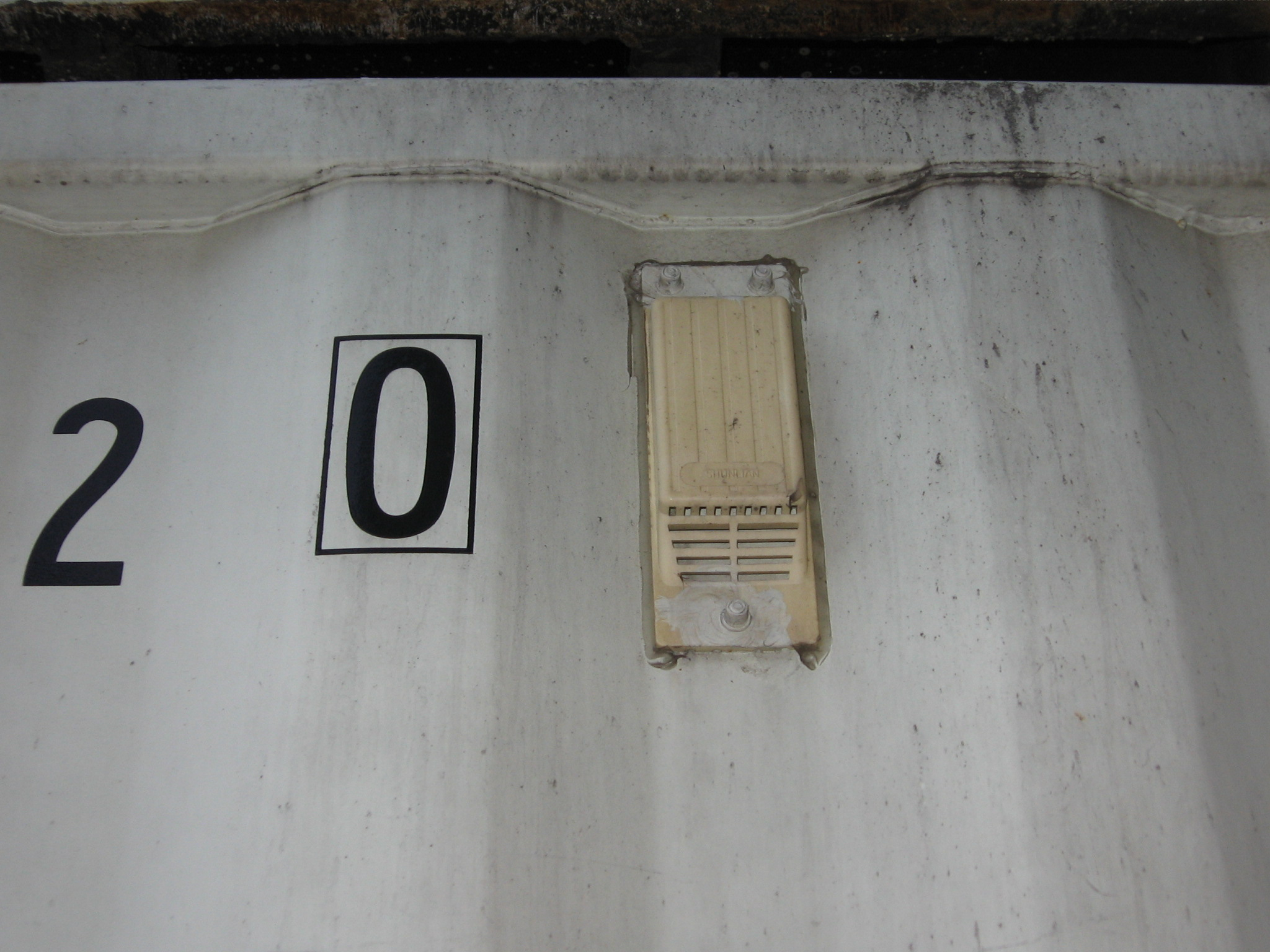
現在主流となっている強化プラスチック製の通風孔。

なお、いずれのタイプにも共通して、簡易通風孔からの異物・密輸品等の投入防止の保安対策規定として、コンテナ製作時や修理時において、簡易通風孔の網目口径・網目の材質・強度および、取り付け加工方法などが別途、厳格に定められている。
元々の通風孔本体は金属製だったために、流通過程で必ず受ける擦れや、接触による凹み等のダメージを受けると、その修理には板金で叩き直したり酷い時には、ガスバーナーで焼き切って、新たに溶接し直すなど手間や維持費の負担増はもちろん、見た目も継ぎはぎだらけと、デメリットが多く見た目も損ねるものであった。しかし、その後強化プラスチック製のはめ込み式通風孔ユニットが開発され、専用の加工用具さえあれば、溶接設備や板金等の技術なども必要なく、取り付け加工や、破損時の交換修理が比較的簡単にできる。このため、近年の簡易通風タイプコンテナでは、標準的に幅広く使われている。
本体の外周及び、本体上部の左右2箇所と、下部中央1箇所の取り付けねじは、密輸や異物投入等の不正防止のために内外ともに、特殊なコーキング剤で固められているので、コーキング剤を剥がす専用の溶剤や、専用の工具類がないと、容易に取り外しができないようになっている。
簡易通風孔付ドライコンテナは、通常片側面の上部左右いずれかの端付近に1箇所のみ単独で取り付けまたは、上部左右端付近の各1箇所（片側面合計2箇所）付が標準であるが、珍しい事例としてハンブルク・スド社（ドイツ）所有コンテナのように各隅2箇所取り付けでワンセット（片側面合計4箇所）となっていて、簡易通風構造タイプのコンテナとしては比較的高性能の自然換気ができている（画像サンプル）。しかし、タイプコードは G1 と変わっていない。

### ハイ・キューブ・コンテナ

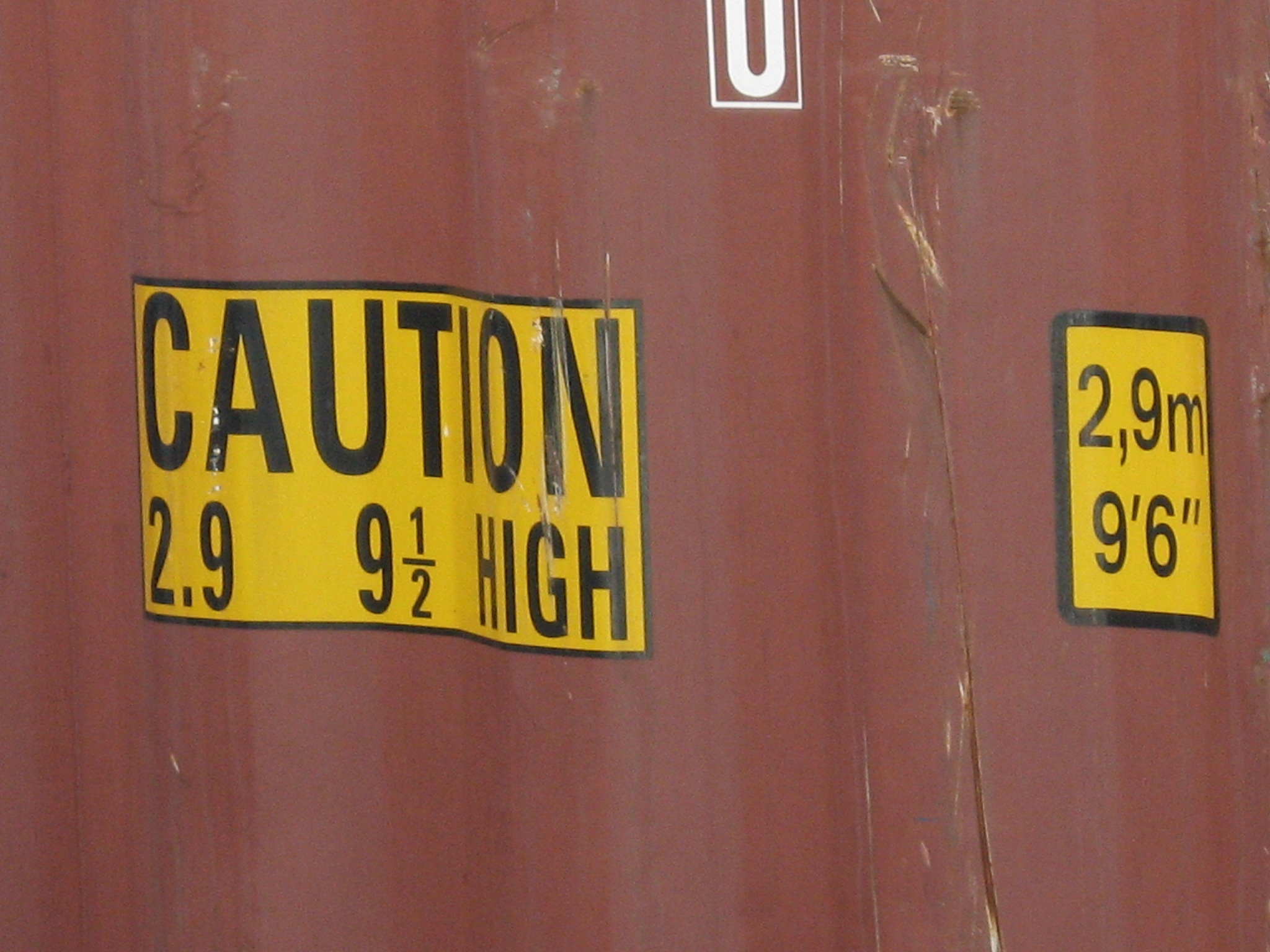
複数の表記で背高コンテナの注意喚起を促している。

ハイ・キューブ・コンテナ (high cube container) とは、標準的な高さである各種8 ft 6 inコンテナより更に背の高さが1 ft (30 cm) 高い、9 ft 6 inコンテナのことである。ISO 668においては、1AAA, 1BBB, 1CCC, 1EEE等が該当する。
一般的には背高コンテナとも呼ばれているが、日本語圏の荷役従事関係者では、9 ft 6 inにちなみ、「クンロク」とも呼ばれている（これに対し、通常型の8 ft 6 inコンテナは「ハチロク」と呼ばれている）。したがって荷役中や一般道での輸送中に高さへの注意喚起のために、側面やドアへの注意書き表示のほか、コンテナの上部に黒と黄色の警告色による横長状の警告ステッカーが貼られている。

#### 生まれた背景

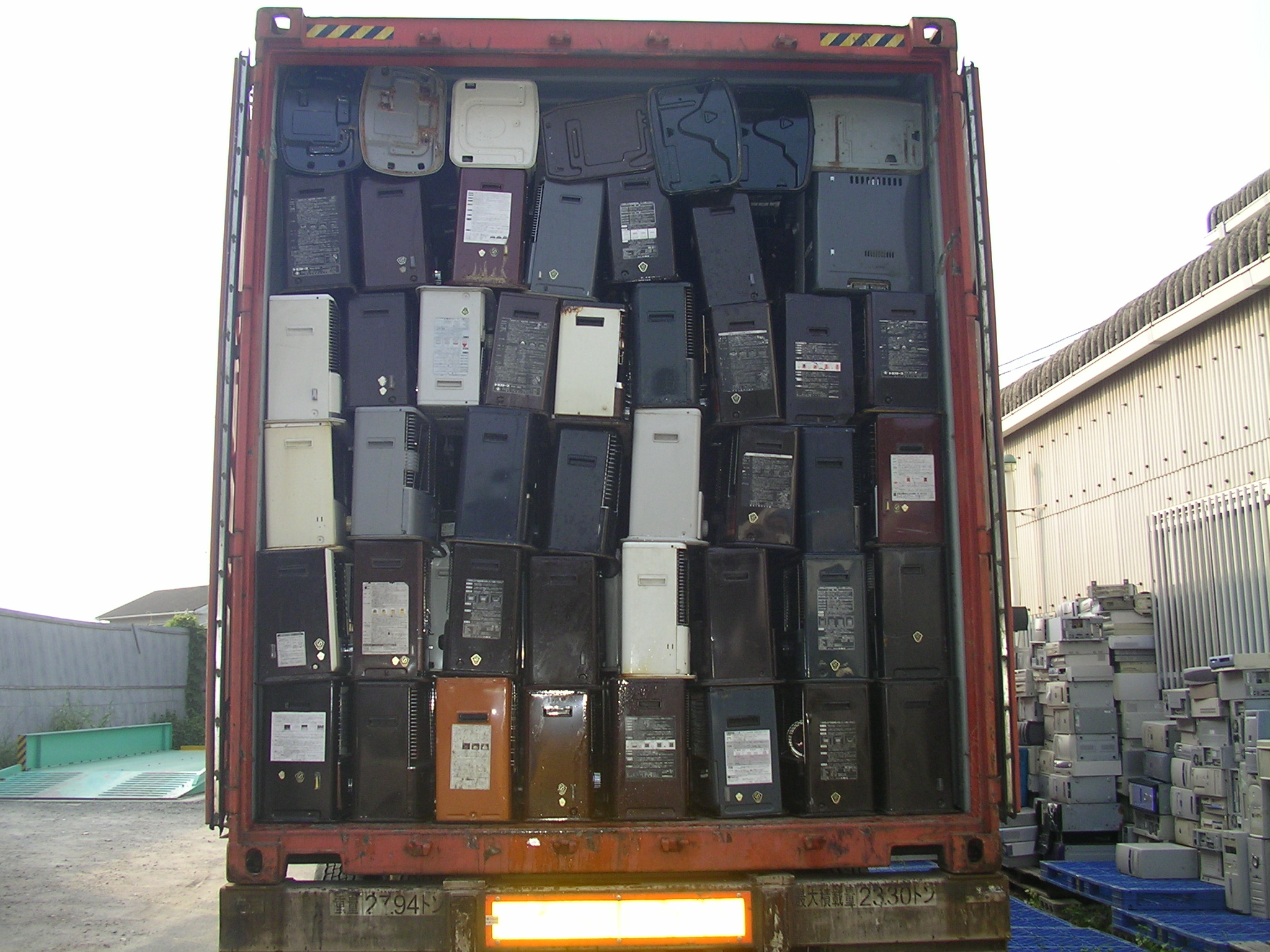
40 ft型ハイキューブコンテナのメリットを最大限に引き出した事例。

比較的軽量でかさばる貨物に対して規格化されたコンテナを用いると、積み込む品物によってはどうしても無駄な空間ができてしまう。コンテナの許容荷重よりもはるかに軽くて場所ばかり無駄に取る貨物を運ぶことはまさしく『空気輸送』であり、輸送コスト上のマイナスでしかない。そのため荷主からは容積の大きなコンテナの要望は強くあり、コンテナの強度・耐久性そして従来のコンテナとの荷役互換性を持たせるものとして、長さと幅は従来のコンテナと同一で背丈だけを高くしたハイキューブコンテナ（背高コンテナ）が生まれた。比較的軽量の品目を輸送するドライ・コンテナや冷凍コンテナに多く見られる。
積み込み口は後部片妻一方開きタイプが基本であるが、片側または両側面が全面折戸式に開くタイプや、片側面の一部分に開口戸があるタイプなど、積荷や作業環境に応じた特殊なタイプも少数ながら存在する。

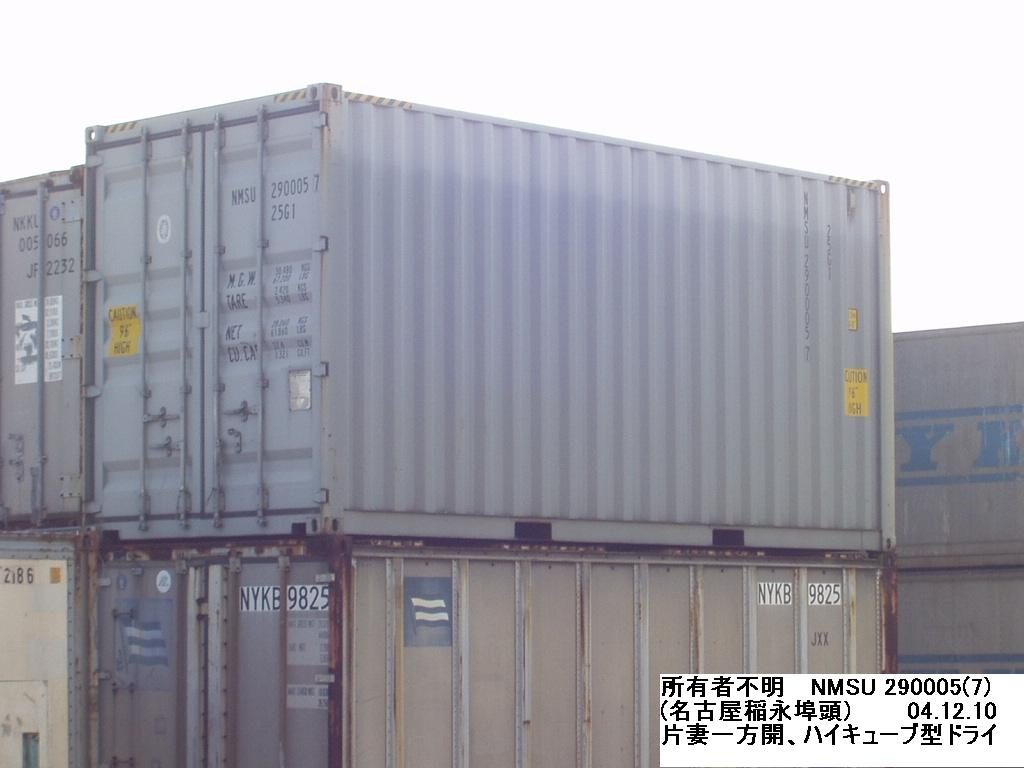
国内では珍しい20 ft ハイキューブコンテナ。

世界中では以前から広範囲に使われてきたが、日本においてはトレーラーにハイキューブコンテナを積むと車両制限令の高さ制限（全高 3.8 m以内）を超過することから、輸送の都度、特殊車両通行許可を取らなければならなかった。日本で製作されたハイキューブコンテナ（背高コンテナ）は日米貿易摩擦の俎上にも載り、また国内の物流関係者からも強い要望が寄せられたことから日本においても規制緩和が検討された。その結果、1995年3月の閣議決定により改革が進み、道路の高規格化、軸重を軽減できる3軸シャーシの採用、軸距に応じ積載重量を緩和する措置など、海上コンテナ輸送にかかる規制緩和が進み、ハイキューブコンテナの採用例が急速に増えた。現代では重要物流道路として指定された道路では特殊車両通行許可は不要となっている。
なお、日本国内に流通している各種のハイキューブコンテナは流通コストの関係で、ほとんどが40 ft型であり、20 ft型はまれである。

#### ボーイング社部品輸送

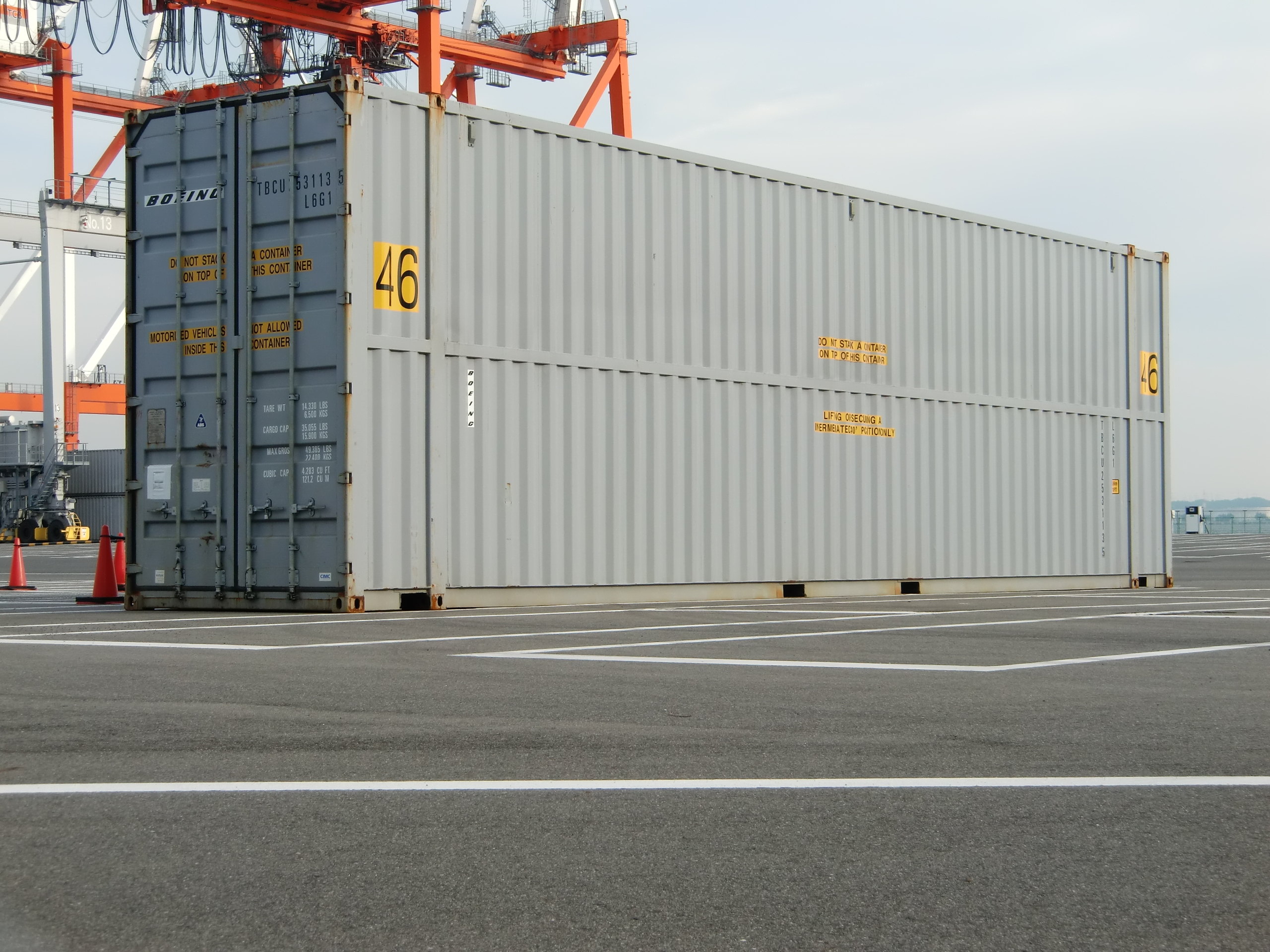
(L6G1) 国際規格外の全長46 ft型ドライコンテナ。

特殊な事例として、ボーイング777の翼などの部材をワシントン州の同社工場へ輸送するための高さが約17 ftと通常の2倍に相当する超巨大コンテナがある。これは米ボーイングに部材を納入している川崎重工業・三菱重工業各社との間で、地区限定で運用されている。これらの輸送はウエストウッド・シッピングラインが担当する。
- 愛知県飛島村川崎重工 ⇔ 米ボーイング社までの、超巨大コンテナ一貫輸送説明動画。

THE MAKING (1)ボーイング777のできるまで。 - サイエンス・チャンネル( 開始より約一分間位までの部分で登場。 )

### リーファー・コンテナ

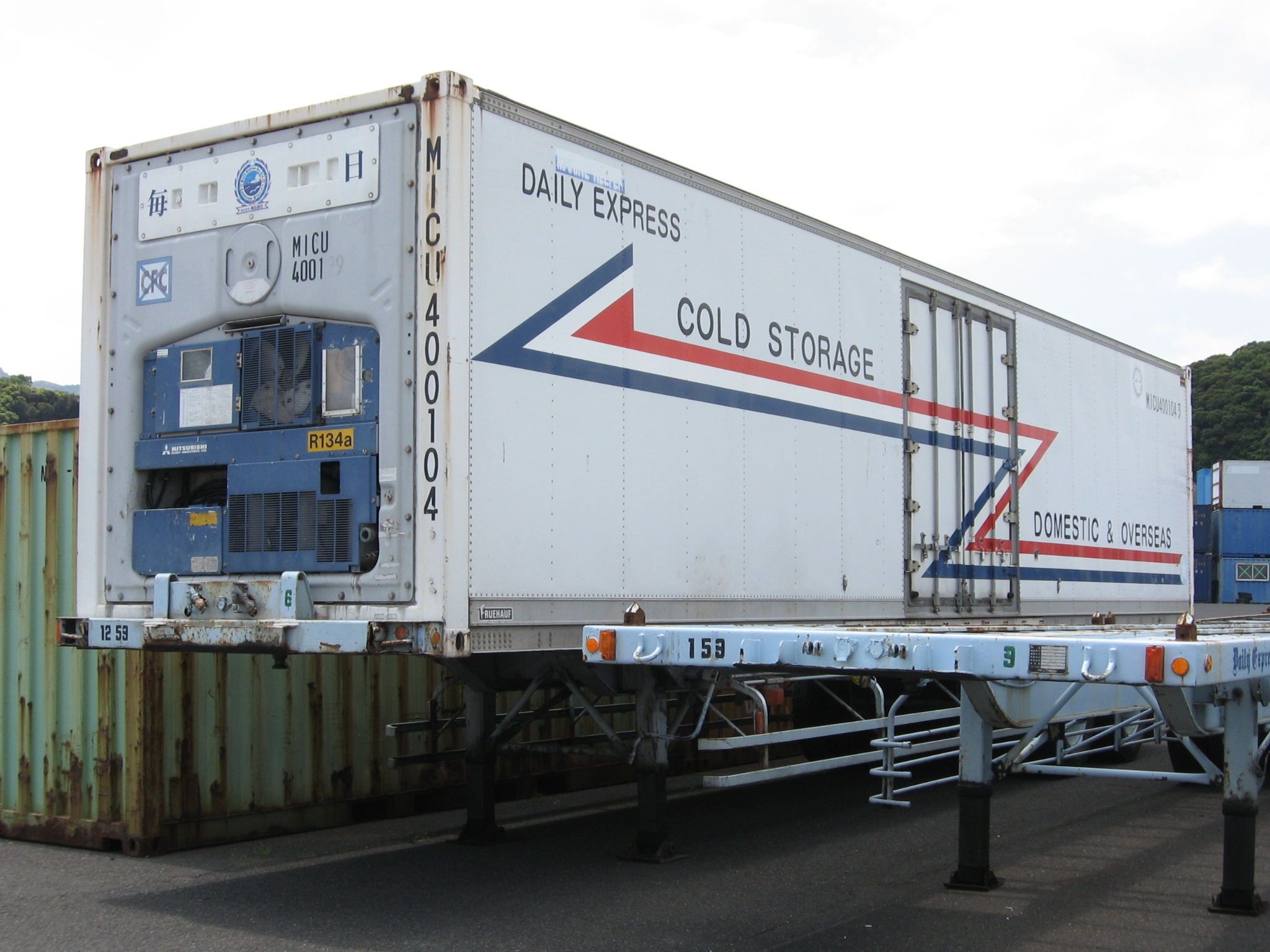
妻側（牽引側）に冷凍機を組み込んだ40 ftのリーファー・コンテナ。側面に小型の補助ドアが備わったタイプ。

リーファー・コンテナ (Reefer container) は冷凍コンテナ (Refrigerated container) とも呼ばれ、生鮮食品・冷凍食品・生花や定温輸送が必要な化学製品、医薬品、電子部品、フィルム、美術品などの輸送用のコンテナであり、特殊コンテナでありながら一般貨物用のドライコンテナに次いで数が多いコンテナである。
海上冷凍・冷蔵コンテナの登場は、世界共通規格として1967年に正式に決定したISO 668より規格化された「#ポートホール型」と、時代の流れと共に多くの派生方式を生んだ元となっている「#外部給電方式」が登場していた。
コンテナ内壁は発泡ポリウレタン製の高性能断熱材やステンレスで覆われ、内部には冷風を適切に循環させるためのダクトや、床全面にはアルミ製の細いレール状の溝が多数ある。

#### ポートホール型

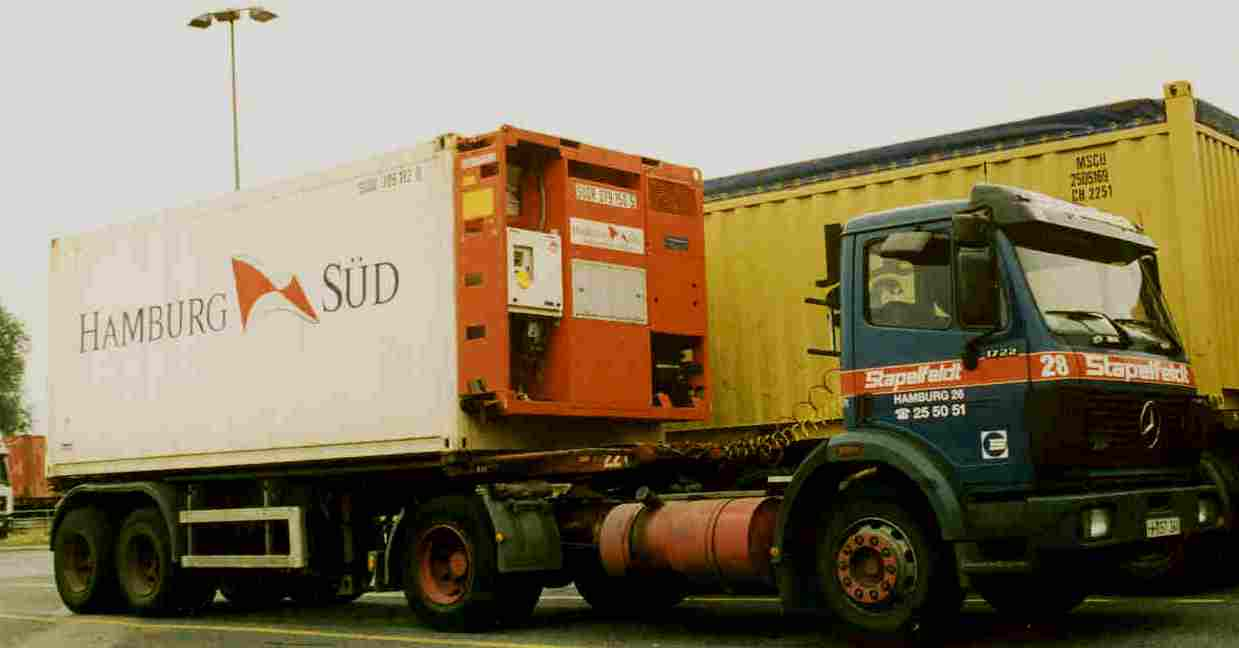
トレーラ輸送用に取り付けられた、通称『ランドセル』と呼ばれている、ポートホール型専用の冷凍機器。（オレンジ色の四角い部分）

海上コンテナの世界共通規格として、1967年に正式に決定したISO 668より規格化された冷凍・冷蔵コンテナ輸送では, 1970年代に断熱材を全体に配した立方体の本体と、前扉部分とは反対側奥の妻壁部分上下に、穴（ポートホール）が2つあるのみで、冷凍ユニットは備わっていない特殊な機構を備えた冷凍コンテナである。構造としては、本船からISO規格で定まった位置の穴に二本の専用ホースを接続して冷却風を供給・排出し、コンテナ内部を常に循環させて冷却する仕組みになっており「ポートホールコンテナ」と呼ばれている方式である。このポートホール型コンテナを、船に積載する前や陸揚げ後は、岸壁近くに冷気供給装置を備えた専用の施設で管理しているが、そういった装置を備えない港や、トラック又は鉄道で輸送中では、通称「ランドセル」とよばれるポートホール型コンテナ専用の冷却ユニットを、金具を使って取り付けて管理している。また、コンテナ船も同様に専用の設備が必要である。特に専用船では、船艙全体を断熱構造にすることが多い。この場合、致命的な欠点として本船と直接冷熱接続している場合にはコンテナ単位での温度管理が十分に行えないため、適正な温度さえ供給し続ければ長時間の冷凍輸送が問題ない牛肉 ・ 豚肉を大量に輸出しているニュージーランドや、オーストラリアからの欧州への冷凍コンテナなどを主としてポートホール型が長年使われ続けている。
また冷凍コンテナで大多数を占める外部給電式の最大の弱点は、常に電源に繋がって給電を受けていなければ、意味がないという点である。とくに鉄道輸送や、トレーラーなどでの輸送中には船舶とは違って輸送車両から直接の安定した給電は、ほぼ望めない。このような場合には、ディーゼル発電機を内蔵した小型の給電機器をトレーラーやコンテナ本体に取り付け、安定した電源を提供している。また鉄道で輸送する場合は、前記の個々のコンテナに取り付けるほか、コンテナの個数が多い場合には、コンテナ自体が大型の発電機となった専用の、『Power Generation Container（発電コンテナ）』を搭載し、一括して多数のコンテナの冷凍機器を集中管理して対応している。
そもそもコンテナ本体には冷凍機自体がなく、強力なエアコンからの冷気を常にパイプから噴出して、周りを冷やしているスポットクーラーの原理と同じポートホール型では、冷気自体を常に生み出す機能を備えた、ディーゼル発電機付の外付け冷凍機が必要となり、必然的に機器も大型となる。このシステムは、コンテナ船側に専用の設備を設置するため建造費用や設備の維持管理に多大なランニングコストが掛かる上、運用にも制約が多いために、現代の運用効率の向上や経費節約の流れから見れば、今後は縮小され、やがては消滅していくのではないかという観測がある。

#### 外部給電方式

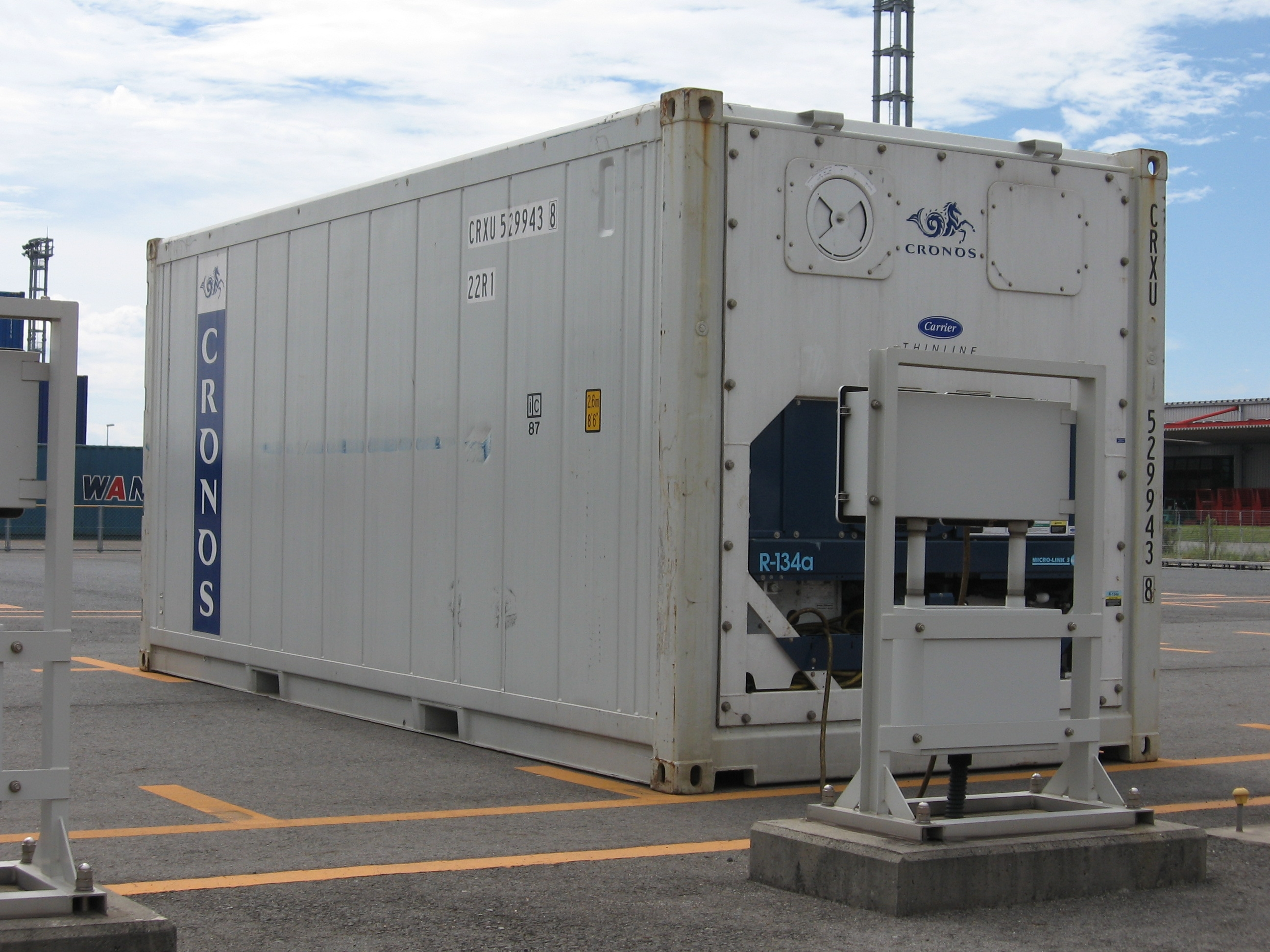
コンテナヤード内の専用コンセントから給電を受ける、CRONOS社が所有する(タイプコード 22R1) 20 ft形、冷凍コンテナ。

元々、冷凍コンテナ登場初期の1970年代で主流となっていた「#ポートホール型」では、コンテナ個々での細かい温度調整ができずただ本船側から一方的に送風されてくる冷気でしか管理ができないという、致命的な欠点を抱えていた。このためにコンテナ船を考案した米国では、第二次世界大戦を機にディーゼルエンジン駆動式の冷凍装置が急速に発展し、世界をリードしていた技術を冷凍コンテナ輸送にも転嫁して、多温度帯に対応させることに苦心した。1967年に正式に決定したISO 668より規格化された冷凍・冷蔵コンテナ輸送では、コンテナ端壁に装備したメンテナンス性を考慮したノーズマウント型冷凍装置による、コンテナ輸送なども開始された。
1970年代後半になると，現在の冷凍・冷蔵コンテナの原型である機械式フラッシュマウント型冷凍装置が開発されたが船舶やトレーラー等での輸送時に発生する激しい振動や、荷役時の衝撃による故障も多く発生し、安定した輸送品質の障害が拭い切れていなかった。しかし、1980年代になると技術の進歩に伴いコンテナ用冷凍・冷蔵機器メーカーは、各社がこぞってエンドウォール型冷凍・冷蔵装置を開発し、劇的な故障事故の低減が確立してきた。さらに制御方式も当初の機械式から、時代の流れで登場した高性能のマイコン制御を利用した電子制御方式に移り代わり、現在の様にブリッジや、制御監視室等で大量の冷凍コンテナの稼働状況が一括してコントロールできるように技術が確立している。
また冷凍と名前が付いているが、技術が著しく発展して現代での冷凍コンテナの大多数を占めている「外部給電方式」では、コンテナの一部における隔壁化として組み込まれている冷凍機付随のコントロールパネルによって、内部温度が積荷に最適な温度帯となるよう設定されている。コンテナ内部に220ボルトまたは440ボルトの外部電力給電で稼動する冷却・保温ユニットを備え、+20 ℃から-25 ℃程度（機種によっては冷凍専用の -35 ℃仕様から、コロナワクチン輸送用として-70 ℃仕様も登場している。）までの冷却と保温が可能である。
例えば、
- 肉や魚などの冷凍食品は-20 ℃位、野菜やチーズ等乳製品・果物などのチルド品は、0 ℃前後を維持しながら海上輸送中の生鮮品の鮮度維持、味の向上などが可能となっている通風を行い、さらに乾燥を防止するための加湿装置及び、生鮮品から発生するエチレンガスを吸着するためのフィルターなどを装備している[49]。

- 産業用の製品や、ヨーロッパ産名物の球根などで高温や湿度に弱いものは庫内のエバポレーターで冷却された空気をヒーター[注 12]で加熱又は除湿し，庫内湿度を 75％〜30％ の範囲で調節して積荷に対して適切な温度で保持される[50]。

- 一部の冷凍コンテナでは、精肉用コンテナのように天井部に大型の釣り針タイプのフックで肉をまるごと吊るす、ミートレールなどの設備が備わっているものもある。

- その他には、多くの冷凍コンテナでは運用効率を高めるために＋20℃程度まで加温できる機能も備えて、寒冷地対策で常温積荷の凍結事故等も防止できる。

これらの特殊な用途が詰まり、コンテナ固体自体の作りも頑丈かつ常に高密閉度を維持するために、荷役用ドアは基本的には短辺（妻壁）片側に1つだけ設けられているタイプがほとんどである。ただし、積荷の特性や使用者の意向により、少数ながら補助的なサイドドアを設けたものなども運用されている。この他にはドライコンテナ同様に、背高（ハイキューブ）タイプもドライコンテナに次ぐ量で、世界中で大量に流通している。
日本国内での輸送には、長さ20 ft級コンテナでは費用対効果の関係で大多数が高さ8 ft 6 in型で、9 ft 6in背高タイプはごく稀である。しかし、近年の道路交通法の規制緩和から、長さ40 ft級コンテナでは9 ft 6 in背高タイプがその経済性も相まって多用されている。

#### デュアルモード（併用）方式

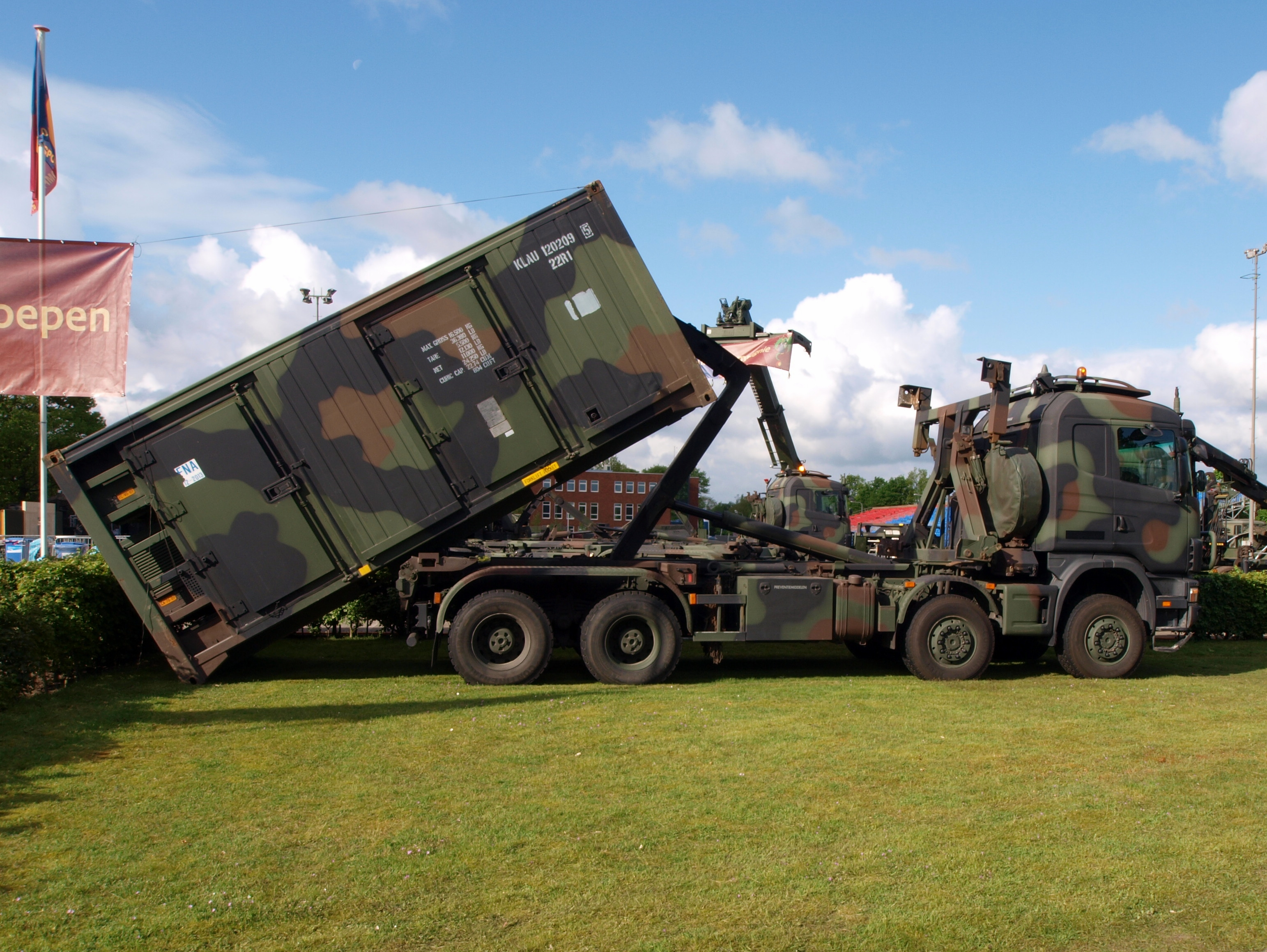
サイド・ドアが2箇所に設置されている、オランダ軍のデュアルモード型、冷凍コンテナ。タイプコード (22R1) 使用。

輸送先での外部電力供給が困難などの事情に合わせ、コンテナ本体に取り付けたディーゼルエンジン発電機と外部給電を併用するもので、ごく少数に留まる。ただし、軍用リーファーコンテナでは展開先で電源が確保できない状況を想定して、デュアルモード型が多用されている。また、海上コンテナでは圧倒的多数を占める外部給電方式では、給電する側に安定した高電圧の設備が必要だが、これらの設備がない、または確保しにくい紛争地域や発展途上国、インフラ未整備地区でも非常に重宝される。
例えば、せっかくの給電型高性能リーファーコンテナがあっても、外部給電がないまたは、あっても常に安定した電力が確保できなければ、むしろそのリーファーコンテナに対する信頼度が低下し、現場は混乱してしまう。しかし、デュアルモード型は、コンテナ本体にディーゼル発電機を搭載しているので、燃料にくわえ多少の冷却水・オイル等さえあれば、継続安定して冷却ができる。このことから陸地での長期運用時には、デュアルモード型が重宝されている。

#### ダブル（ツイン）ユニット型

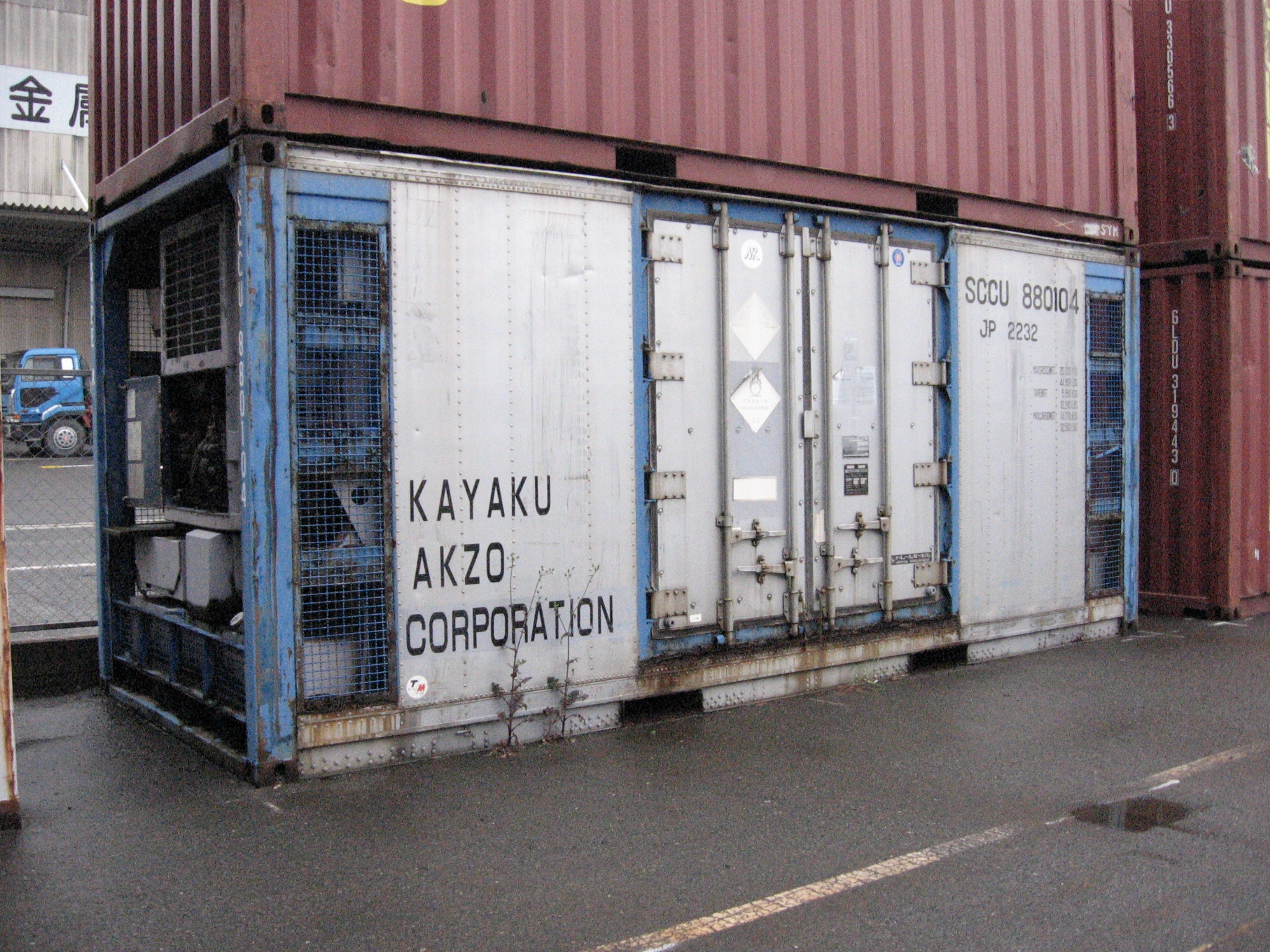
両端側それぞれに冷凍機が付いた、日本国内では非常に数の少ないタイプ。（タイプコード、2232）

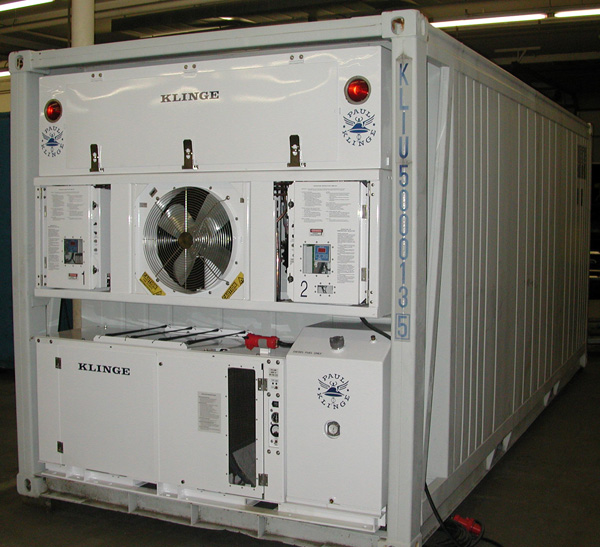
積載容量確保のため、冷却装置類を2台、片妻側へ一括して組み込んだコンテナ。外部給電方式の他、ディーゼル発電機も搭載している「デュアルモード（併用）方式」である。

2組の完全に独立した冷却装置を、両妻壁側又は、近年新しく採用されている片妻側に備えて、長時間での連続使用に対しても信頼性を高めた「ダブルユニット型」または、「ツインユニット型」と呼ばれるタイプである。この2組搭載型は万一、片方の冷却装置が故障しても、もう一組の冷却装置がバックアップし、化成品・特殊原料・精密機器など、積み込みから積み出しまでの間も、一貫して常時、一定温度に保つ必要性が重要な積載貨物に用いられる。なお、このコンテナの積み込み口は基本的に、冷却装置が両妻壁側タイプの場合は長手方向の片側面または、両側面に設置してあり、近年登場した2台の冷却装置を片妻側に纏めたタイプでは、通常のコンテナ同様に、冷却装置設置側とは反対側の片妻側に付いている。また海外の20 ftタイプでは、片妻面と片側面のいわゆる、L字二方向に冷却装置設を取り付けた非常に稀なケースも存在している。

### サーマル・コンテナ

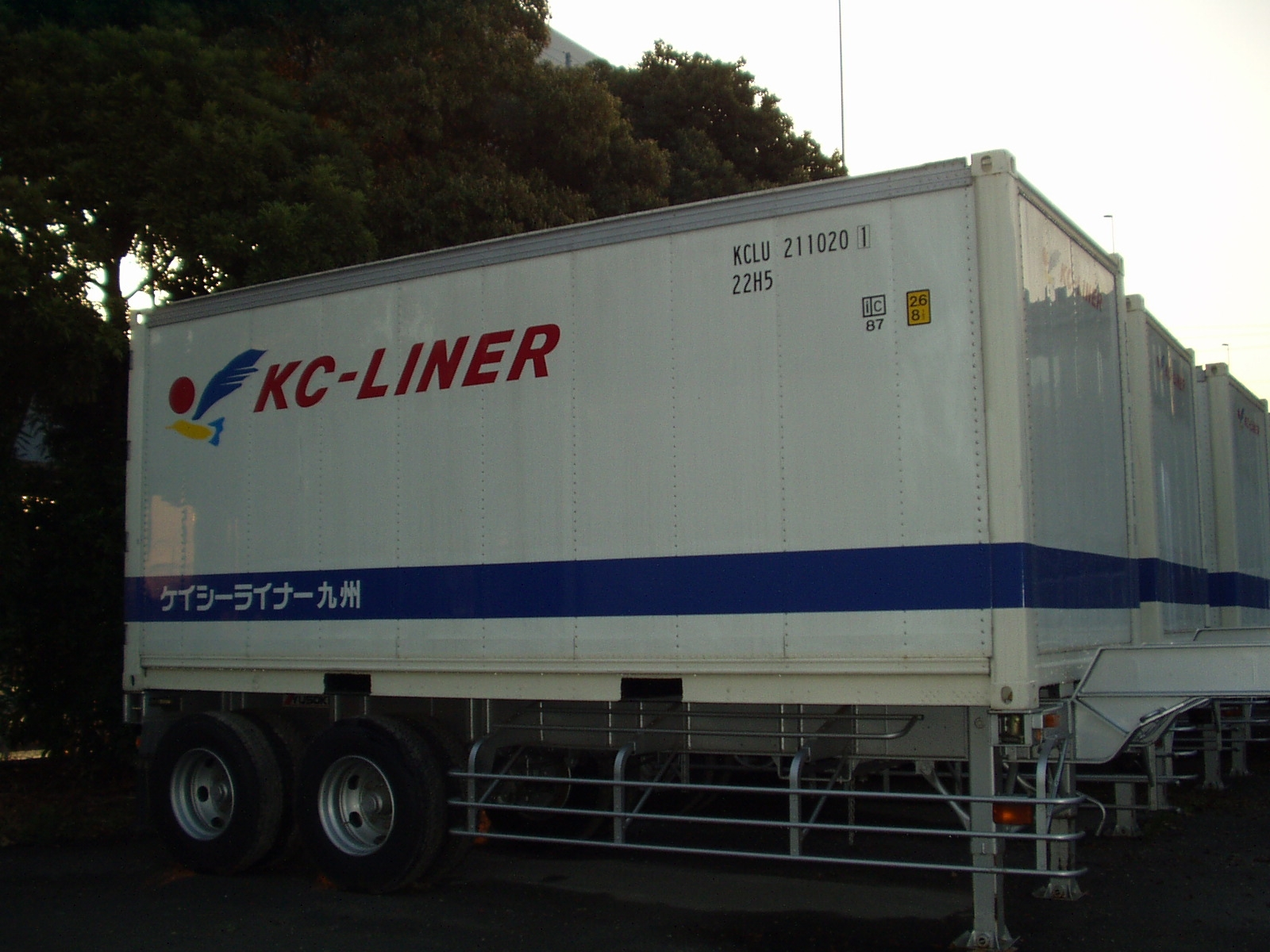
新造配備直後の風景。妻側面（牽引する側）に、冷凍機がないことに注意。

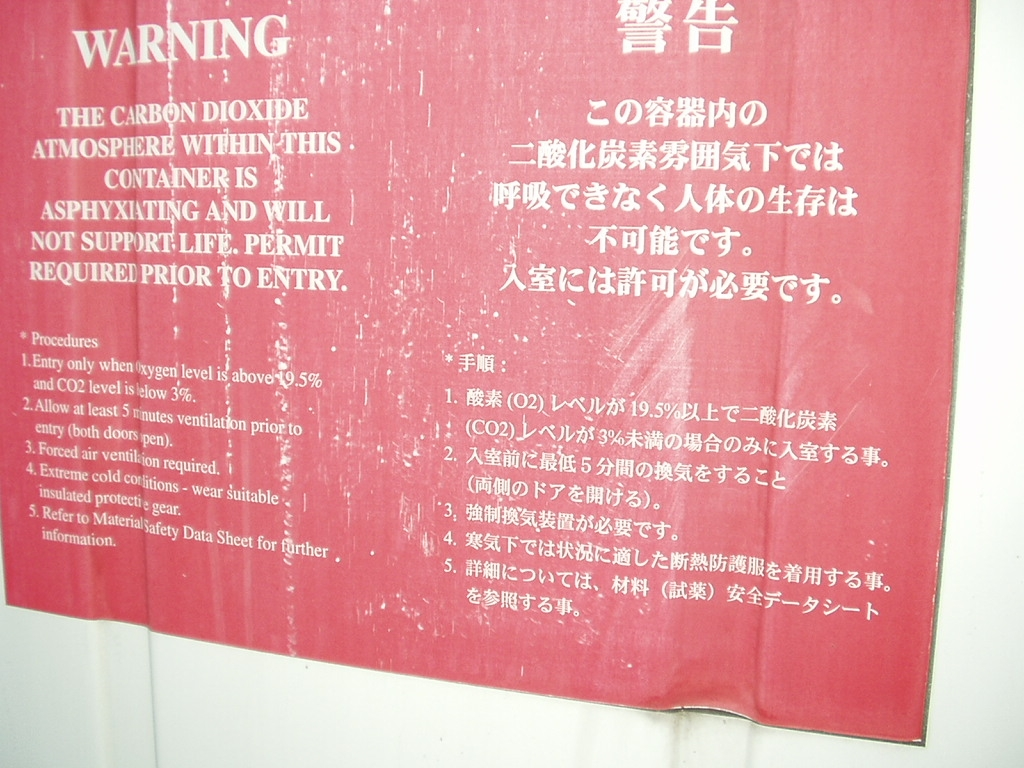
本体に貼られた、炭酸ガス濃度に関する注意書き。

サーマル・コンテナ (Thermal container) は、日本語では冷蔵コンテナ・保温コンテナ・断熱コンテナとも呼ばれている。断熱材で覆われたコンテナ本体には、臨時に取り付けられることはあるものの、常設された冷却又は加温装置等の機械的装置が一切なく、コンテナの内部温度に関しては特に規定がない。このために、通常はすでに予冷や加温された貨物をそのまま積み込み使用したり、事情によっては寒冷地で凍結を嫌う貨物を輸送する場合などにも利用される。
また、保温での変わった使用事例では、アスファルトの輸出入で、アスファルトが冷えて固まらないように、外付け的な加温装置で品質の維持を図る事例もある。
その他、ドライアイスを詰め込み冷蔵状態にしたり、特殊な事例として、コンテナの妻側壁に設置された特殊な注入バルブより、外部 (タンクローリー等) からホースを繋ぎ、炭酸ガス(二酸化炭素)の冷媒をコンテナ内部全体に充填して、約-50 ℃の超低温冷凍状態に冷却する特殊なタイプもある。この超低温冷凍状態に冷却した日本国内での代表的な一例として、輸入冷凍マグロ輸送に長さ40 ft・9 ft 6 in背高タイプの運用が、静岡県清水港や東京湾岸の埠頭で確認されている。しかしこの方式では、大量に扱う二酸化炭素からの環境問題及び、-50 ℃の超低温冷凍状態を維持できる、新型の冷凍コンテナの登場により、国内では使われなくなった。

### ハンガー・コンテナ

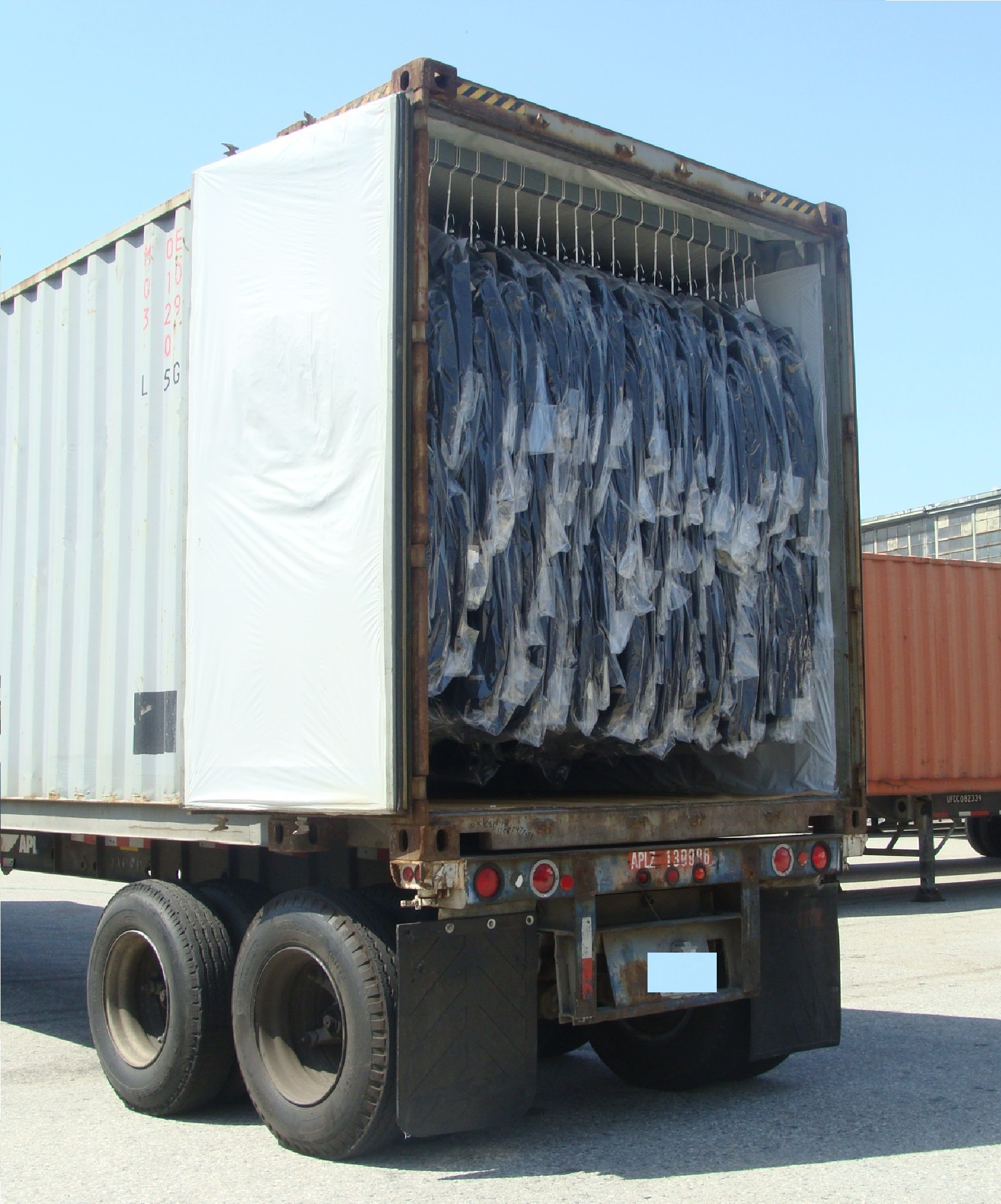
ハイキューブ（背高）45 ft型、ハンガーコンテナ内部での2段吊り一例。

ハンガー・コンテナ (hangar container) は、衣類を輸送するためのコンテナである。ドライ・コンテナと同じ外形をしたコンテナの内部にハンガーをかけられる取り外し可能なパイプ状のラックが多数備わっており、コンテナ内部が絨毯で保護されている場合もある。このため空になった後にコンテナの有効活用と、空コンテナをわざわざ回送割引運賃が適用されない正規の運賃を払って送り返すという諸経費の無駄を省くための工夫が必要となる。
例えば、空回送冷凍コンテナなどでよく使われる輸送方法である、雑貨物資を帰り荷物として詰め込むことが考えられるが、内部が絨毯で保護されているなどの場合、多大な手間隙かけてコンテナ内部にビニールシート類を敷き詰めて、荷物の汚れが直接付かないようにするなどの、ある意味で使用用途が限定されるコンテナである。
しかし衣類を畳まずに吊るした状態で輸送することができるので、商品の折れ傷み防止や積載品数の増加、梱包資材の節約、更には出荷時に納品先の店舗仕様にあらかじめ札付けの準備をしておけば、流通中間で一切の手を加えることなくあたかも製造工場から直輸入したようになるので、これにより商品流通側から見れば経済性向上や荷役労働環境の改善、流行ものの衣類もスピーディーに仕入れることができる。
なお、コンテナの外観上からは特にhangar container、または、日本の鉄道コンテナで見られるハンガーコンテナなどと特段の表記や、一部の船主会社のようにハンガーの絵をデザイン的にペインティングをしていない限り、通常は見分けることが非常に難しい。また、1995年改定のISO規格コンテナ構造区分コードでは直接該当するタイプコードがないため、通常的に割り当てられているドライ貨物用の「G0 又は G1」が付与されたり、割り当て不能時に便宜的に総括付与する「G9」が使われる場合がある。
※太字2桁部分の一例。
- 長さ40 ft・高さ8 ft 6 inの一例⇒43G9
- 長さ40 ft・高さ9 ft6インチの一例⇒45G9

### ベンチレーター・コンテナ

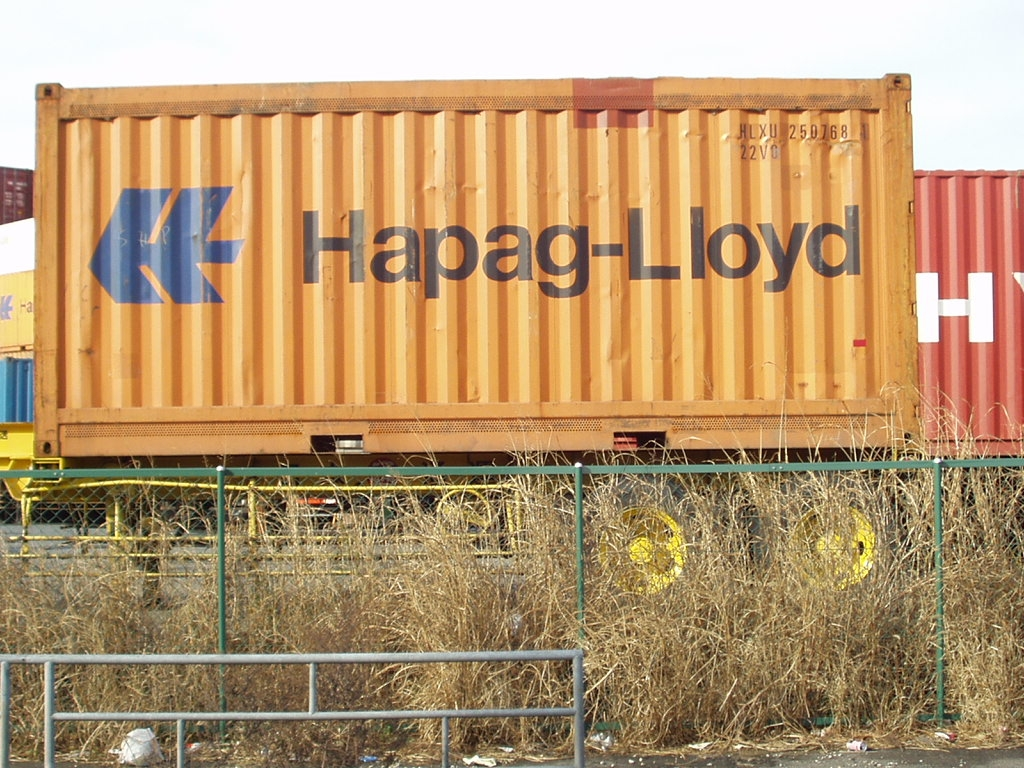
ベンチレーター・コンテナ(22V0)。上下に網目状の通風孔がある。

ベンチレーター・コンテナは、ドライ・コンテナにベンチレーター（通風装置）を取り付け、コンテナ内部の空気が常に換気されるように工夫されたコンテナで、日本語では通風コンテナとも呼ばれる。野菜や果物・植木等の樹木など、輸送中に換気が必要な物資の輸送に使用される。換気方法としては、コンテナ側面へ無数の網目状の通風孔を全面的又は、帯状に上下に取り付けた「自然換気型」と、強制的に換気する「機械式換気型」のタイプに、コンテナ構造区分コード上でも区別されている。
なお、いずれのタイプにも共通して通風孔からの異物・密輸品等の投入防止の保安対策規定として、コンテナ製作時や修理時において通風孔の網目口径・網目の材質・強度および、取り付け加工方法などが別途、厳格に定められている。

### タンク・コンテナ

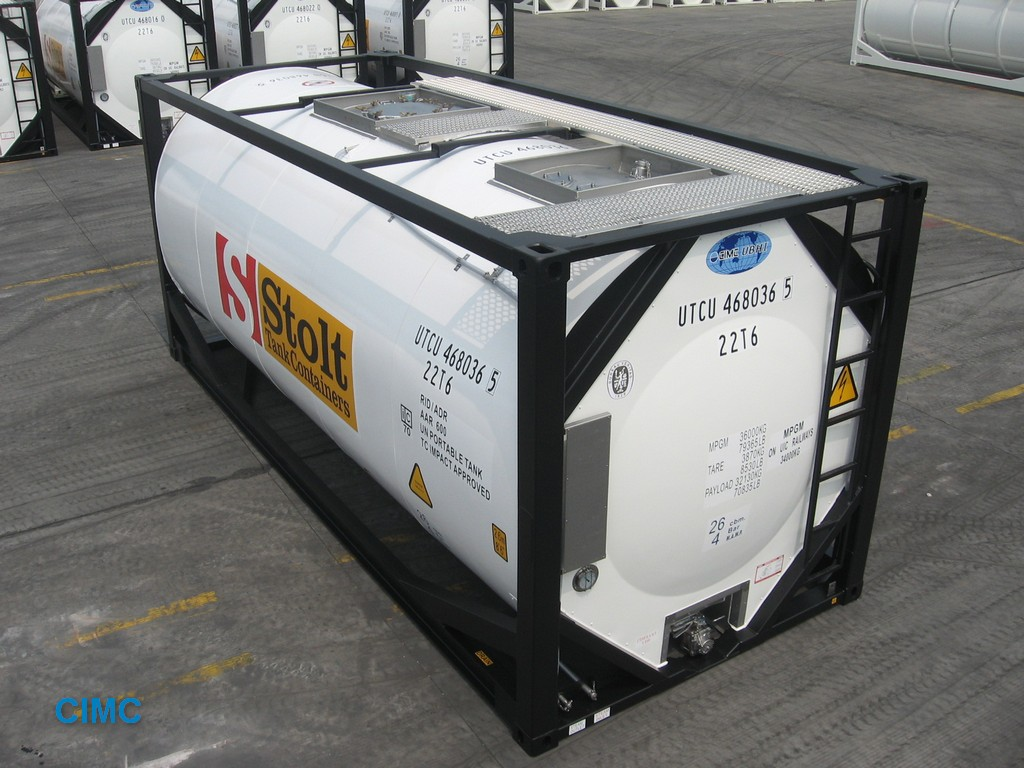
中国CIMC社で製作された、20ft型タンクコンテナ。

タンク・コンテナ (tank container) は、油類、化成品、各種ガス、濃縮果汁、原酒、食品原料などの液体や気体を輸送するためのタンクを備えたコンテナである。洗浄技術の向上によりさまざまな用途に転用でき効率的な運用を図ることができることからISO規格長さ20 ftのものの普及が急速に進んでいるが、特殊化成品や各種ガスの小ロット輸送用の長さ10 ft型および、ヘリウムガスなどの各種軽量ガス輸送用の40 ft型も存在し、日本国内でも化学工業の並ぶ地帯を主体として運用されている。特に近年の医療機器で重要視されている画像診断装置の一種であるMRI装置の冷却に欠かせないヘリウムガスは、全量を輸入に頼っているために、この専用コンテナでの輸入事例が年々活発に行われている。
積荷の性質や用途により、「危険物用」と「非危険物《普通品》用」の2種類に大きく区別され、さらに構造面から完全液体用と、液化気体および気体の両用となるいわゆる「ガス類」用のタンクコンテナに分類される。このため、様々なコンテナ外観・タンクの高さ・口径種類がある他、積荷により加温・保温機能や、逆に冷凍コンテナと同様に専用の給電コンセントから送電を受けられるものや、外付けの発電機と接続する給電式の冷凍機を片妻側に備えて、積荷の品質管理を行うタイプなどがある。変り種としては、主にアスファルトや特殊なオイル類用に運用されているドライコンテナと同じ完全な箱型の外観のものがある。これは、箱型構造ゆえに圧力には弱いが、積載容量を最大限に引き出せるというメリットがある。
なお、粉末状または粒状の穀物・化成品・鉱物・食品などを運ぶタンク形状のコンテナも存在するが、積荷が乾燥粉末や粒状の場合はコンテナ構造区分コードでバルク・コンテナ（ホッパ・コンテナともいう）となる。

#### 危険物用
海上輸送上の危険物用タンク・コンテナへ積荷を充填する際の注意点は、原則として充填率80 %以上、95 %以内に収める規定として、国連機関で定めている危険物輸送の規則（IMDG ＝ International Maritime Dangerous Goods Code）がある。なお、日本国内での事例として『危険物用』または、『非危険物用』のいずれかで港で取り扱う際には今後の区分にかんして、『危険物用』として消防法による危険物が明確に指定される貨物を危険物貯蔵ヤードで保管する場合と、消防法には触れず『非危険物用』として普通のコンテナヤード保管するも、港長の許可が必要な毒性がある液体の腐食性物質の貨物をどう取り扱うかと、一石を投じる事案が発生している。

### フラットラック・コンテナ

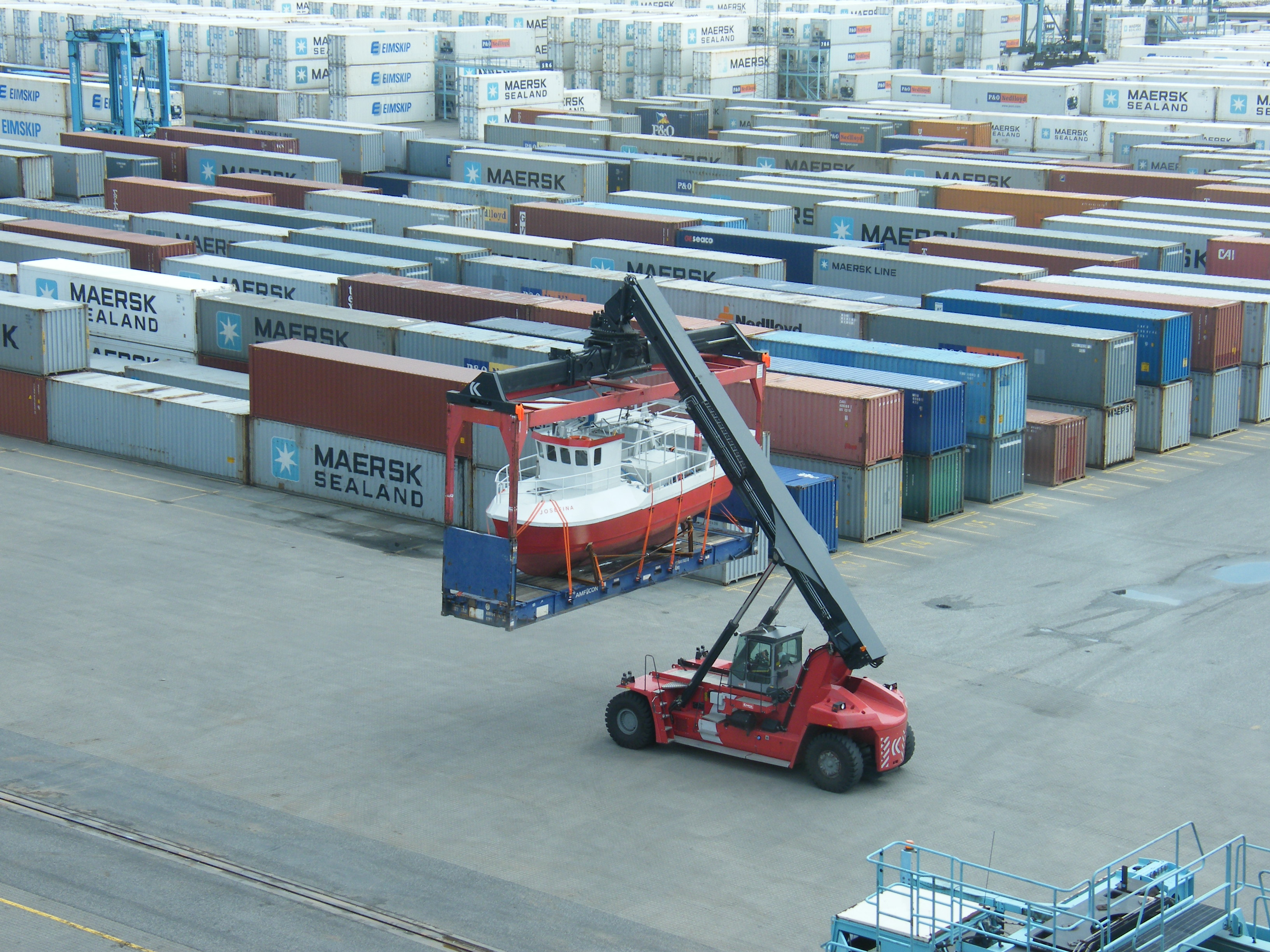
フラットラック・コンテナでのサイズオーバー積載例及び、荷役方法事例。

フラットラック・コンテナ (flatrack container) は、ドライ・コンテナに積載できない大型機械、円筒形工場用設備、木材、石材、鋼材、工作物、インゴット、大型タイヤ、各種車両、小型ボート、各種ケーブルドラムやロール状の鉄板などを積載するため、天井・両側壁がなく土台となる床のほかに両妻壁（トラックの荷台でいう前後の壁の部分）または、四隅の柱だけの開放型コンテナである。なお、コンテナ構造区分コード上は、これらの妻壁や柱構造が固定された完全固定型と、折倒し可能な可変型などに区分される。これらのコンテナは固定型であれ可変型であれ、基本構成は両端にある四隅の柱が主体となるために、関係者の間では単にラックコンテナと呼ばれている。
通常は海損防止のため船倉内に積載されるが、コンテナ本体より一回り大きな貨物を積載する場合も多々あり、上に他のコンテナを積み重ねられなかったり、周りに他のコンテナを密着して並べられないことがある。この場合、船倉スペースが消費される分だけ輸送運賃は高くなる。

#### 日本

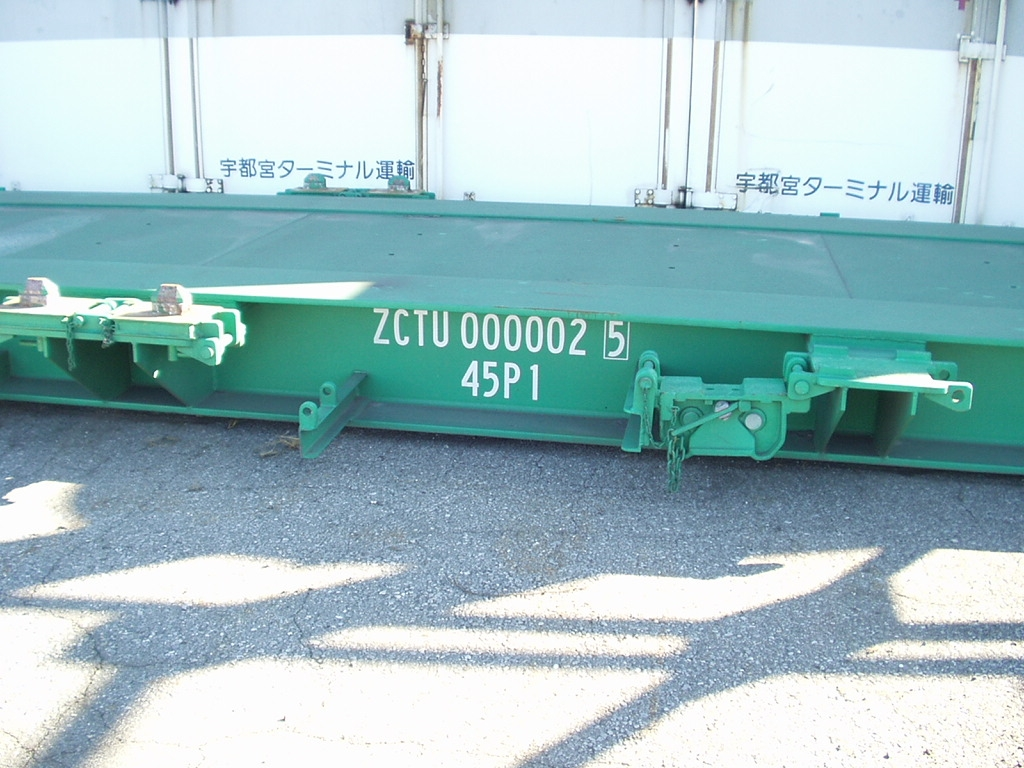
中央の白色登録番号表示右側は、JR貨物専用の緊締装置が半回転して下向きになり装置の出っ張りをなくし、フラット状態になっている。同じく表示左側は、国際規格で採用されている12 ft型のコンテナ下部の四隅を固定する、ツイストロック用の爪が常に出っ張った状態でセットされている。前記JR貨物用12 ftコンテナを積載した場合は、接触しないようにそれぞれのツイストロック位置により、左右何れか側へ半回転して床がフラット状態になる。

日本の長さ12 ft鉄道コンテナを3個積載して、1個の長さ40 ft・9 ft 6 in背高海上コンテナとして輸送できる、ラック貨物コンテナも存在する。元々、日本の12 ft鉄道コンテナの貨車・トラックへの固定は日本独自規格である半自動式中央緊締方式で行われており、国際海上ISO規格のツイストロック方式とは互換性がない。このため、鉄道コンテナ単体での国際輸送は、トラック積載状態での日韓フェリー輸送などのごく一部の事例を除き事実上不可能であった。これに対し、日本国内の規格を変更することなく鉄道コンテナを国際物流に乗せるため、ラックコンテナに鉄道コンテナを載せるという発想が生まれた。このラック貨物コンテナ床面には、収納可変式の半自動式中央緊締装置とツイストロックが3組分備えてあり、返送時に積載する鉄道コンテナがなくとも、通常の汎用ラックコンテナと同様に他の貨物を積むことができるので、片荷によるコストアップなく運用できる。なお、このコンテナは両端の4本柱が固定式になっている。
この他、コンテナ製作費が安かった時代には、中国や韓国から12 ft鉄道コンテナを逆輸入するために、12 ftコンテナを1個積み付けるための四角形の骨組みだけを設けた、20 ft型ラックコンテナも存在した。ただし、積載効率が非常に悪く輸送コストもかかるので、運用されるのは試作品や冷凍コンテナのユニットなし本体のみなど、特殊な事情がある場合に限られる。

### フラットベッド・コンテナ

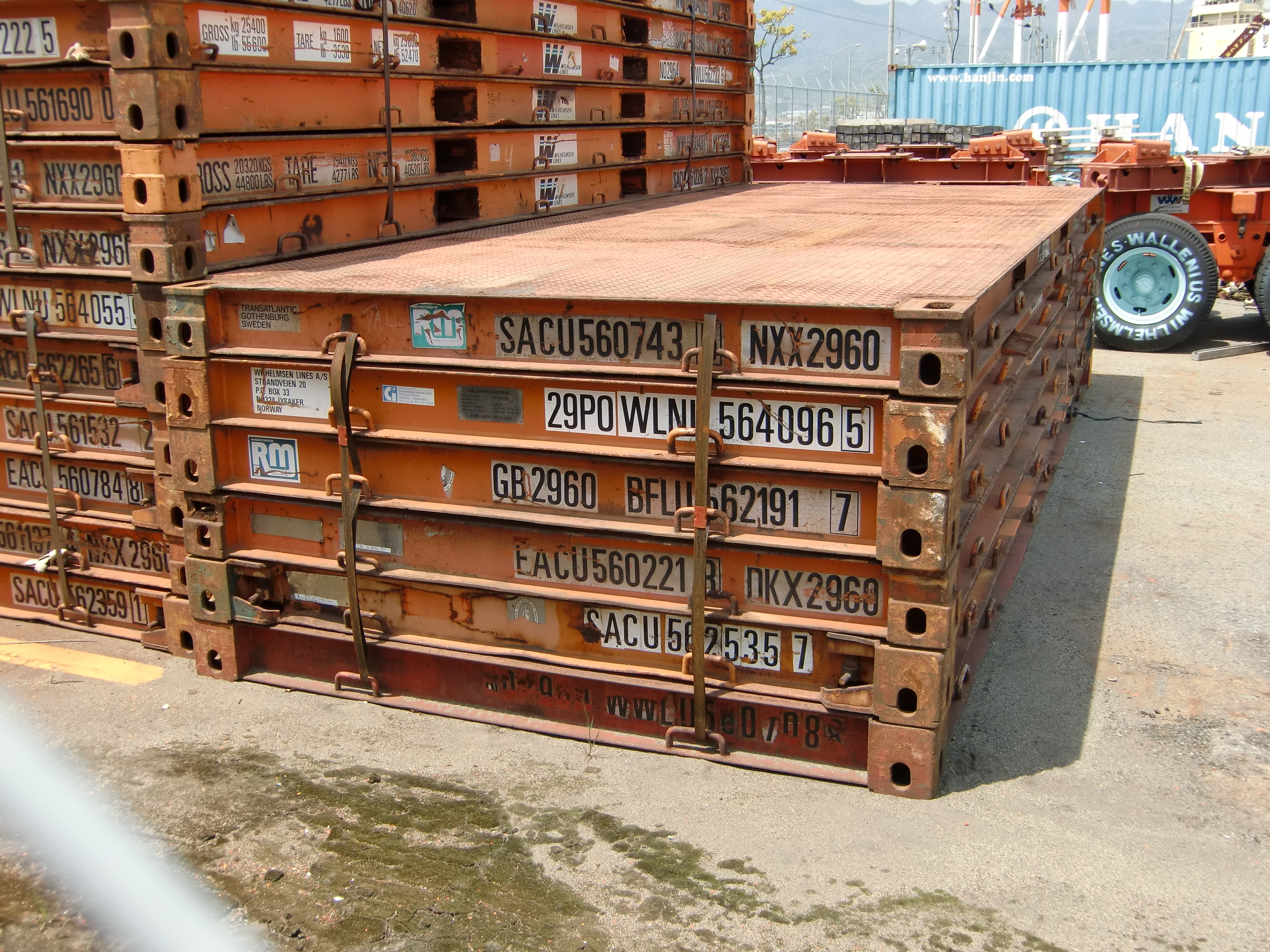
この薄型タイプは、各種車両や、特殊な建設車両の輸送に多用される。主に車両運搬船や、国際フェリー等の船内甲板区画へ、フォークリフトで直接運び込まれる。（ タイプコード、2960 ）

別名、プラットホームベースともいう。基本的には、前項のフラットラック・コンテナにはある四隅柱すらない土台となる床だけの変わった床板タイプのコンテナで、関係者の間では単にフラットコンテナと呼ばれているが、長手方向の両側に簡易差込式のいくつかの補助柱を備えたタイプも多く存在する。しかし、コンテナ自体が土台となる床だけのタイプゆえに、基本的には取り外した複数の補助柱をコンテナ本体内に収納できないため、これらの付属品管理が難しいのが難点である。
貨物を積載した場合には、仮に補助柱を使用している状態でもこのコンテナの上に他のコンテナは、補助柱の強度やあらゆる安全性の観点により一切段積みができないために、必ずデッドスペースが発生してヤードでの保管時はもちろん、特に船舶に積載しての輸送時には積み込み場所が制限または限定されるリスクがある。例えば、コンテナ6個分の建設用機械類を輸送する場合に、前項のフラットラック・コンテナを使用しその機械の寸法が全てコンテナからはみ出ていないのであれば、ヤード保管時でも密着して蔵置きができたり、段積みもできるために、占有床面積はコンテナ2 - 3個分で済む。また船舶輸送時であればさらに多段積みができるので、占有床面積は1 - 2個分で済む計算となり、この場合は他のコンテナと同等の効率の良い運用が可能で、運賃面でもデッドスペースの割り増し料金が付きにくい。
これに対して、このフラットコンテナは元々、段積みできる四隅の柱がないので貨物を積載した場合は、コンテナの段積み自体が全くできず、輸送運賃や保管料の面で割増料金を課せられ、更に運用ルートおよび使用方法が大幅に限定される。構造的には非常にシンプルながらある意味、運用コストのかかる特殊なコンテナである。
前項の折倒し型および、この床だけのタイプは積載物なしの場合に数段の積重ねができるが、この状態での船舶以外へ積み込んでの回送輸送（トラック・鉄道利用時）はごく一部のものを除き、構造安全上できない。ただし、参考事例として国際的な輸送はできないが、日本国内専用のJR貨物指定の同様構造コンテナの一部には、数個をまとめて段積み回送輸送ができるタイプのものもある。

### オープン・トップ・コンテナ

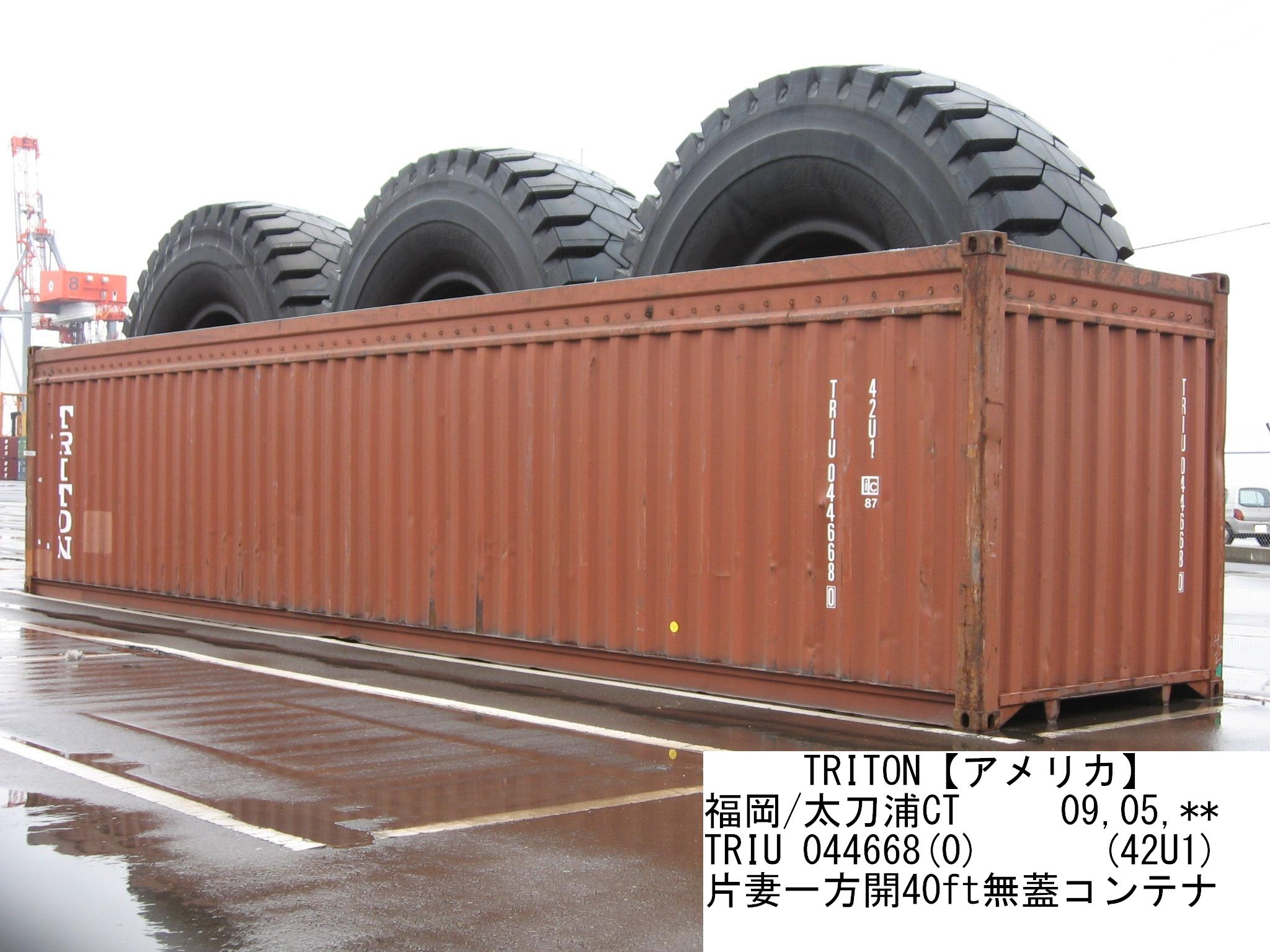
オープン・トップ・コンテナに、鉱山用の大型ダンプ用タイヤの積載例。

オープン・トップ・コンテナ (open top container) は、屋根部分が通常の固定された強固な天板の代わりに通常、幌や防水シート類が張ってあり、これらを取り外しクレーンにより開いた上部開口部からの荷役ができるため、ドライ・コンテナに積載できない高さのある貨物や、コンテナ壁面のドアからの搬出入作業が困難な重量物・長尺・異形貨物を主に積載する。日本語では無蓋（むがい）コンテナとも呼ばれている。なお、コンテナ本体よりさらに高さのある貨物を積載する場合も多々あるので、天井シートを駆使して盛り上がっている部分を包んでいるが、特に北九州市門司港の太刀浦埠頭地区でよく見られる輸出品である、鉱山用巨大ダンプに使われている大口径のタイヤは、背丈が高過ぎるために天井シートを掛ける手間や作業員の人件費などの節約で、あえて丸裸状態でトレーラー輸送したり、段積みができないためにコンテナ船の最上部などに積載することとなる。

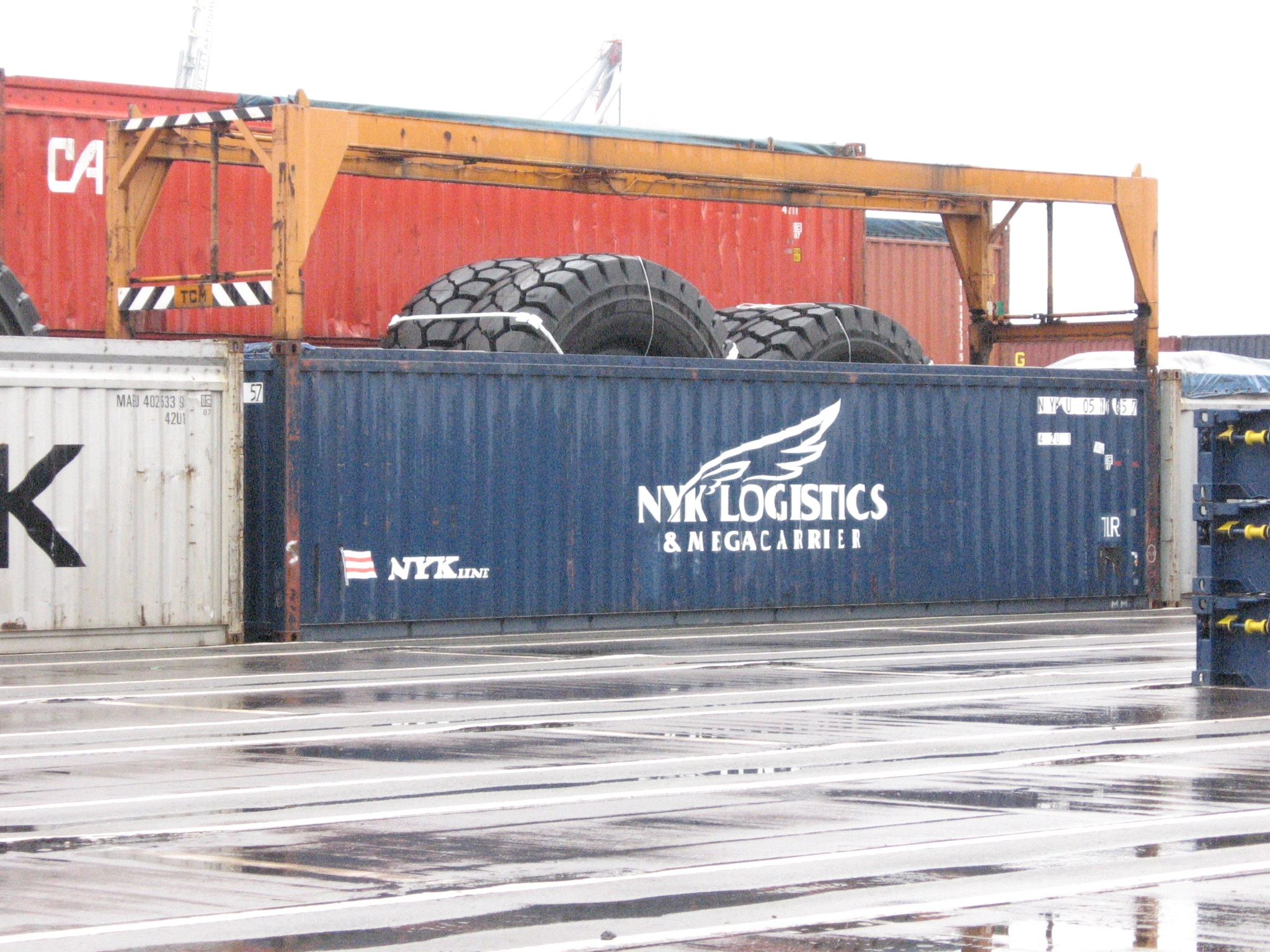
青い40 ftコンテナの上部全体を覆う、黄色の背高貨物専用アタッチメント。

なお、積載する時等の荷役作業時は、ジブ・クレーン等で直接ワイヤーロープを使い、コンテナ上部四隅のツイストロック用ホールでの4点吊り上げ作業以外では、ガントリークレーンを使った通常のスプレッダ装置での直接吊り上げはできない。この場合は、フラットラック・コンテナの荷役でも多用されている足長4本足テーブル形の専用アタッチメントを取り付けて吊り上げる。このように天井シートが盛り上がる場合や丸裸状態では、フラットラック・コンテナ同様に船倉内及び、船上では大きなデッドスペースが生じるため、積載位置が大幅に制限されたり場合によっては割り増し運賃となるので、輸送運賃は高くなるリスクが付きまとう。また積載する船舶や航路によっても、受け入れスペースに余裕がなかったり、スペースを確保できても積載個数が限られて輸送プランが計画通りに進まず、商取引にも大きな影響を及ぼす恐れも多々ある。

### ハード・トップ・コンテナ

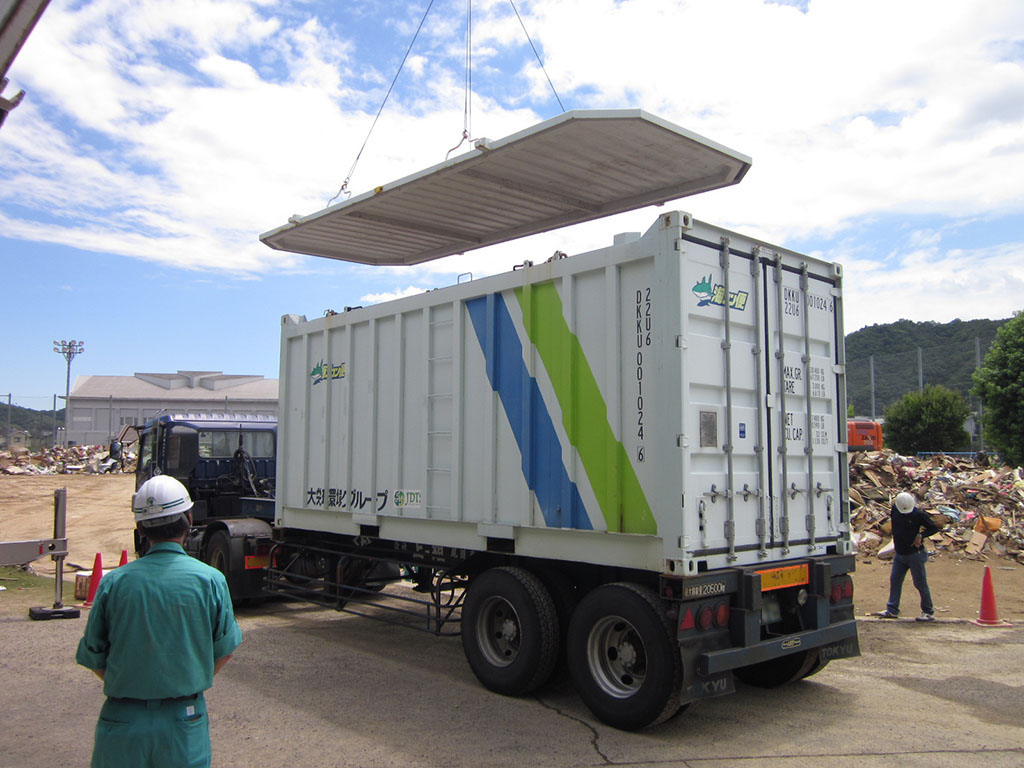
裏技として使用された事例。広島県三原市内での（平成30年7月豪雨）関連の災害ごみの積み込みが終わり、飛散防止のためにコンテナの屋根蓋をクレーンで吊り上げて元通りに蓋をする直前の風景。（タイプコード 22U6）

コンテナ構造区分コードでは別タイプとなるが、外観はドライ・コンテナと変わりはないものの、屋根の天板部分全体をクレーンまたは、フォークリフトで吊り上げて開閉するタイプで、少数ながら日本でも流通している。ただし、このタイプは、重い屋根の天板部分全体を吊り上げて開閉するために、荷役作業前後に多少の手間が掛かる。
従来のオープン・トップ・コンテナでは、ほとんどに採用されている布張りの幌や、防水ビニールシート類が張ってあるために、積載貨物の情況に応じて天井が盛り上がるように貨物を積載したりするような柔軟性に優れているが、このコンテナは屋根全体が一枚又は、2枚の鉄板蓋でできているので、コンテナ本体内寸の高さより背の高い貨物は全く積載できない。しかしその反面、このコンテナの上には他のコンテナを何段にも積み上げできるため、船倉内でのデッドスペースは全く発生しないので、割り増し料金などのコストが節減できる。

### カー・ラック・コンテナ
自動車輸送専用のコンテナで、大きく分けて固定ラック型と、折畳ラック型に分かれる。

#### 固定ラック型

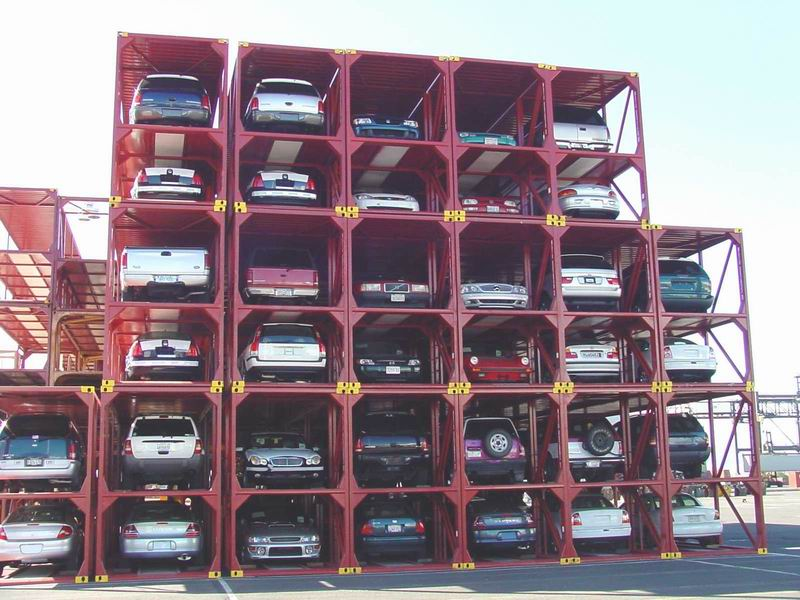
3段積み状態の風景。このコンテナは、上下の区画を仕切っている中央の床板が少し下がっているので、上段はワゴン車等を収納し、下段は乗用車用に分かれている。

床面と中間床そして、側柱からなる棚型のラックコンテナである。多くの場合は、最上部に固定された屋根が付いている。このコンテナは、構造自体が鉄の骨組みだけというシンプルな構造のために、製作コストや後のメンテナンス費用が安く付く。しかしその反面、2階床面が固定されているために、2階部分への出し入れには専用の高所型スロープ又は、飛行機に貨物を積み込む様な高所リフト等が必要であり、車高の高いトラックまたは、バス等は積載できない。さらに全体が固定型のために、帰り荷のない返回送時には無駄な運送コストが掛かる。
また一部には、トラックやバス等の背高車種専用として、中央で区切っている部位がなく、車両を一台のみ貸切状態で積載する専用のタイプもあるが、もともと乗用車より需要の少ない限られた車種を輸送することから、滅多に見かけることがないある意味、レア物的なコンテナといえる。
スーパーカーなどの高級車は、車体へのキズや盗難を防ぐため通常のドライコンテナに1台のみ積み込まれる。ただし、車幅の広い車種はこの限りではない。

#### 折畳ラック型

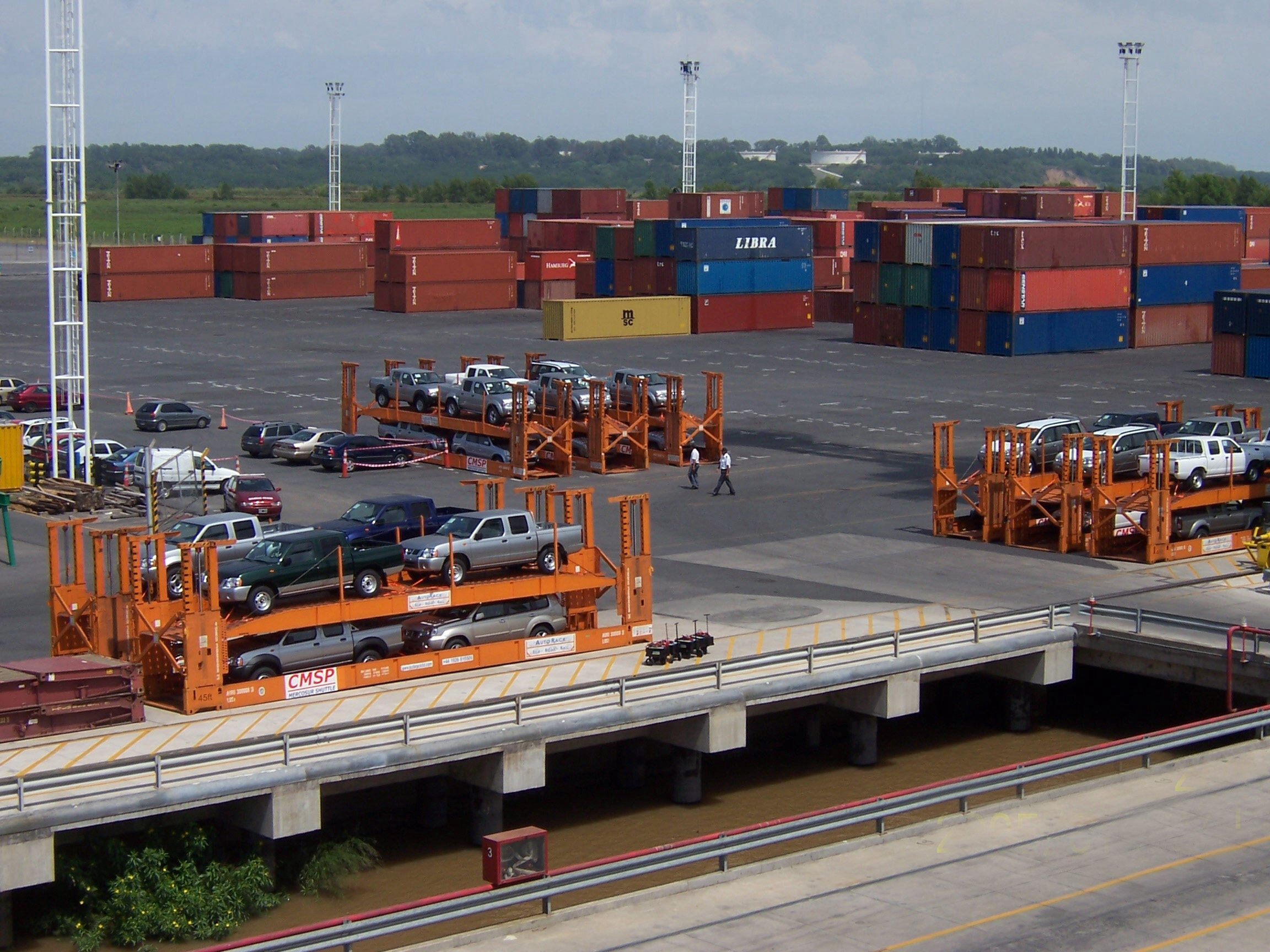
アルゼンチンのコンテナヤードに並べられたカー・ラック・コンテナ群（※高さ9 ft 6 in背高・長さ45 ft、1段又は2段積み両用タイプ）

このタイプは、上下を仕切る床部位の高さを自動車輸送用のキャリアカーと同様に、自由に変えることができる。このため、前項の固定型のように、背高車種の2段積みができないなどの積載制限も、コンテナ本来の最大高または、輸送地域の最大地上高を超えない限り受けずに済む。さらに、積荷がなく不要になったとき（いわゆる、空コン状態）は、人力で折りたためば、#フラットベッド・コンテナのような薄い1枚の板状になるので、複数個で輸送して返送する場合は、これらを折りたたんでまとめて一個のドライコンテナのような状態で返送できるので、返送コストが大きく節約できる利点も備わっている。またコンテナヤードでは、輸送時のような高さ制限をほとんど受けないので、多段積みすれば実質的な占有敷地面積も大幅に抑えることができる。
難点は、構造が複雑ゆえに輸送中に必ず受ける衝撃や、接触リスクにより故障が発生しやすいことが避けられず、維持管理費が比較的掛かるほか、組み立てや折りたたみ時に、人手と作業時間が多少かかる。

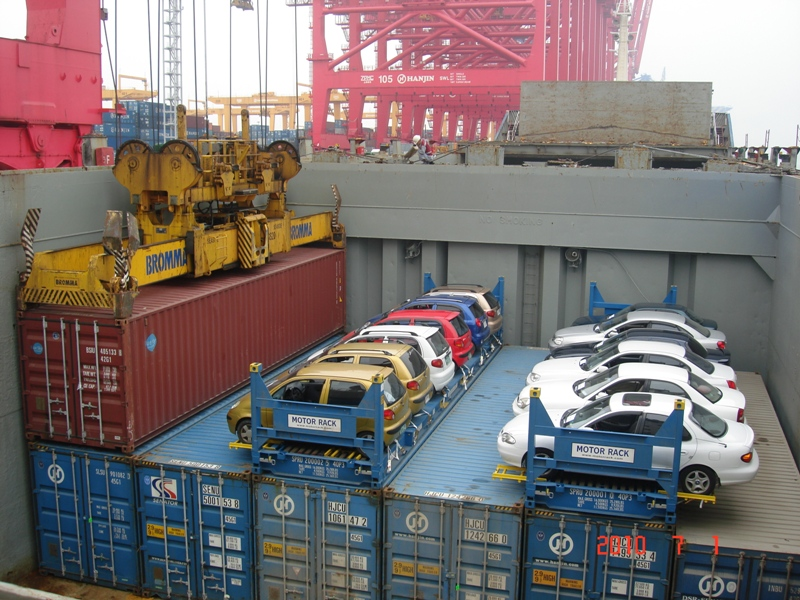
短手方向に車を積むカーラックコンテナ。

変り種としては、いわゆる折りたたみ式の#フラットラック・コンテナを応用した事例もある。通常の2段積みでは、構造も複雑で、積載台数も殆どの場合が縦列駐車状態で、4台程度が限界であるが、フラットラックタイプでは、発想の転換で横向きに積載するために、常時6台を積載できる。コンテナ自体の構造も比較的簡易なので、損傷も受けにくく、作業も比較的簡単である。また2段積みタイプと同様に、両妻壁側が倒れるので、段積みでまとめて返送もできる。
ただし、最大の欠点として真横に積載するために、輸送中で4 m強の車幅を必要とするので、当然ながらこの状態で輸送できる道路環境が必須条件となる。また積荷の特性上、コンテナ船での積み込み場所は、波しぶき等を受けにくい船倉にほぼ限定される。このために、たとえば2個を輸送する場合には、ベースとなる下部のコンテナスペースとして、5個分の積載スペースを必要とするので、当然ながら積載効率も悪くなるので、これに対する割増料金の課金は免れない。このように積荷自体が特殊なものなので、カー・ラック・コンテナの利用できる航路も地域も限られてくる。

### ペン・コンテナ
牛、馬、羊等の生きた動物を輸送するためのコンテナ。屋根、通風窓、掃除口、排水口、餌箱等に独特の工夫がされている。
このようないわゆる、動物コンテナを国際輸送する場合には、専任の付き添い人が乗船して世話をする場合と、コンテナ船の船員に委託する場合の2通りの方法があるが、どちらの場合でも生きた動物を輸送するために、特別の配慮とこまめな世話が欠かせない。

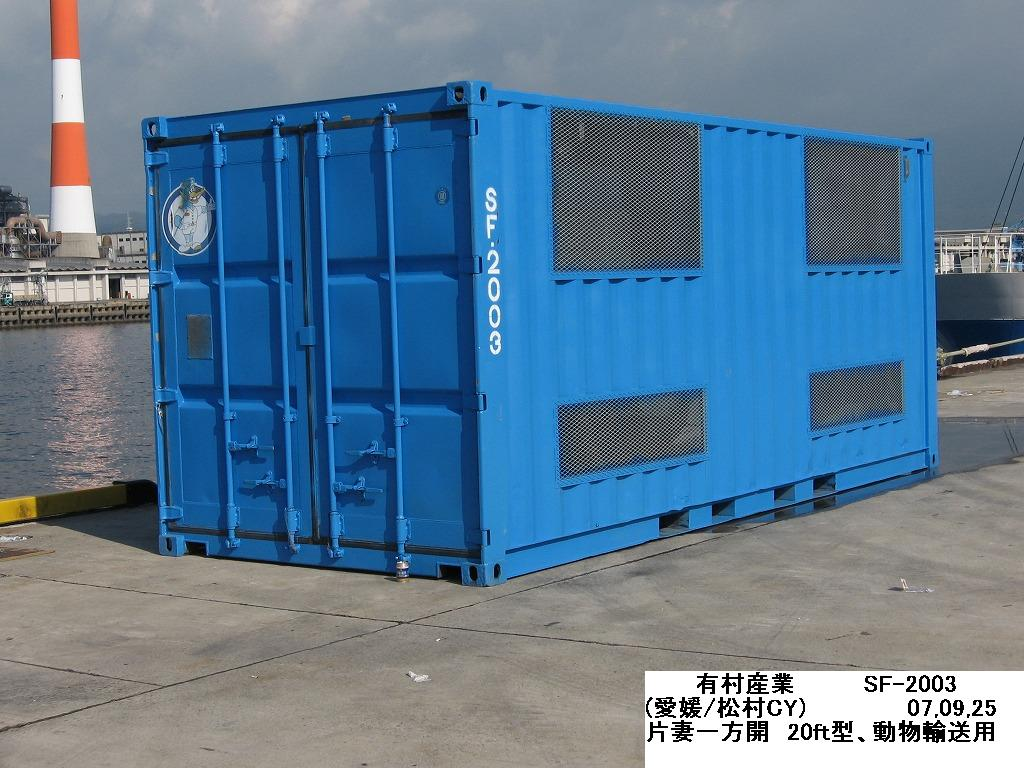
20 ft型のペン・コンテナ。※画像は、製作基準の緩い、日本国内専用である。

### ハイド・コンテナ
獣皮の輸送に使われるコンテナ。獣皮からはハイド・ジュースと呼ばれる汁や臭気が出るため、特別な対策がなされている。

### バルク・コンテナ
穀類や粉状・粒状の貨物の専用輸送に用いられるコンテナ。基本的には、「箱型」と「丸型」に分かれている。

#### 箱型
コンテナの上部に開口部があり、貨物を流し込むことができる。

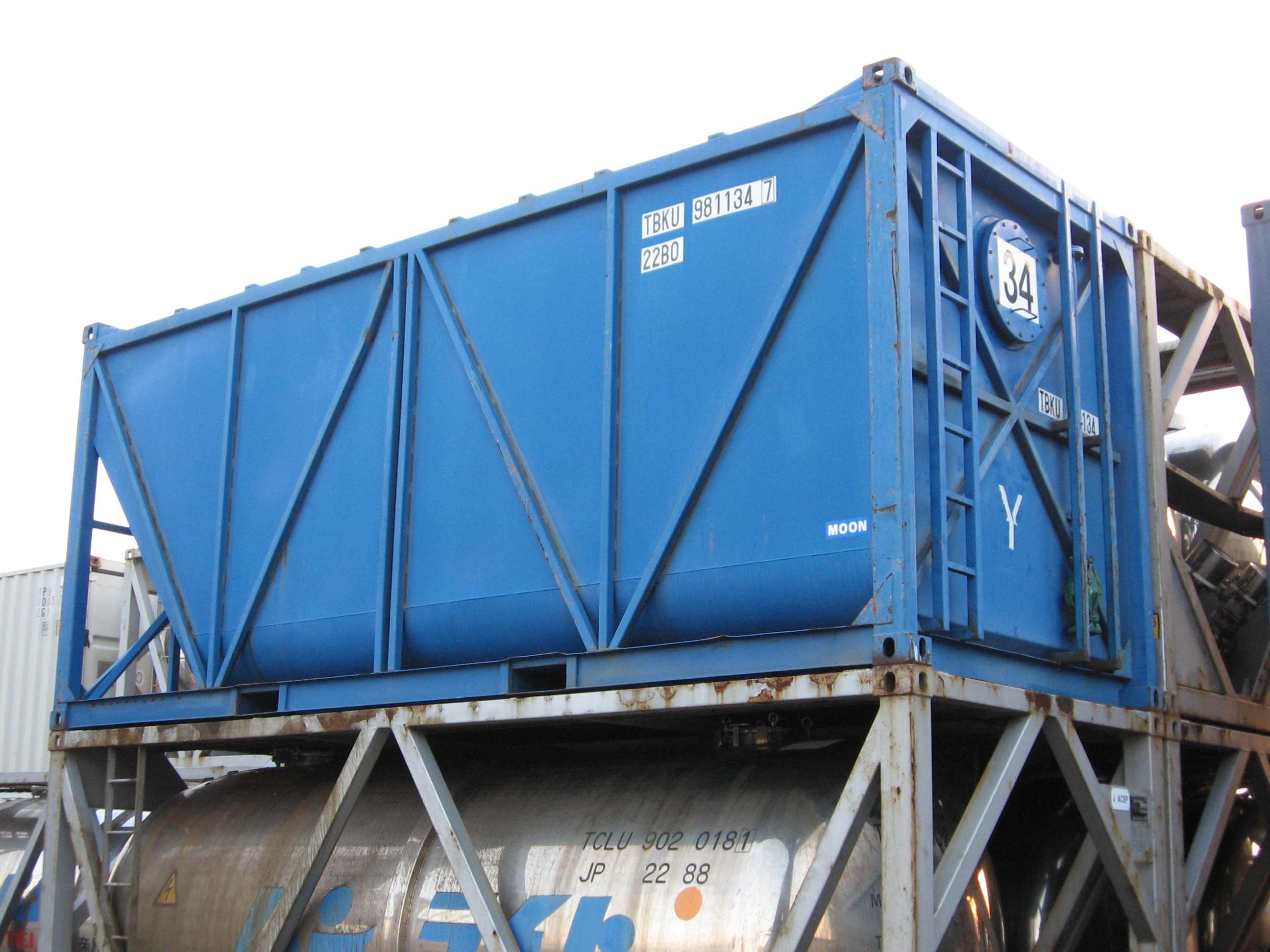
箱型バルク・コンテナ（ 22B0 ）
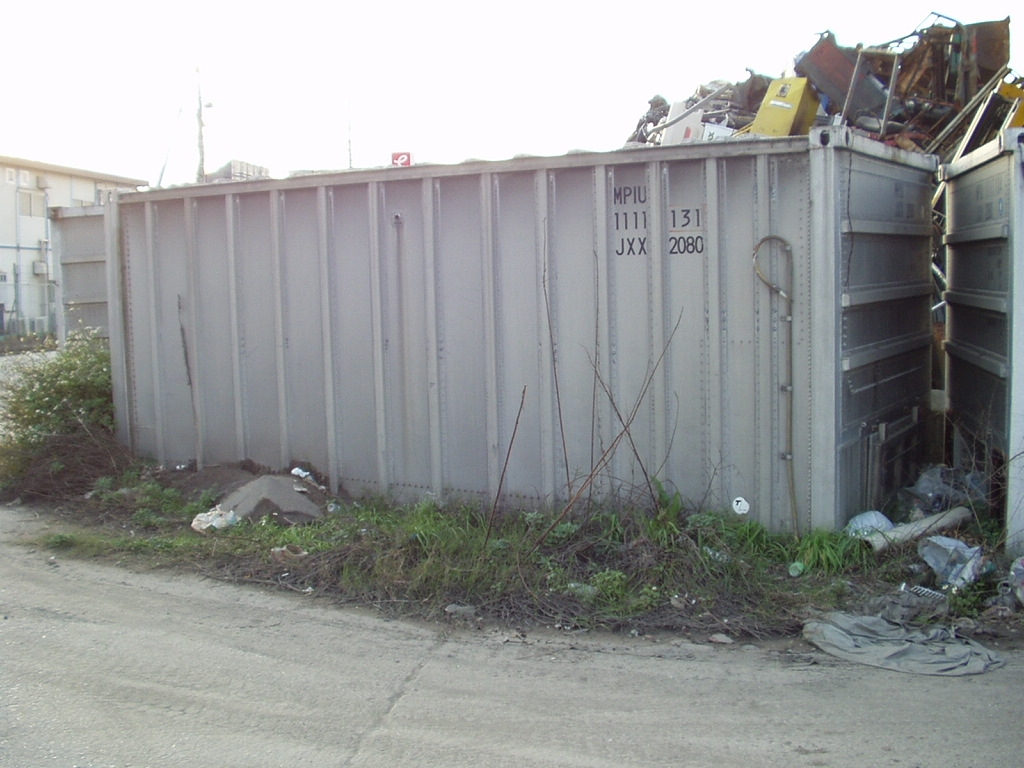
（ 2080 ）
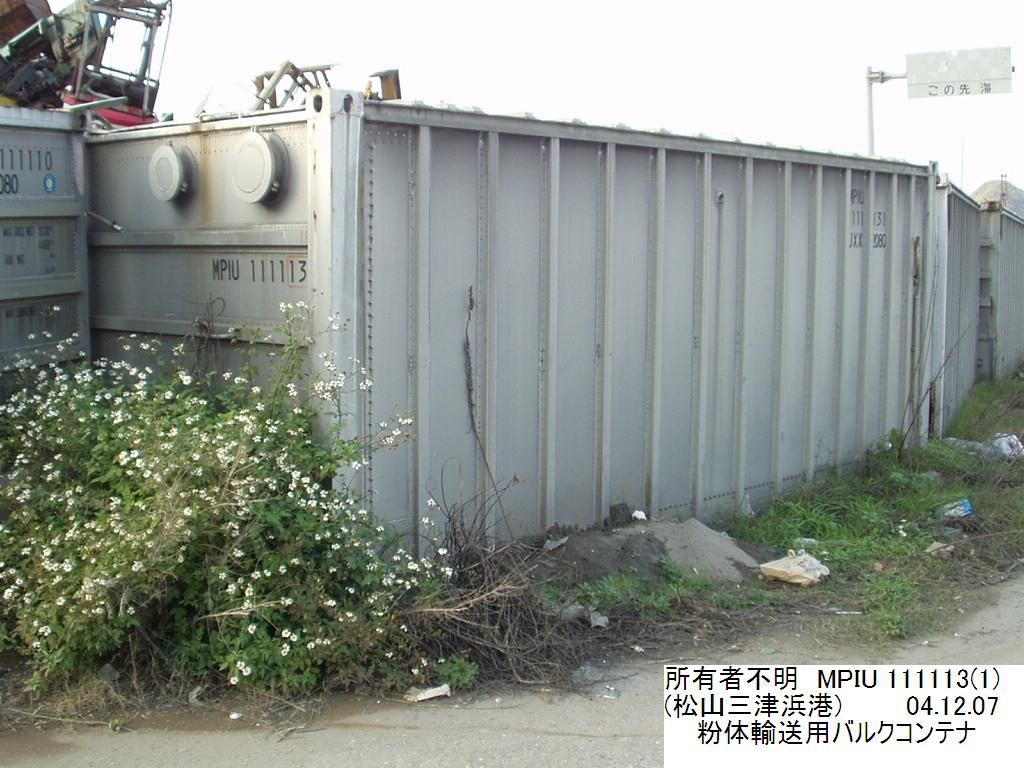
（ 2080 ）

#### 丸型
いわゆる、液体用タンクコンテナを「粉物」用に置き換えて使用する。

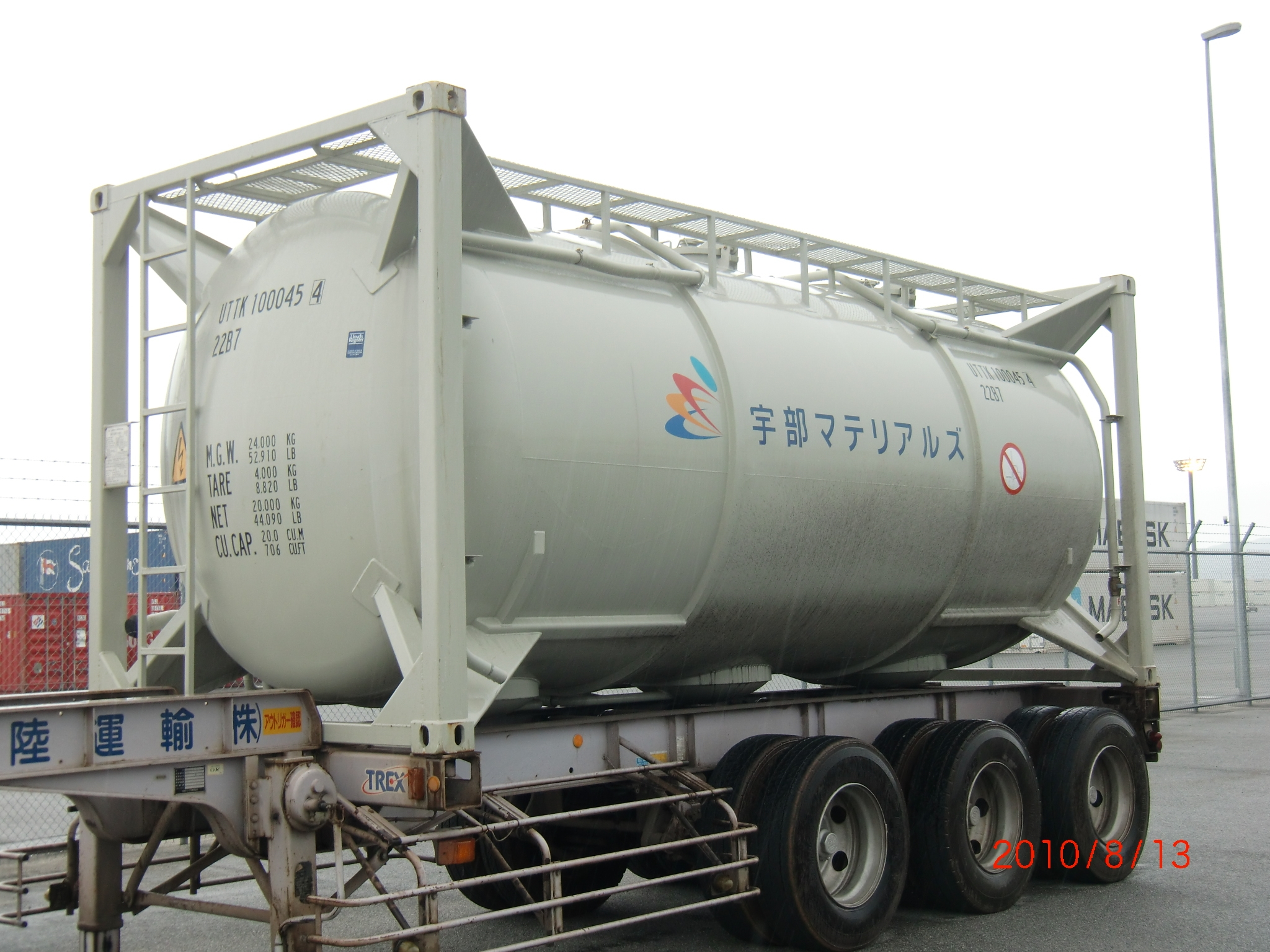
丸型バルク・コンテナ（ 22B7 ）

### ジェネレーター・コンテナ
主に冷凍コンテナの冷凍機や、外部の機器等に安定した電源を送電するためにディーゼル発電機やガスタービン発電機を搭載した、いわゆる「電源コンテナ」を指す。

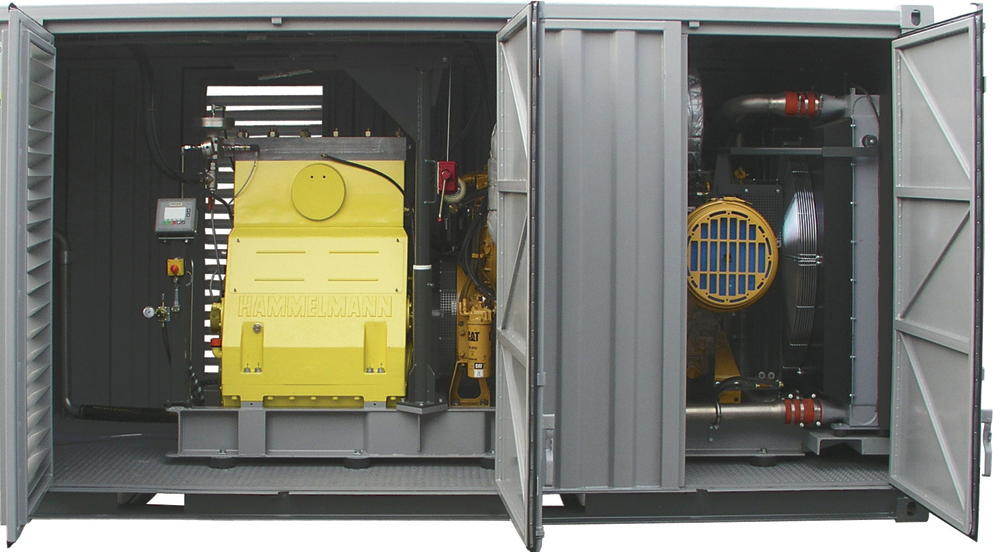
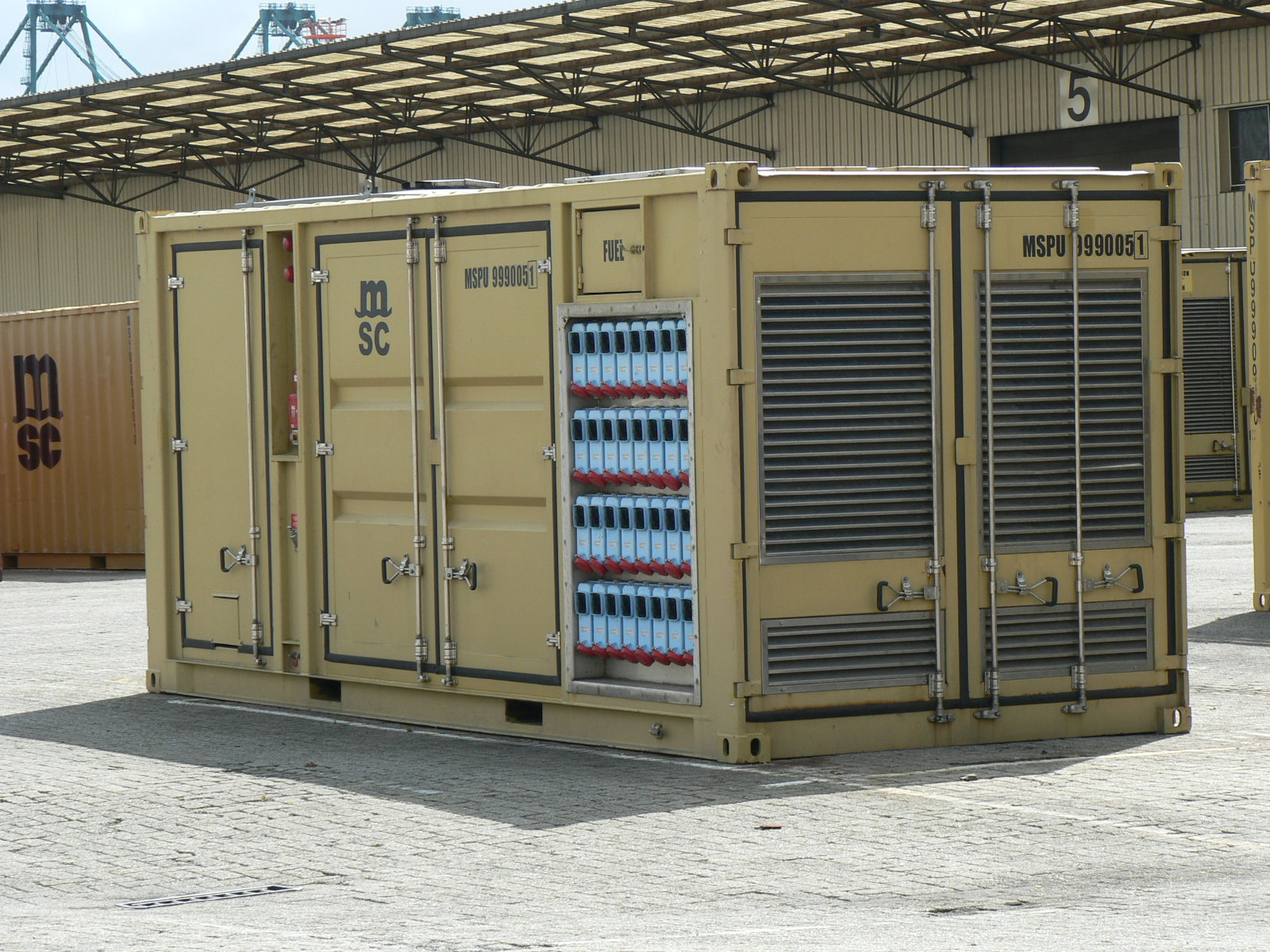
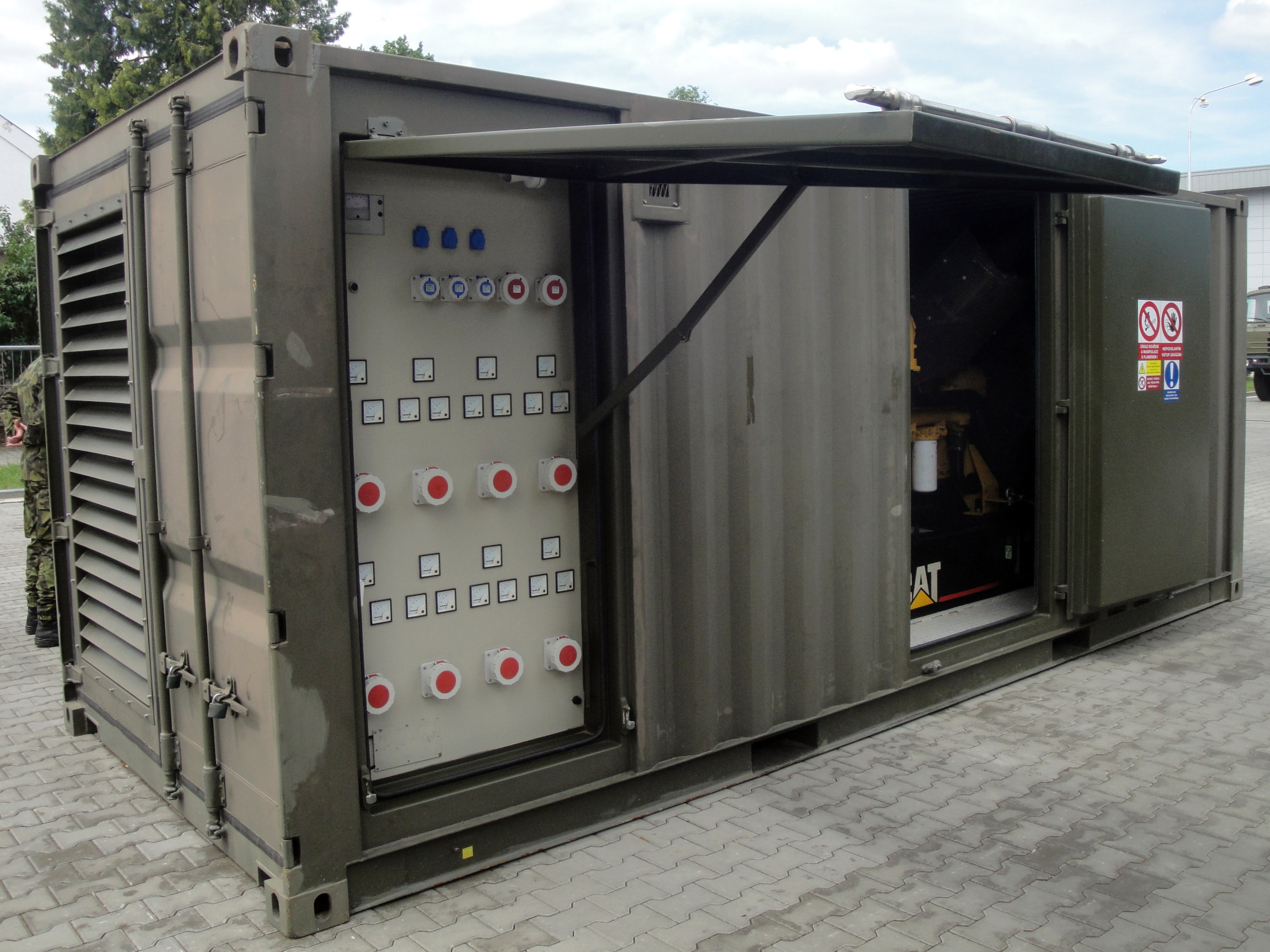